# Liste der Biografien/Brun
Liste der Biografien |
Portal Biografien |
Personensuche
# |
A |
B |
C |
D |
E |
F |
G |
H |
I |
J |
K |
L |
M |
N |
O |
P |
Q |
R |
S |
T |
U |
V |
W |
X |
Y |
Z |
?
 
Ba |
Be |
Bd |
Bg |
Bh |
Bi |
Bj |
Bl |
Bm |
Bn |
Bo |
Br |
Bs |
Bu |
Bw |
By |
Bz
 
Bra |
Brc |
Brd |
Bre |
Brg |
Bri |
Brj |
Brk |
Brl |
Brn |
Bro |
Brp–Brt |
Bru |
Brv |
Bry |
Brz
 
Brua |
Brub |
Bruc |
Brud |
Brue |
Bruf |
Brug |
Bruh |
Brui |
Bruj |
Bruk |
Brul |
Brum |
Brun |
Brup |
Brur |
Brus |
Brut |
Bruu |
Bruv |
Bruw |
Brux |
Bruy |
Bruz
Die Liste der Biografien führt alle Personen auf, die in der deutschsprachigen Wikipedia einen Artikel haben. Dieses ist eine Teilliste mit 1102 Einträgen von Personen, deren Namen mit den Buchstaben „Brun“ beginnt.

## Brun
- Brun († 880), sächsischer Graf
- Brun (925–965), Kölner Erzbischof, Abt von LorschBrun (925–965)

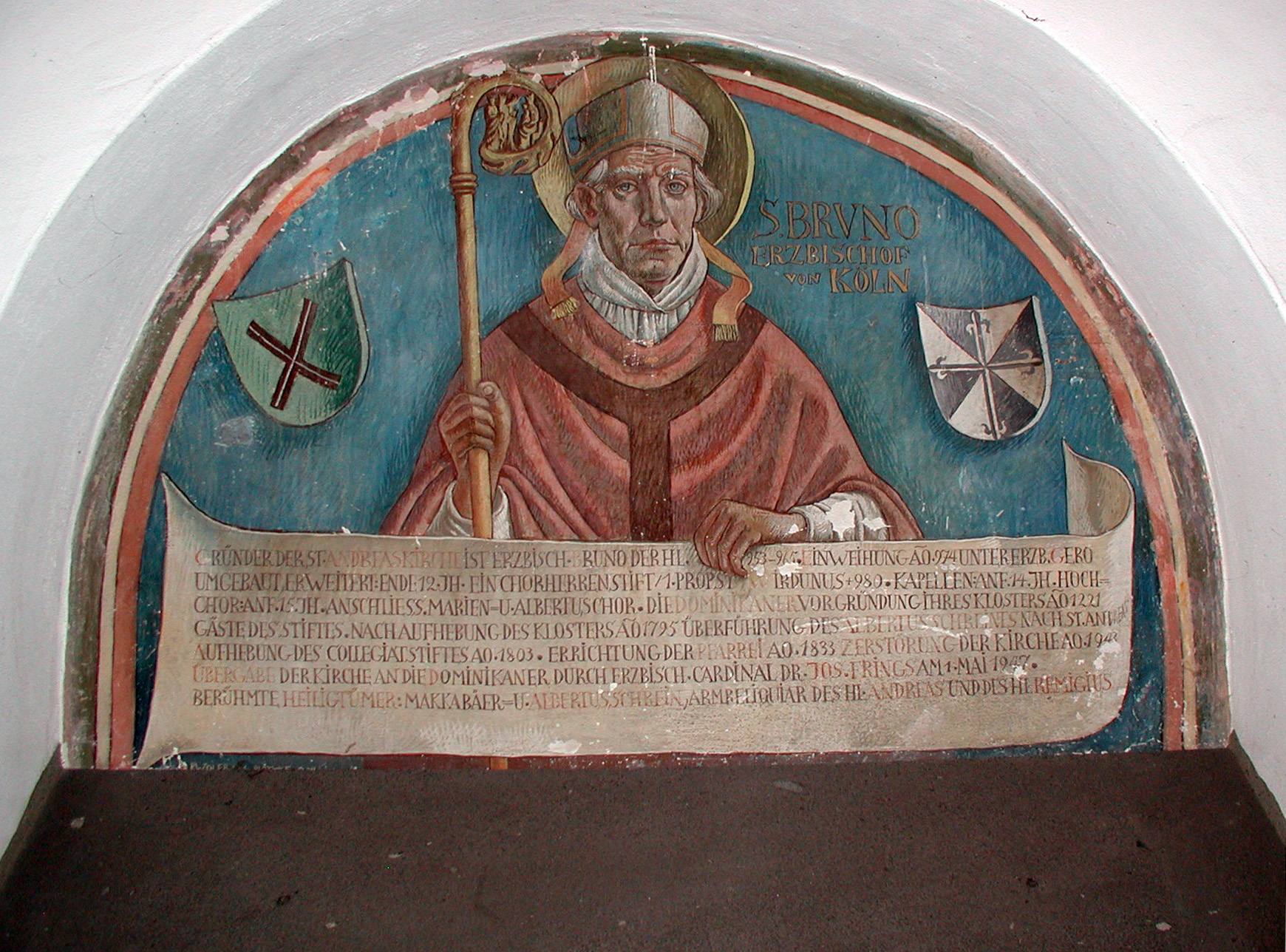
Brun (925–965)

- Brun Barbantini, Maria Domenica (1789–1868), italienische römisch-katholische Ordensfrau und Ordensgründerin, Selige
- Brun Candidus von Fulda († 845), Priestermönch, Maler und Schriftsteller im Kloster Fulda
- Brun de Sainte-Catherine, Jacques Balthazar (1759–1835), französisch-russischer Schiffbauer
- Brun der Ältere, Herr von Querfurt
- Brun I. von Braunschweig, Graf von Braunschweig, Derlingau und Nordthüringgau
- Brun I. von Verden († 976), Bischof von Verden
- Brun II. von Verden († 1049), Bischof von Verden (1034–1049)
- Brun von Querfurt († 1009), deutscher Erzbischof für die Ostmission, Märtyrer
- Brun von Schönebeck, mittelhochdeutscher Dichter
- Brun, Alberte (1918–1991), französische Pianistin
- Brun, Albin (* 1959), Schweizer Jazz- und Weltmusiker
- Brun, Alfred (1864–1935), französischer Geiger, Musikpädagoge und Komponist
- Brun, Álvaro (* 1987), uruguayischer Fußballspieler
- Brun, Andree Juliette (1924–1989), französische Pianistin
- Brun, Ane (* 1976), norwegische LiedermacherinAne Brun (* 1976)

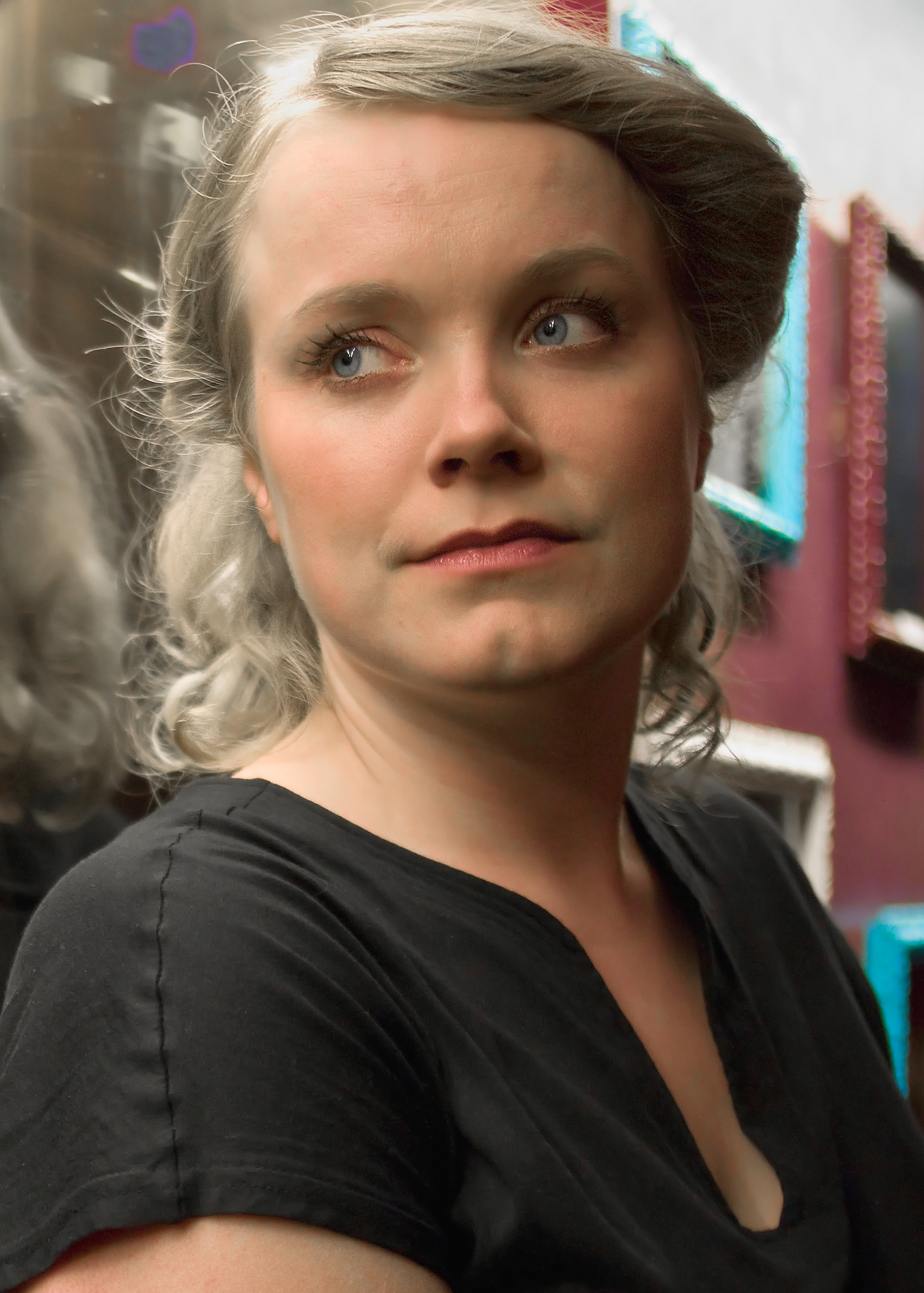
Ane Brun (* 1976)

- Brun, Antoine (1599–1654), Anwalt in Dole
- Brun, Auguste (1881–1961), französischer Romanist und Provenzalist
- Brún, Bairbre de (* 1954), nordirische Politikerin, MdEP
- Brun, Carl (1851–1923), Schweizer Kunsthistoriker
- Brun, Charles (1821–1897), französischer Politiker
- Brun, Christen (1828–1905), norwegischer Historien- und Porträtmaler der Düsseldorfer Schule
- Brun, Constantin (1746–1836), deutsch-dänischer Kaufmann
- Brun, Dominik (* 1948), Schweizer Schriftsteller
- Brun, Dominique (* 1964), französische Judoka
- Brun, Donald (1909–1999), Schweizer Grafiker
- Brun, Eske (1904–1987), dänischer Beamter, Jurist und Landsfoged in Grönland
- Brun, Frédéric (* 1988), französischer Radrennfahrer
- Brun, Friederike (1765–1835), dänische Schriftstellerin deutscher Sprache
- Brun, Fritz (1878–1959), Schweizer Komponist und Dirigent
- Brun, Georg († 1552), Schweizer Lehrer und Bühnenautor
- Brun, Georg (* 1958), deutscher Jurist und Schriftsteller
- Brun, Guillaume-Charles (1825–1908), französischer Maler
- Brun, Hans (1874–1946), Schweizer Pionier der Knochenchirurgie und Bergsteiger
- Brun, Hartmut (* 1950), deutscher Publizist und Literaturforscher
- Brun, Heinrich, erster reformatorischer Prediger in Ostfriesland
- Brün, Herbert (1918–2000), deutscher Musiktheoretiker und Komponist
- Brun, Ida (1792–1857), dänische Tänzerin
- Brun, Jean (1926–1993), Schweizer Radrennfahrer
- Brun, Jean (* 1937), Schweizer Radrennfahrer
- Brun, Jean Jules (1849–1911), französischer Offizier, Generalmajor und Kriegsminister
- Brun, Jean-Pierre (* 1955), französischer Archäologe
- Brun, Johan Nordahl (1745–1816), norwegischer Bischof und Dichter
- Brun, Jonas (* 1979), schwedischer Schriftsteller
- Brun, Joseph C. (1907–1998), französisch-US-amerikanischer Kameramann
- Brun, Jules (1832–1898), Schweizer Politiker
- Brun, Kristoffer (* 1988), norwegischer Ruderer
- Brun, Lisbeth (* 1963), dänische Schriftstellerin
- Brun, Pablo (* 1982), argentinischer Straßenradrennfahrer
- Brun, Philippe (1908–1994), französischer Jazzmusiker
- Brun, Pierre (* 1933), französischer Radrennfahrer
- Brun, Rudolf († 1360), Bürgermeister von Zürich
- Brun, Rudolf (1885–1969), Schweizer Mediziner
- Brün, Theodor (1885–1981), deutscher Maler, Bildhauer und Grafiker
- Brun, Viggo (1885–1978), norwegischer Mathematiker
- Brun, Walter (* 1942), Schweizer AutorennfahrerWalter Brun (* 1942)

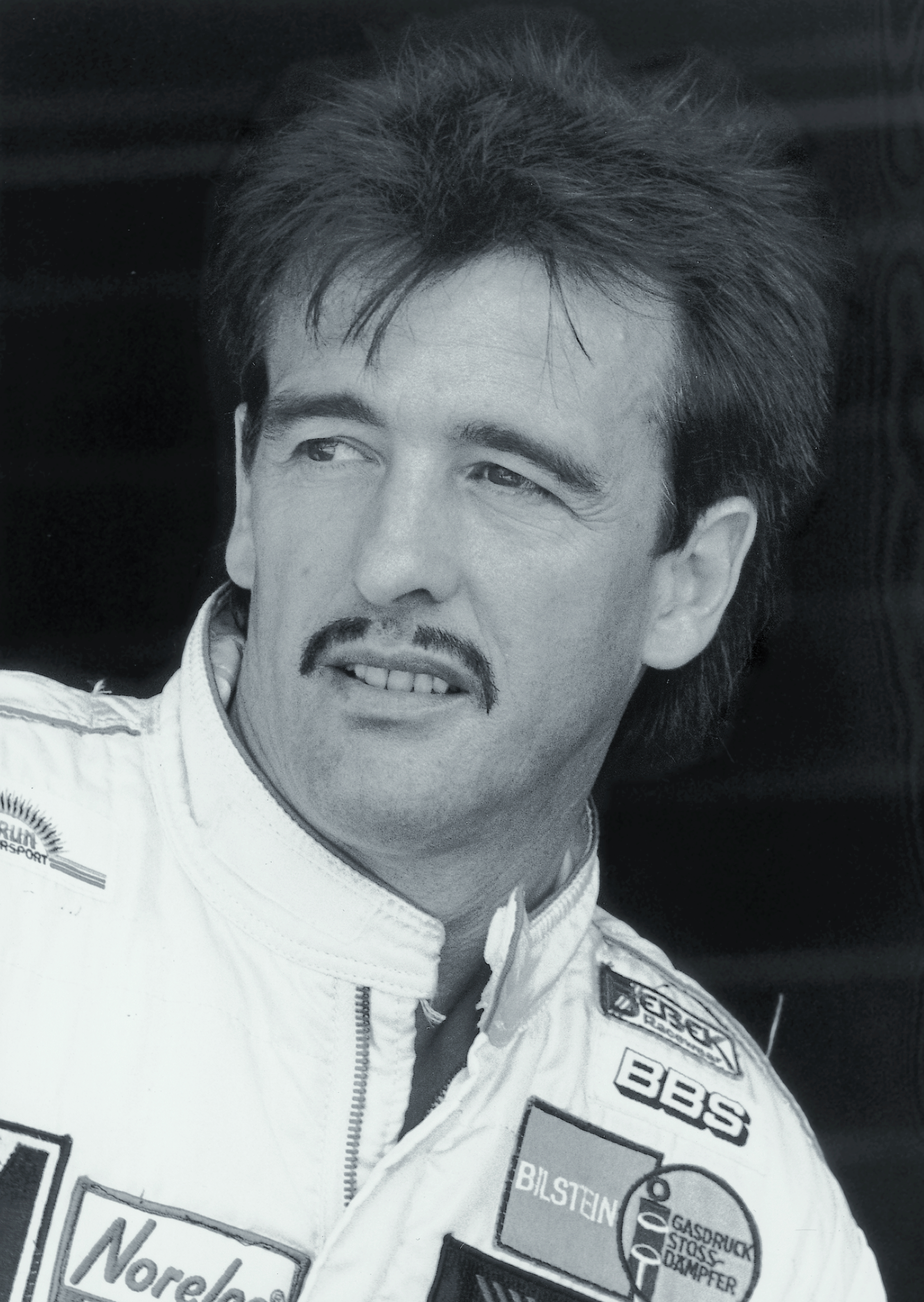
Walter Brun (* 1942)

- Brun-Lie, Celine (* 1988), norwegische Skilangläuferin
- Brun-Lie, Thekla (* 1992), norwegische Biathletin
- Brun-Rollet, Antoine (1810–1858), französischer Afrikaforscher

### Bruna
- Bruna, Annika (* 1956), französische Politikerin (RN), MdEP
- Bruna, Cindy (* 1994), französisches ModelCindy Bruna (* 1994)

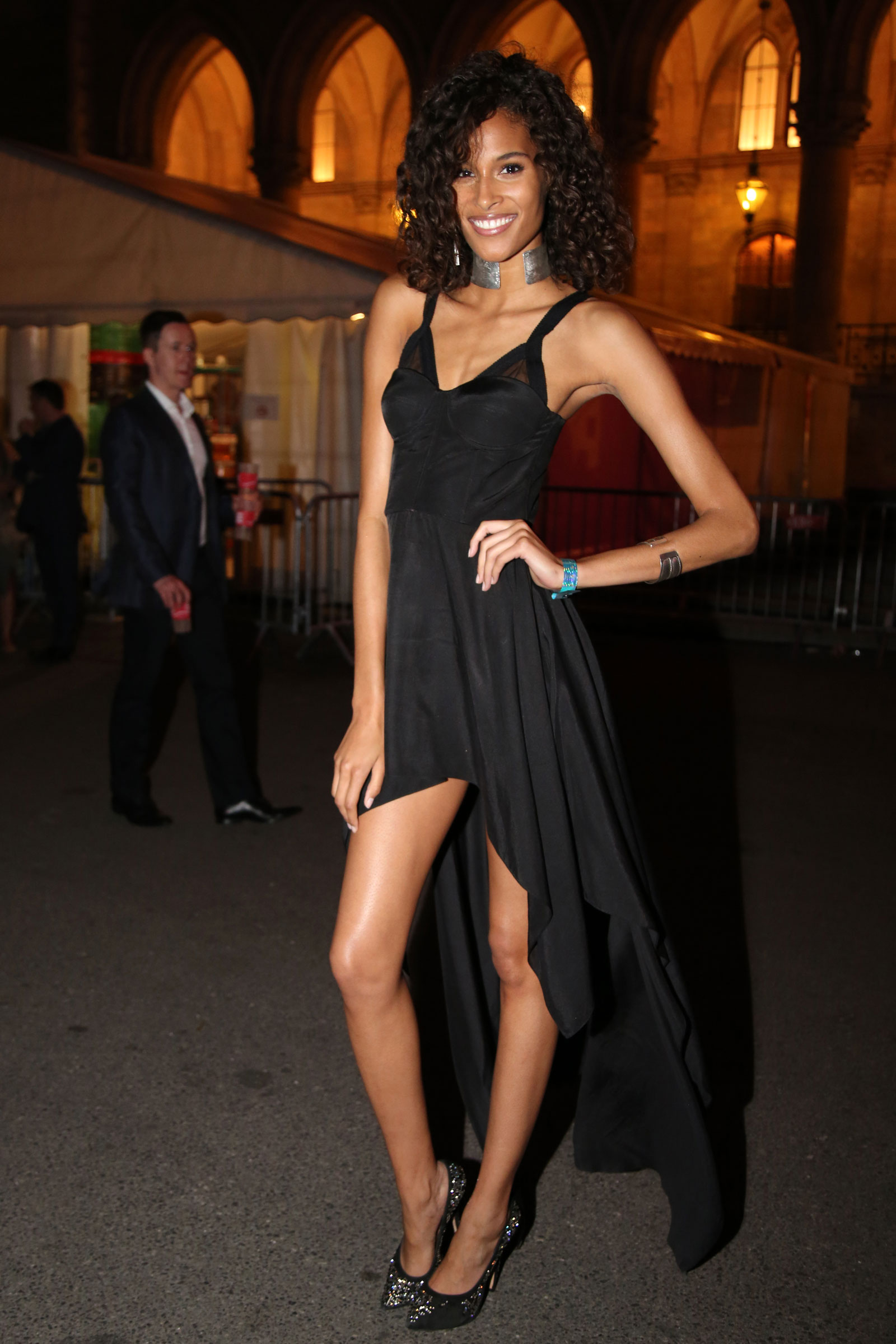
Cindy Bruna (* 1994)

- Bruna, Dick (1927–2017), niederländischer Autor, Zeichner und Grafikdesigner
- Bruna, Eduard (1822–1899), böhmischer Historiker
- Bruna, Enrico (1880–1921), italienischer Ruderer und Olympiateilnehmer
- Bruna, Herbert (1926–2013), deutscher Schriftsteller
- Bruna, Israel (1400–1480), deutsch-jüdischer Gelehrter
- Brůna, Michal (* 1978), tschechischer Handballspieler und -trainer
- Bruna, Pablo (1611–1679), spanischer Organist und Komponist
- Brunacci, Giovanni (1711–1772), italienischer Abt, Numismatiker und Historiker
- Brunacci, Lucia (1848–1931), italienisches Modell und Muse
- Brunaccini, Pier Francesco (1772–1850), italienischer Ordensgeistlicher, römisch-katholischer Erzbischof von Monreale
- Brunamonti, Roberto (* 1959), italienischer Basketballspieler
- Brunar, Heinrich (1876–1933), tschechoslowakischer Notar, Politiker und Parlamentsabgeordneter
- Brunar, Herbert (1897–1983), österreichischer Schauspieler, Synchron-, Radio- und Hörspielsprecher
- Brunati, Leticia (* 1982), argentinische Handballtrainerin
- Brunatti, Franz Christian (1768–1835), deutscher Gynäkologe
- Brunatto, Paolo (1935–2010), italienischer Filmregisseur und Drehbuchautor
- Brunauer, Johann (1895–1958), österreichischer Politiker (SPÖ), Landtagsabgeordneter
- Brunauer, Josef (1898–1967), österreichischer Politiker (SPÖ), Mitglied des Bundesrates
- Brunauer, Josef junior (1921–1999), österreichischer Politiker (SPÖ), Landtagsabgeordneter
- Brunauer, Stephen (1903–1986), US-amerikanischer Chemiker

### Brunb
- Brunborg, Tore (* 1960), norwegischer Jazz-Saxophonist

### Brunc
- Brunčević, Ensar (* 1999), serbischer Fußballspieler
- Brunchorst, Jørgen (1862–1917), norwegischer Botaniker, Politiker und Diplomat
- Brunck, Heinrich von (1847–1911), deutscher Chemiker und Manager
- Brunck, Josef (1787–1848), Landtagsabgeordneter Großherzogtum Hessen
- Brunck, Otto (1866–1946), deutscher Chemiker
- Brunck, Richard François Philippe (1729–1803), Straßburger Altphilologe
- Brunck, Ulrich (1833–1906), deutscher Landwirt, Bürgermeister und Politiker (NLP), MdR
- Bruncken, Thirza (* 1958), deutsche Theaterregisseurin
- Brunckhorst, Arnold Matthias († 1725), deutscher Komponist und Organist der norddeutschen Orgelschule
- Brunckhorst, Hinrich (1903–1992), deutscher Politiker (DP), MdL
- Brunckhorst, Natja (* 1966), deutsche Schauspielerin und DrehbuchautorinNatja Brunckhorst (* 1966)

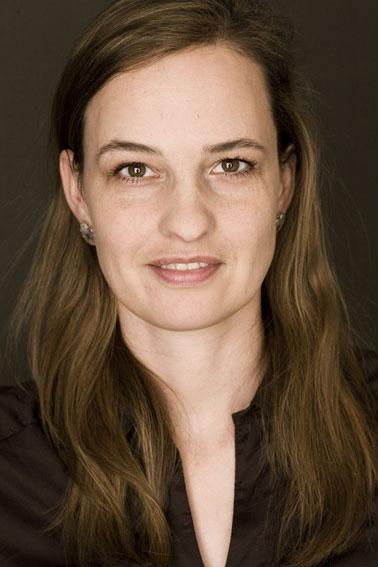
Natja Brunckhorst (* 1966)

- Brunckhorst, Svenja (* 1991), deutsche Basketballspielerin
- Brunclík, Stanislav (1910–1944), tschechischer Journalist und kommunistischer Funktionär (KPTsch)

### Brund
- Brundage, Avery (1887–1975), US-amerikanischer Sportfunktionär, Unternehmer, Kunstmäzen und Leichtathlet
- Brundage, Frances (1854–1937), US-amerikanische Malerin, Illustratorin und Kinderbuchautorin
- Brundage, Jackson (* 2001), US-amerikanischer Schauspieler
- Brundage, James (1929–2021), US-amerikanischer Historiker
- Bründel, Heidrun (* 1944), deutsche Diplom-Psychologin, Schulpsychologin, Notfallpsychologin und Sachbuchautorin
- Bründel, Karl (1893–1971), deutscher Rechtsanwalt und Notar sowie Politiker
- Brundert, Dagie (* 1962), deutsche Filmemacherin
- Brundert, Willi (1912–1970), deutscher Widerstandskämpfer und Politiker (SPD)
- Brundidge, Myles (* 1960), US-amerikanischer Curler
- Brundidge, Stephen (1857–1938), US-amerikanischer Politiker
- Brundin, Michael (* 1965), schwedischer Fußballspieler
- Bründl, Hannah K (* 1996), österreichische Autorin und Dramatikerin
- Bründl, Heinrich (* 1948), deutscher Ethnographikasammler
- Bründl, Jürgen (* 1969), deutscher katholischer Fundamentaltheologe und Hochschullehrer
- Bründl, Ludwig (* 1946), deutscher Fußballspieler
- Bründl, Manfred (* 1959), deutscher Jazzmusiker und Komponist
- Brundle, Alex (* 1990), britischer Automobilrennfahrer
- Brundle, Martin (* 1959), britischer TV-Kommentator und ehemaliger AutomobilrennfahrerMartin Brundle (* 1959)
- Brundobler, Quirin (* 1985), deutscher Koch

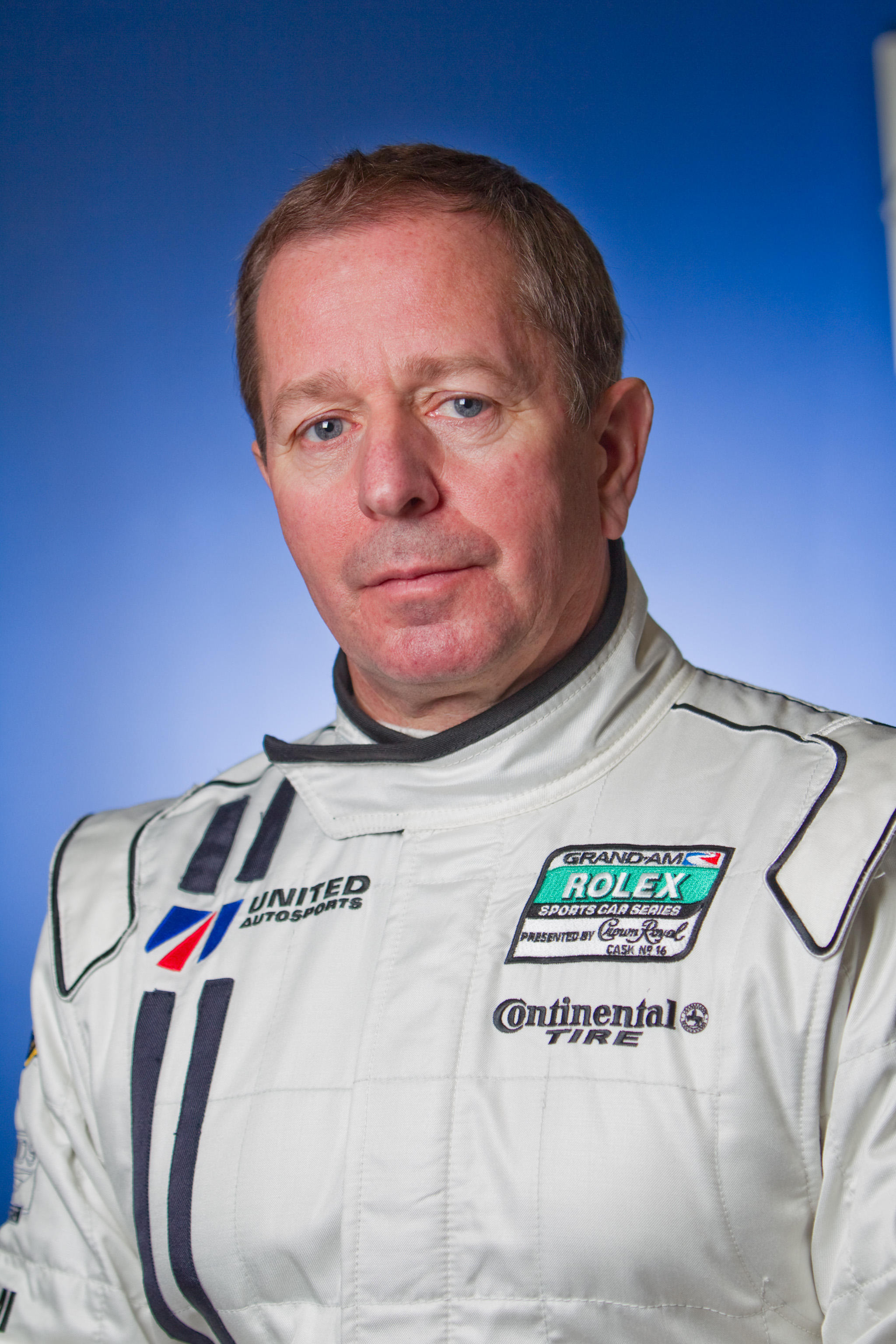
Martin Brundle (* 1959)

- Brundtland, Gro Harlem (* 1939), norwegische Politikerin
- Brundtland, Torbjørn (* 1975), norwegischer Musiker
- Brundza, Stasys (* 1947), litauischer Automobilist, Autosportler, Autosammler und Politiker, Mitglied des Seimas

### Brune
- Brune Olsen, Astrid Wanja (* 1999), norwegische Tennisspielerin
- Brune, Bert (* 1943), deutscher Schriftsteller und Herausgeber
- Brune, Claus (* 1949), deutscher Fußballspieler
- Brüne, Conrad (1853–1931), deutscher Braumeister und Brauereidirektor
- Brune, Élisa (1966–2018), belgische Schriftstellerin und Journalistin
- Brune, Everhard († 1343), Domherr in Münster
- Brune, Ferdinand Wilhelm (1803–1857), deutscher Architekt des späten Klassizismus, fürstlich lippischer Baubeamter
- Brüne, Friedrich (1878–1965), deutscher Moorforscher und Bodenkundler
- Brune, Georg (1811–1891), deutscher Militär und Gefängniswärter
- Brüne, Gudrun (1941–2025), deutsche Malerin
- Brune, Guillaume-Marie-Anne (1763–1815), Marschall von FrankreichGuillaume-Marie-Anne Brune (1763–1815)

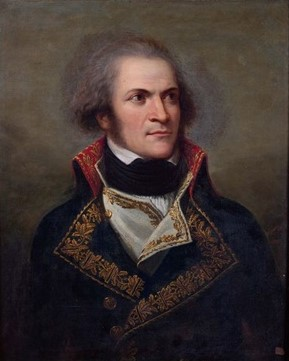
Guillaume-Marie-Anne Brune (1763–1815)

- Brune, Hans (1889–1977), deutscher Politiker (SPD)
- Brüne, Heinrich (1869–1945), deutscher Maler
- Brune, Hermann (1856–1922), deutscher Hornist, Kammersänger, Hochschullehrer, Gesangsrepetitor, Lektor, Komponist und Freimaurer
- Brune, Horst (1915–1971), deutscher Politiker (NDPD)
- Brune, Johan de (1588–1658), niederländischer Staatsmann und Schriftsteller
- Brüne, Liselotte (1916–2016), deutsche Physiotherapeutin
- Brune, Michel (* 1964), französischer Physiker
- Brune, Otto (1901–1982), südafrikanischer Ingenieur
- Brune, Theodore (1854–1932), deutsch-amerikanischer Architekt
- Brune, Ulrike (* 1959), deutsche Juristin, Richterin beim Bundesarbeitsgericht
- Brune, Walter (1926–2021), deutscher Architekt, Stadtplaner und Immobilien-Unternehmer
- Brune, Wolfgang (* 1963), deutscher Architekt und Hochschullehrer
- Brune-Franklin, Shalom (* 1994), englisch-australische Schauspielerin mauritisch-thailändischer Herkunft
- Bruneau, Alfred (1857–1934), französischer Komponist und Musikkritiker
- Bruneau, Charles (1883–1969), französischer Romanist und Dialektologe
- Bruneau, Émile (1912–1993), belgischer Radrennfahrer
- Bruneau, Éric (* 1983), kanadischer FilmschauspielerÉric Bruneau (* 1983)

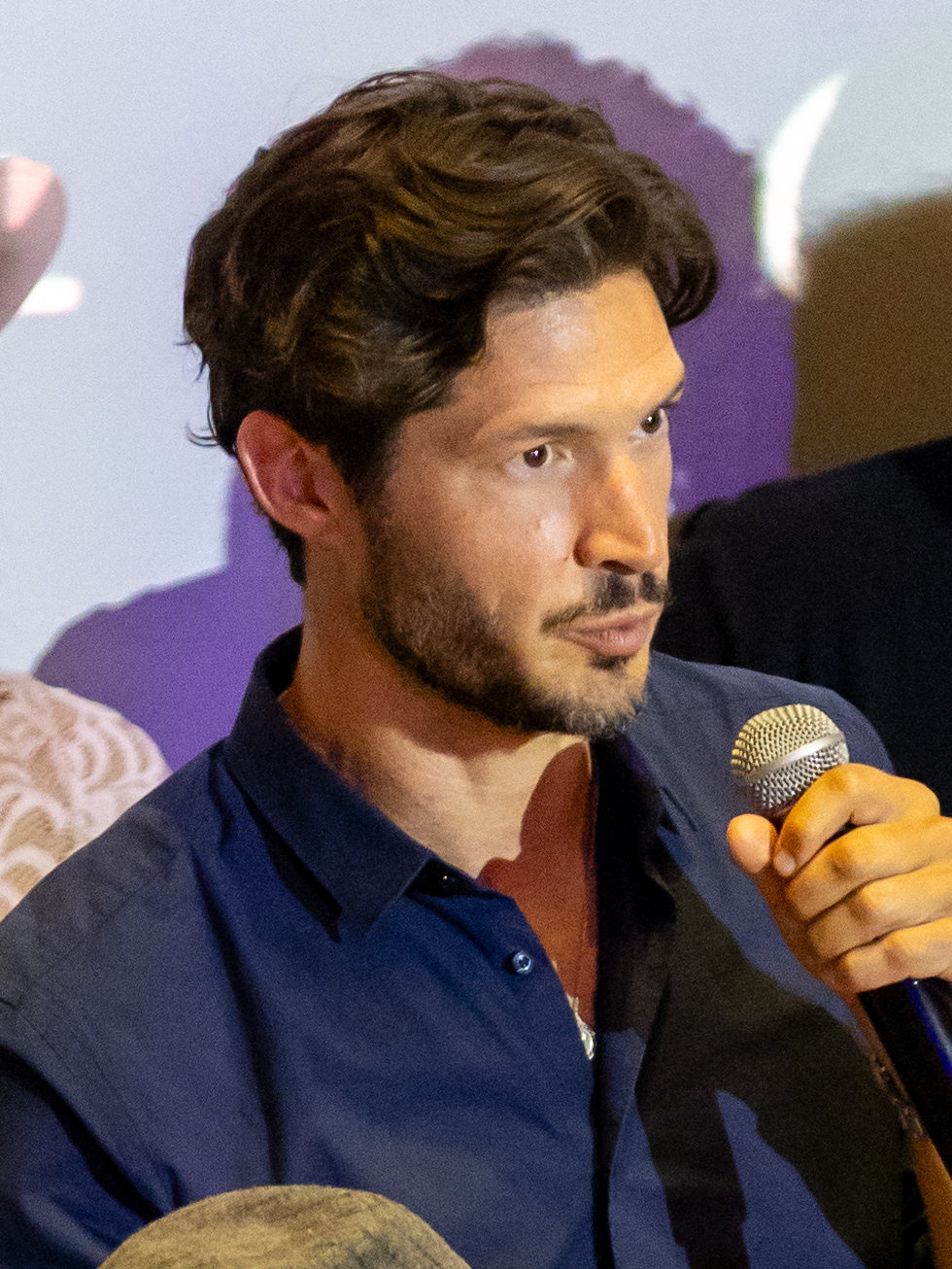
Éric Bruneau (* 1983)

- Bruneau, Joshua (* 1988), US-amerikanischer Jazzmusiker (Trompete)
- Brunecker, Wolfgang (1914–1992), deutscher Schauspieler und Regisseur
- Bruneder, Wolfgang (1941–2022), österreichischer Musikpädagoge
- Bruneel, Achiel (1918–2008), belgischer Radrennfahrer
- Brunel, Adrian (1892–1958), britischer Filmregisseur und Drehbuchautor
- Brunel, Alexys (* 1998), französischer Radrennfahrer
- Brunel, Clovis (1884–1971), französischer Romanist, Mediävist und Provenzalist
- Brunel, Georges (1856–1900), französischer Mathematiker
- Brunel, Isambard Kingdom (1806–1859), britischer IngenieurIsambard Kingdom Brunel (1806–1859)

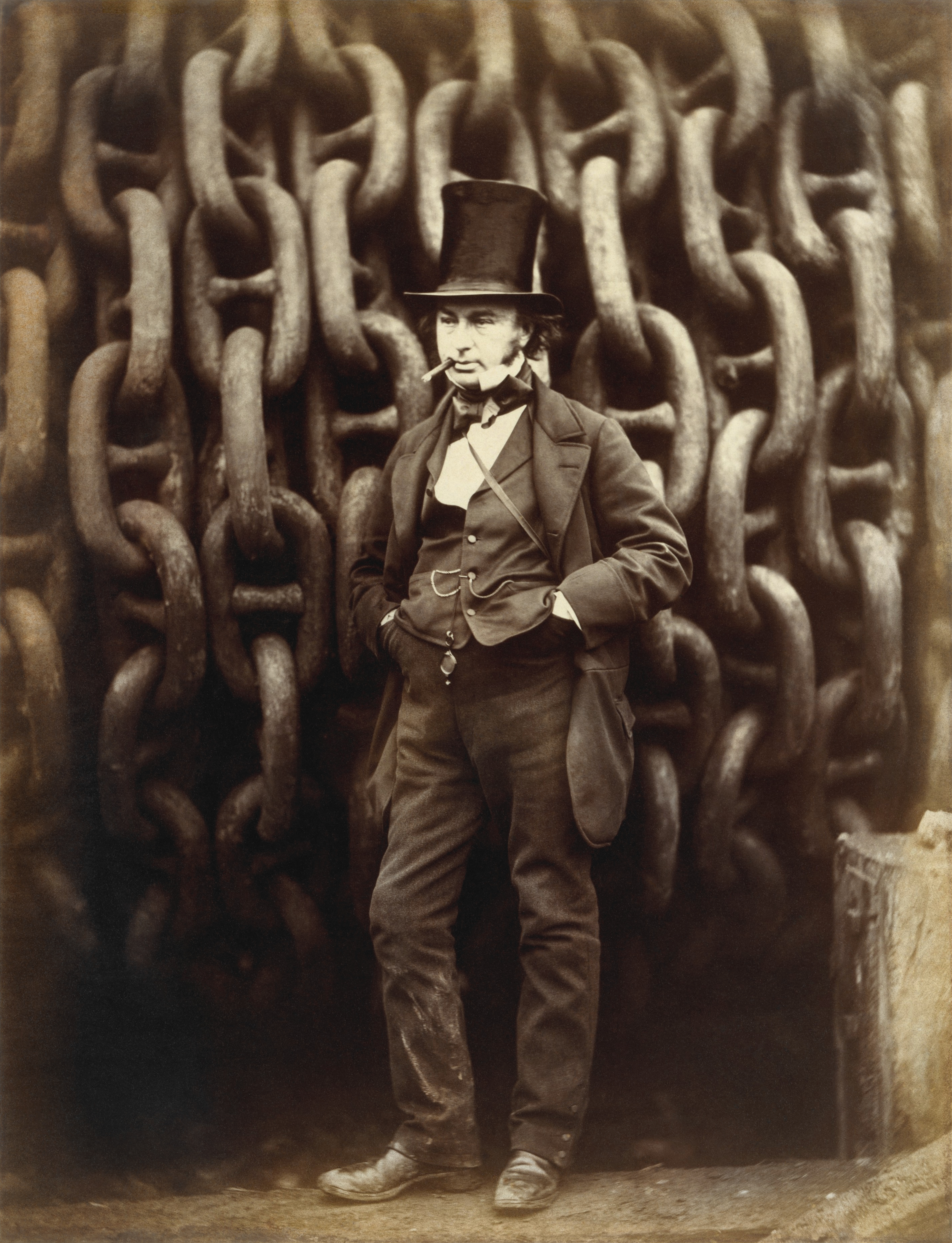
Isambard Kingdom Brunel (1806–1859)

- Brunel, Jean-Luc (1946–2022), französischer Unternehmer und Model-Agent
- Brunel, Marc Isambard (1769–1849), französisch-britischer Ingenieur, Architekt und Erfinder
- Brunel, Olivier († 1585), flämischer Entdecker
- Brunel, Peter (* 1975), italienischer Koch
- Brunel, René, französischer Zivilbeamter in Marokko, Verfasser von Monographien über marokkanische Sufiorden
- Brunel, Sylvie (* 1960), französische Wirtschaftswissenschaftlerin, Geographin und Hochschullehrerin
- Brunell, Ángel (* 1945), uruguayischer Fußballspieler und Trainer
- Brunell, Vadim, US-amerikanischer Schauspieler, Filmschaffender, Filmkomponist und Musiker
- Brunelle, Florence (* 2003), kanadische Shorttrackerin
- Brunelleschi, Filippo (1377–1446), italienischer Architekt und Bildhauer
- Brunelleschi, Umberto (1879–1949), italienischer Illustrator und Designer
- Brunelli, Antonio (1577–1630), italienischer Kapellmeister, Musiktheoretiker und Komponist
- Brunelli, Camilla (* 1957), italienische Historikerin und Germanistin
- Brunelli, Giovanni (1795–1861), italienischer Geistlicher, päpstlicher Diplomat und Kardinal
- Brunelli, Massimo (* 1961), italienischer Radrennfahrer
- Brunelli, Nicola (* 1978), italienischer Westernreiter
- Brunelli, Roberto (1938–2022), italienischer römisch-katholischer Priester, Autor, Museumsleiter
- Brunelli, Santiago (* 1998), uruguayischer Fußballspieler
- Brunello, Max (1867–1935), österreichischer Höhlenforscher
- Brunello, Sabino (* 1989), italienischer Schachspieler
- Brunemeier, Bernd (* 1943), deutscher Politiker (SPD), MdL
- Brünen, Eberhard (1906–1980), deutscher Politiker (SPD), MdL, MdB
- Brünen-Niederhellmann, Herta (1906–1981), deutsche Politikerin (SPD, SAPD), Verbandsfunktionärin und Widerstandskämpferin
- Brunenghi, Domenico (* 1833), italienischer Diplomat
- Bruner, Clarence Vernon (1893–1996), US-amerikanischer Historiker
- Bruner, Cliff (1915–2000), US-amerikanischer Country-Musiker
- Brüner, Franz-Hermann (1945–2010), deutscher Jurist, Generaldirektor des Europäischen Amtes für Betrugsbekämpfung (OLAF)
- Bruner, Ingela (1952–2014), schwedisch-österreichische Maschinenbauingenieurin
- Bruner, Jerome (1915–2016), US-amerikanischer Entwicklungspsychologe und AutorJerome Bruner (1915–2016)

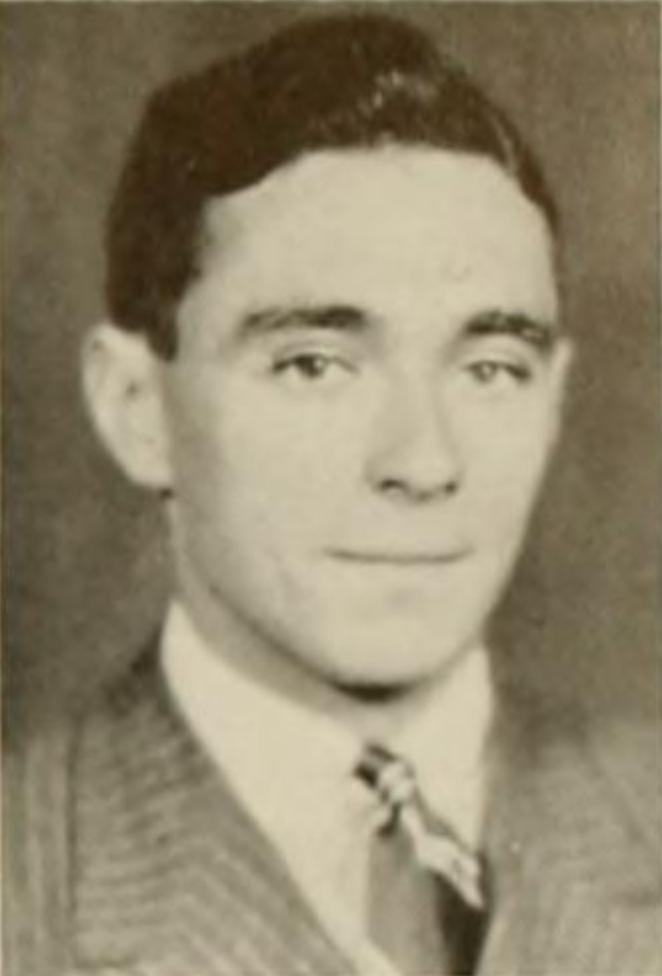
Jerome Bruner (1915–2016)

- Bruner, Kevin, technischer Direktor von Telltale Games
- Bruner, Michael (* 1956), US-amerikanischer Schwimmer
- Bruner, Wilhelm (* 1875), deutscher Richter
- Bruner, William Evans (1866–1964), US-amerikanischer Augenarzt
- Bruneri, Angelo, italienischer Bildhauer
- Brunerie, Maxime (* 1977), französischer Attentäter auf Jacques Chirac
- Brunero, Giovanni (1895–1934), italienischer Radrennfahrer
- Bruners, Wilhelm (* 1940), deutscher Theologe und Lyriker
- Brunert-Jetter, Monika (1955–2017), deutsche Politikerin (CDU), MdL
- Bruneß, Martin (1911–1996), deutscher Jurist
- Brunet de Presle, Wladimir (1809–1875), französischer Altphilologe und Neogräzist
- Brunet, Andrée (1901–1993), französische Eiskunstläuferin
- Brunet, Anne (* 1972), französische Genetikerin
- Brunet, Benoît (* 1968), kanadischer Eishockeyspieler und Sportjournalist
- Brunet, Caroline (* 1969), kanadische Kanutin
- Brunet, Charles (1895–1949), französischer Autorennfahrer
- Brunet, Corinne (* 1984), beninische Diplomatin
- Brunet, Emile (1863–1945), belgischer Politiker
- Brunet, François-Xavier (1868–1922), kanadischer Geistlicher und römisch-katholischer Bischof von Mont-Laurier
- Brunet, Frank (* 1970), französisch-deutscher Schauspieler, Musicaldarsteller und Sänger (hoher Bariton)
- Brunet, Franz (1898–1944), banatschwäbischer römisch-katholischer Geistlicher und Märtyrer
- Brunet, Gaspard Jean-Baptiste de (1734–1793), französischer General
- Brunet, Jacques Charles (1780–1867), französischer Bibliograph und Buchhändler
- Brunet, Jacques-Henri (* 1967), zentralafrikanischer Hürdenläufer
- Brunet, Jean (1823–1894), französischer Dichter provenzalischer Sprache, Romanist und Provenzalist, Mitbegründer des Félibrige
- Brunet, Jean-Guy (* 1939), kanadischer Skirennläufer
- Brunet, Joseph (1829–1891), französischer Politiker und Richter
- Brunet, Jules (1838–1911), französischer OffizierJules Brunet (1838–1911)

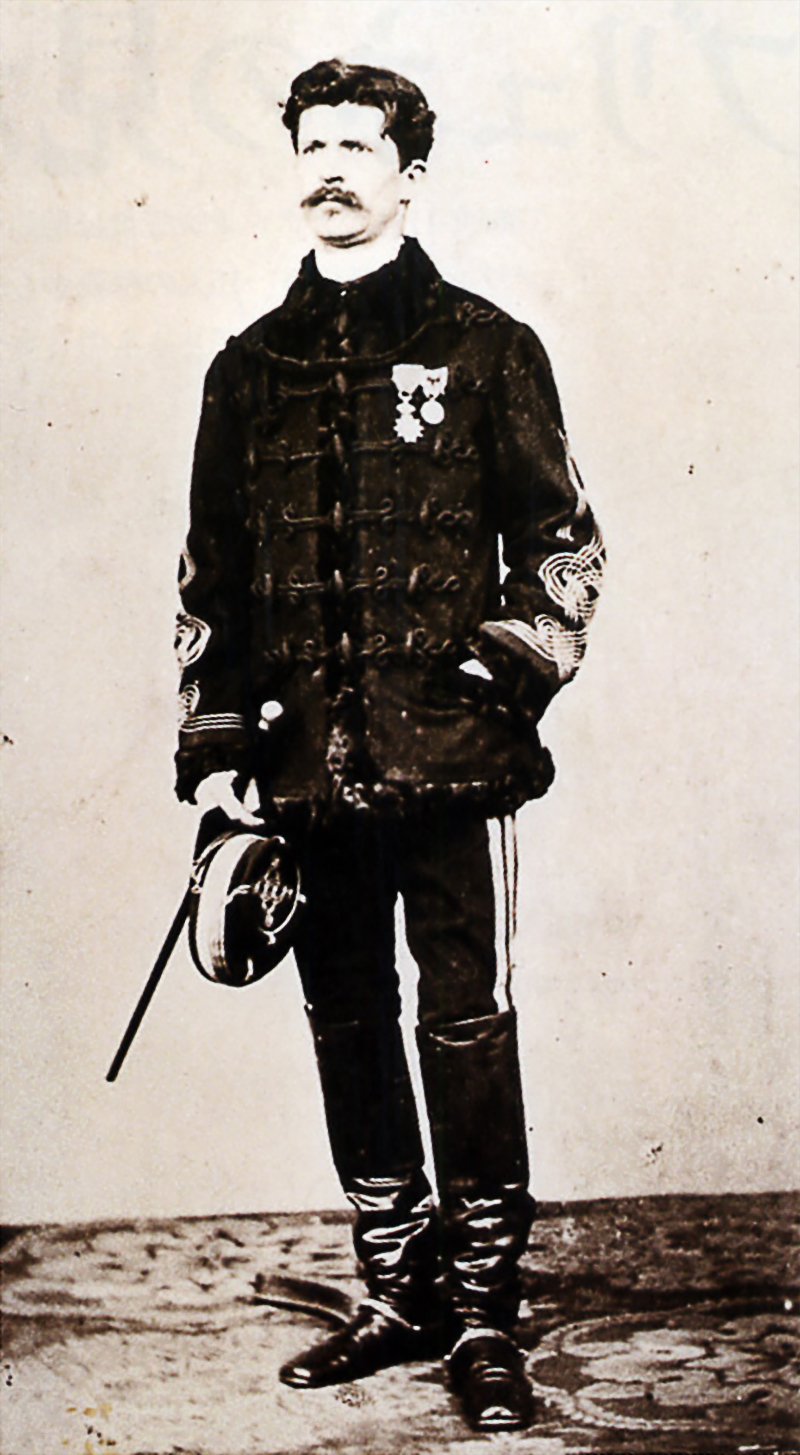
Jules Brunet (1838–1911)

- Brunet, Marie-Laure (* 1988), französische Biathletin
- Brunet, Marion (* 1976), französische Autorin von Kriminalromanen und Kinder- und Jugendliteratur
- Brunet, Marta (1897–1967), chilenische Schriftstellerin
- Brunet, Michel (* 1940), französischer Paläoanthropologe, Mit-Entdecker von Australopithecus bahrelghazali und Sahelanthropus tchadensis
- Brunet, Noël (1916–1973), kanadischer Geiger und Violinlehrer
- Brunet, Pierre (1893–1950), französischer Wissenschaftshistoriker
- Brunet, Pierre (1902–1991), französischer Eiskunstläufer
- Brunet, Pierre (1908–1979), französischer Ruderer
- Brunet, Roberta (* 1965), italienische Langstreckenläuferin
- Brunet, Roger (* 1931), französischer Geograph
- Brunet, Sylvie (* 1959), französische Politikerin (MoDem), MdEP
- Bruneteau de Sainte Suzanne, Alexandre François (1769–1853), französischer Politiker
- Bruneteau de Sainte-Suzanne, Jean-Chrysostôme (1773–1830), französischer General
- Brunetière, Ferdinand (1849–1906), französischer Schriftsteller und Literaturkritiker
- Brunett, Alexander Joseph (1934–2020), US-amerikanischer Geistlicher, römisch-katholischer Erzbischof von Seattle
- Brunetta (* 1945), italienische Sängerin
- Brunetta, Guillermo (* 1975), argentinischer Radrennfahrer
- Brunetta, Renato (* 1950), italienischer Ökonom und Politiker
- Brunette (* 2001), armenische Sängerin
- Brunette, Andrew (* 1973), kanadischer Eishockeyspieler, -trainer und -funktionär
- Brunetti, Angelo (1800–1849), italienischer Nationalist und Revolutionär
- Brunetti, Argentina (1907–2005), argentinische Schauspielerin
- Brunetti, Aymo (* 1963), Schweizer Ökonom
- Brunetti, Dana (* 1973), US-amerikanischer Filmproduzent und Ausführender Produzent
- Brunetti, Gaetano (1744–1798), italienischer Komponist, Violinist und Dirigent
- Brunetti, Giulia (1908–1986), italienische Kunsthistorikerin
- Brunetti, Johann (1646–1703), Titularbischof von Lacedaemonia und Weihbischof in Breslau
- Brunetti, Lazar von (1781–1847), österreichischer Diplomat
- Brunetti, Marco (* 1962), italienischer Geistlicher und römisch-katholischer Bischof von Alba
- Brunetti, Matteo (1870–1941), italienischer Land- und Forstwirt, Bürgermeister, Unternehmer und Mäzen
- Brunetti, Octavio (1975–2014), argentinischer Pianist
- Brunetti, Therese (1782–1864), österreichische Theaterschauspielerin und Tänzerin
- Brunetti-Pisano, August (1870–1943), österreichischer Komponist
- Brunetto, Luis (1901–1968), argentinischer Leichtathlet
- Bruney, Brian (* 1982), US-amerikanischer Baseballspieler
- Bruney, Maya (* 1998), britisch-italienische Sprinterin

### Brunf
- Brunfels, Otto (1488–1534), deutscher Theologe und BotanikerOtto Brunfels (1488–1534)

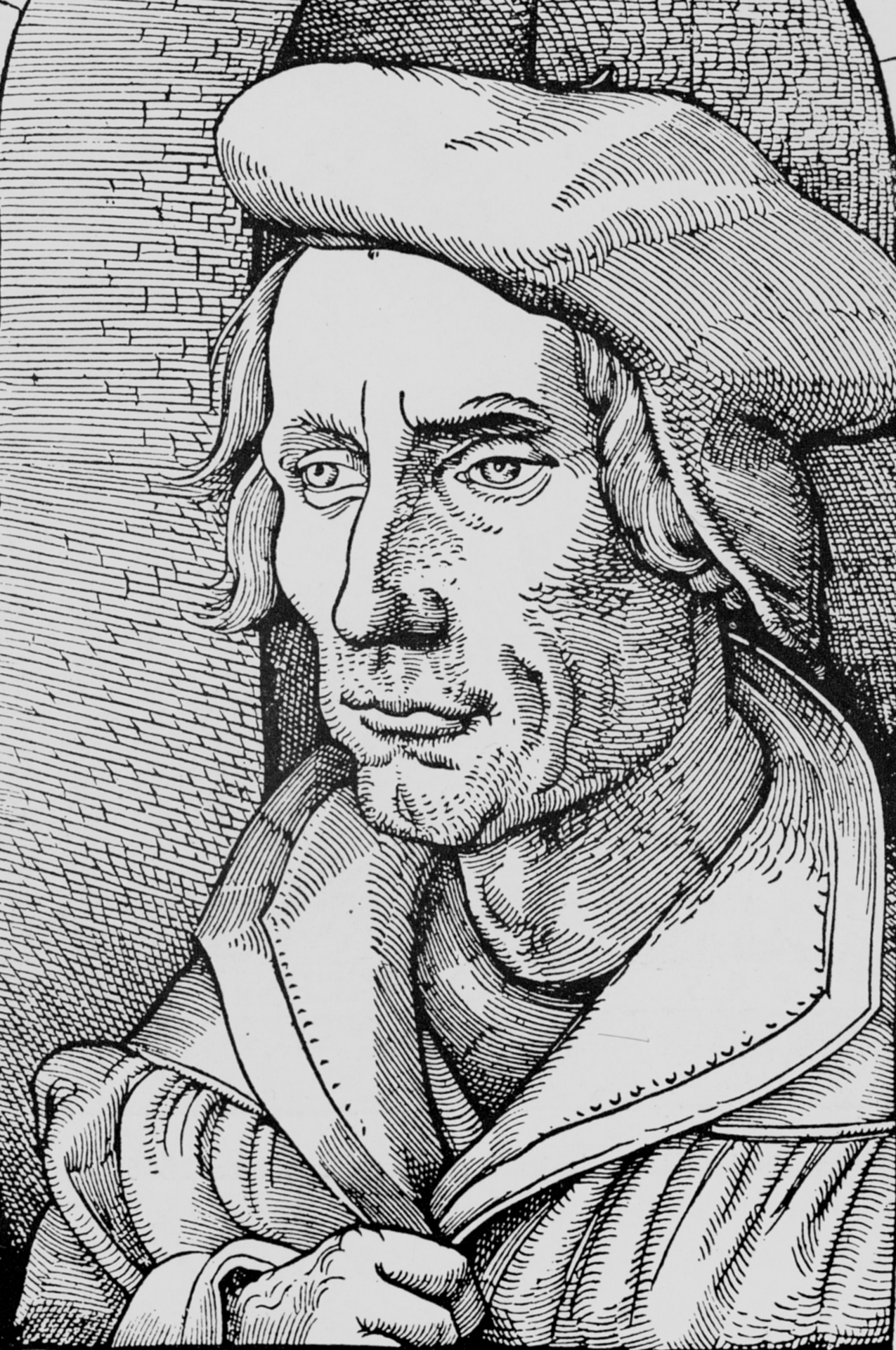
Otto Brunfels (1488–1534)

### Brung
- Brungardt, John Balthasar (* 1958), US-amerikanischer Geistlicher, römisch-katholischer Bischof von Dodge City
- Brungardt, Michael (* 1875), deutsch-russischer römisch-katholischer Geistlicher und Märtyrer
- Brüngel, Klaus (* 1949), deutscher Komponist
- Brünger, Axel Thomas (* 1956), deutsch-US-amerikanischer Biologe und Kristallograph
- Brünger, Pauline (* 2001), deutsche Studentin und Klimaaktivistin
- Brünger-Weilandt, Sabine (* 1957), deutsche Wissenschaftsmanagerin
- Brüngger, Albert, Theaterschauspieler
- Brüngger, Severin (* 1978), Schweizer Politiker (FDP) und Handballspieler
- Brüngger-Skoda, Nicole (* 1977), Schweizer Eiskunstläuferin
- Brünglinghaus, Anja (* 1963), deutsche Schauspielerin
- Brungs, Franz (* 1936), deutscher Fußballspieler und -trainer
- Brungs, Johann Joseph (1853–1942), deutscher Gymnasiallehrer und Heimatforscher
- Brungs, Stephanie (* 1989), deutsche Sportjournalistin und ModeratorinStephanie Brungs (* 1989)

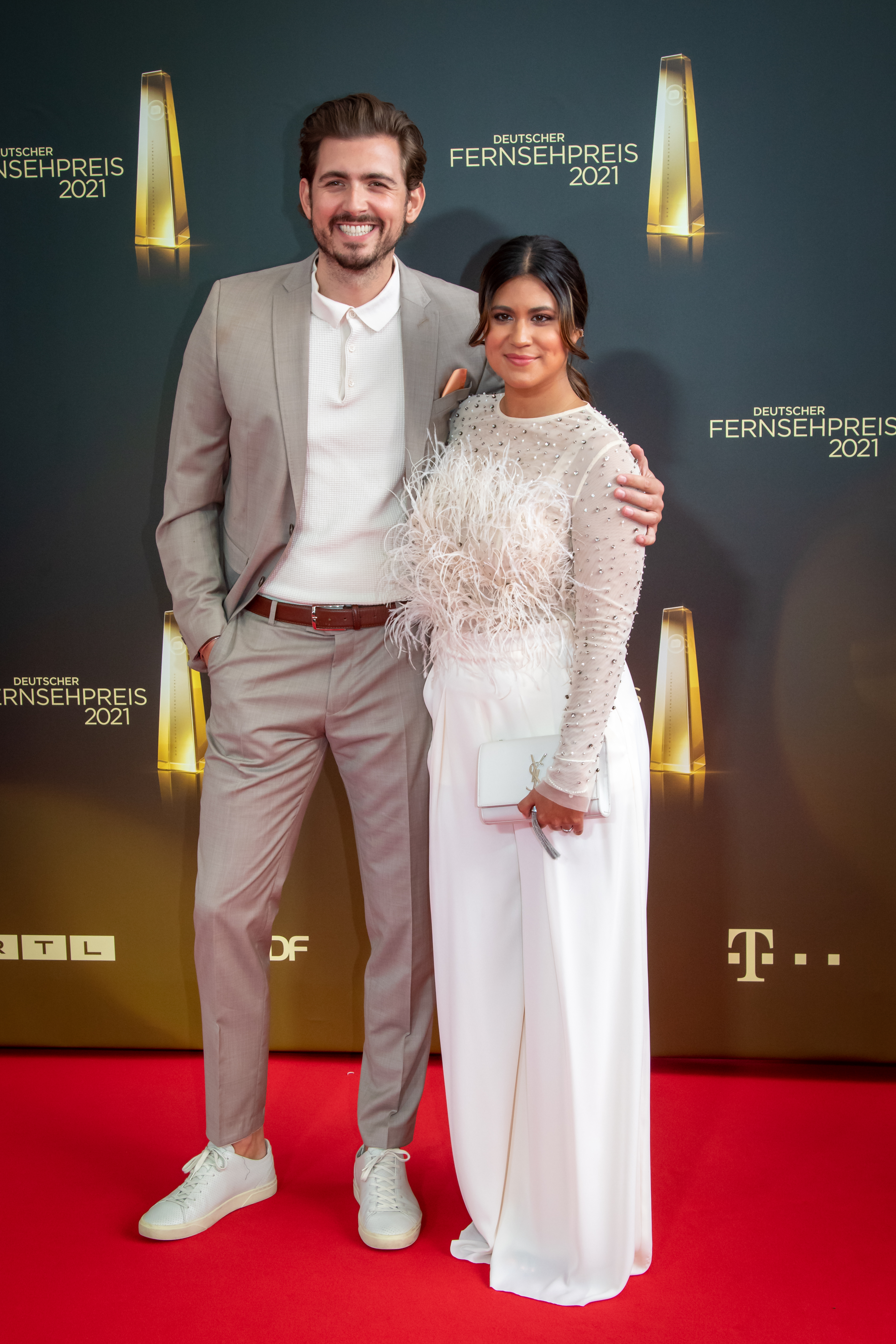
Stephanie Brungs (* 1989)

### Brunh
- Brunhart, Alfons (1868–1931), liechtensteinischer Arzt und Politiker
- Brunhart, Arthur (* 1952), liechtensteinischer Historiker und Politiker
- Brunhart, Christian (1851–1911), liechtensteinischer Politiker
- Brunhart, Daniel (* 1968), liechtensteinischer Judoka
- Brunhart, Fidel (1900–1970), liechtensteinischer Politiker (FBP)
- Brunhart, Gebhard (1869–1958), liechtensteinischer Politiker (FBP)
- Brunhart, Hans (* 1945), liechtensteinischer Regierungschef
- Brunhart, Heinrich (1857–1935), liechtensteinischer Politiker
- Brunhart, Heinrich (1902–1950), liechtensteinischer Politiker
- Brunhart, Josef (1854–1914), liechtensteinischer Architekt und Politiker
- Brunhart, Josef (1905–1984), Liechtensteiner Polizist, Chef der liechtensteinischen Landespolizei
- Brunhart, Josef Isidor (1840–1920), liechtensteinischer Politiker
- Brunhart, Louis (1902–1980), liechtensteinischer Politiker (FBP)
- Brunhart, Reto (* 1954), liechtensteinischer Polizeichef
- Brunhes, Bernard (1867–1910), französischer Geophysiker
- Brunhöber, Beatrice (* 1975), deutsche Rechtswissenschaftlerin
- Brunhöber, Ralf (* 1942), deutscher Jurist, Gewerkschafter und Senator (Bayern)
- Brunhoff, Jean de (1899–1937), französischer Kinderbuchautor
- Brunhoff, Kurt (1900–1986), deutscher Diplomat
- Brunhoff, Suzanne de (1929–2015), französische Soziologin und Ökonomin
- Brunhölzl, Franz (1924–2014), deutscher Mittellateiner
- Brunhorn, Jürgen (1956–2006), deutscher Fußballspieler
- Brunhöver, Walter (1911–1995), deutscher Politiker (SPD), MdHB
- Brunhuber, August (1851–1928), deutscher Augenarzt und Hobbygeologe

### Bruni
- Bruni Tedeschi, Valeria (* 1964), italienisch-französische Schauspielerin, Filmregisseurin, Drehbuchautorin und Sängerin
- Bruni, Antonio (1593–1635), italienischer Dichter
- Bruni, Antonio Bartolomeo (1757–1821), italienischer Violinist und Komponist
- Bruni, Bruno (* 1935), italienischer Maler, Grafiker und Bildhauer
- Bruni, Bruno (* 1955), italienischer Hochspringer
- Bruni, Bruno junior (* 1979), belgisch-italienischer Schauspieler
- Bruni, Carla (* 1967), italienische Musikerin und FotomodellCarla Bruni (* 1967)

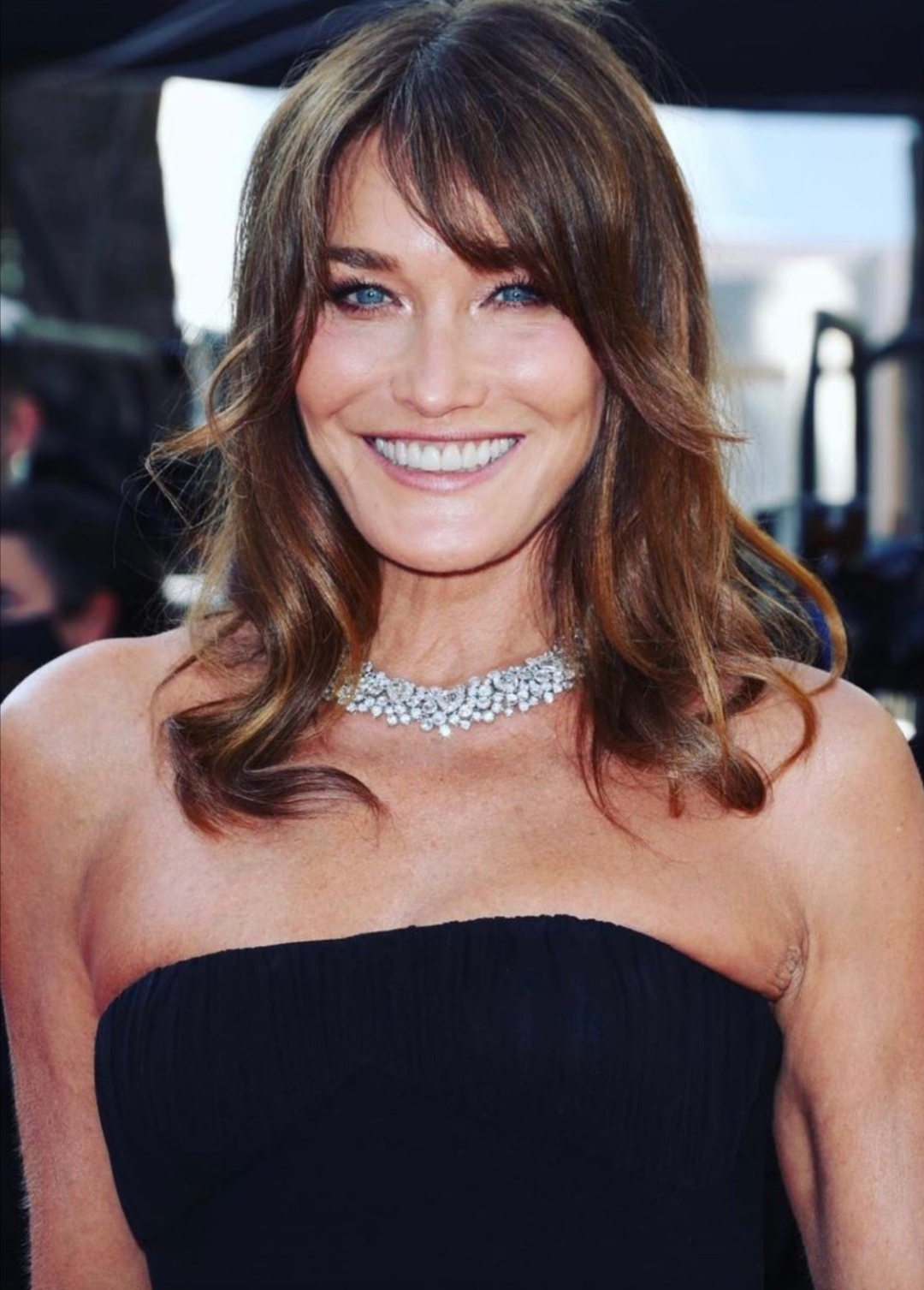
Carla Bruni (* 1967)

- Bruni, Dino (* 1932), italienischer Radrennfahrer
- Bruni, Emily (* 1975), britische Schauspielerin
- Bruni, Ernesto (1815–1898), Schweizer Jurist und Politiker
- Bruni, Eugenio (1884–1956), italienisch-französischer Radrennfahrer
- Bruni, Ferdinando, italienischer römisch-katholischer Bischof
- Bruni, Fjodor Antonowitsch (1799–1875), russisch-italienischer Maler, Grafiker und Zeichner
- Bruni, Francesco (* 1996), italienischer Schauspieler
- Bruni, Frank (* 1964), US-amerikanischer Journalist und Publizist
- Bruni, Germano (1850–1932), Schweizer Jurist und Politiker
- Bruni, Gianmaria (* 1981), italienischer Formel-1-Rennfahrer
- Bruni, Giuseppe (1827–1877), italienischer Ingenieur und Architekt
- Bruni, Gloria (* 1955), deutsche Sängerin, Geigerin und Komponistin
- Bruni, Leonardo († 1444), italienischer Humanist und Staatskanzler von Florenz
- Bruni, Loïc (* 1994), französischer Mountainbiker
- Bruni, Rachele (* 1990), italienische Schwimmerin
- Bruni, Roberta (* 1994), italienische Stabhochspringerin
- Bruni, Roberto (1916–1996), italienischer Schauspieler
- Bruni, Sergio (1921–2003), italienischer Sänger
- Bruniaux, Anselme-Marie (1823–1892), französischer Generalminister der Kartäuser
- Brunichild († 613), merowingische FrankenköniginBrunichild († 613)

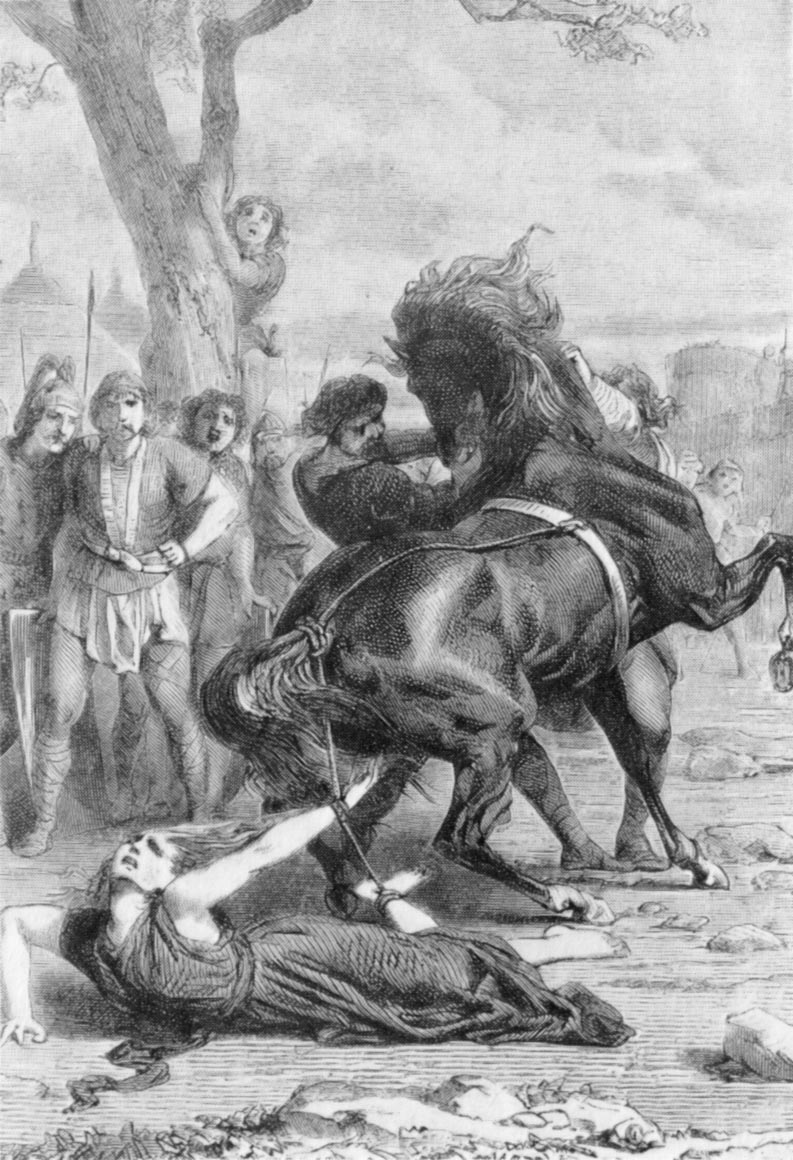
Brunichild († 613)

- Brunier, Jean (1896–1981), französischer Radrennfahrer
- Brunier, Ludwig (1825–1905), deutscher Schriftsteller und Literaturkritiker
- Brunier, Serge (* 1958), französischer Fotograf, Reporter und Buchautor
- Brunier, Yves (1962–1991), französischer Landschaftsarchitekt
- Bruniera, Alfredo (1906–2000), italienischer Geistlicher, Kurienerzbischof der römisch-katholischen Kirche
- Brunies, Abbie (1900–1978), US-amerikanischer Jazz-Kornettist und Bandleader
- Brunies, George (1902–1974), US-amerikanischer Jazz-Posaunist
- Brunies, Henry (1891–1932), US-amerikanischer Jazz-Posaunist
- Brunies, Little Abbie (1914–1955), US-amerikanischer Jazz-Schlagzeuger
- Brunies, Merritt (1895–1973), US-amerikanischer Musiker (Kornett, Posaune) und Bandleader des frühen Jazz
- Brunies, Steivan (1877–1953), Schweizer Lehrer und Naturschützer
- Brünig, Hugo (* 1860), deutscher Militärintendant und Beamter
- Brünig, Sabine (* 1956), deutsche Politikerin (SPD), MdA
- Bruniges, Robert (1956–2023), britischer Fechter
- Brunin, Jean-Luc (* 1951), französischer Priester, Bischof von Le Havre
- Brunin, Léon (1861–1949), belgischer Maler und Radierer sowie Kunstpädagoge
- Bruning († 1120), Bischof von Hildesheim
- Brüning, Adolf (1634–1702), Lübecker Ratsherr
- Brüning, Adolf (1867–1912), deutscher Kunsthistoriker
- Brüning, Adolf Johann von (1866–1941), deutscher Diplomat
- Brüning, Adolf von (1837–1884), deutscher Industrieller und Politiker (NLP), MdR
- Brüning, Anna-Sophie (* 1972), deutsche Dirigentin
- Brüning, Anton Paul (1881–1944), deutscher Bankdirektor
- Brüning, August (1874–1941), deutscher Mediziner und Hochschullehrer
- Brüning, August (1877–1965), deutscher Chemiker, Lebensmittelchemiker, Toxikologe, Hochschullehrer, Kriminalwissenschaftlicher sowie Buchautor
- Brüning, Barbara (* 1951), deutsche Politikerin (SPD), MdHB
- Brüning, Brigitte, deutsche Basketballspielerin
- Brüning, Christoph (* 1967), deutscher Jurist und Hochschullehrer
- Brüning, Detlev (1901–1992), deutscher Agrarwissenschaftler, Fachmann für Forstdüngung
- Brüning, Eberhard (1925–2023), deutscher Amerikanist
- Brüning, Edmund (1865–1910), deutscher Illustrator
- Brüning, Elfriede (1910–2014), deutsche SchriftstellerinElfriede Brüning (1910–2014)

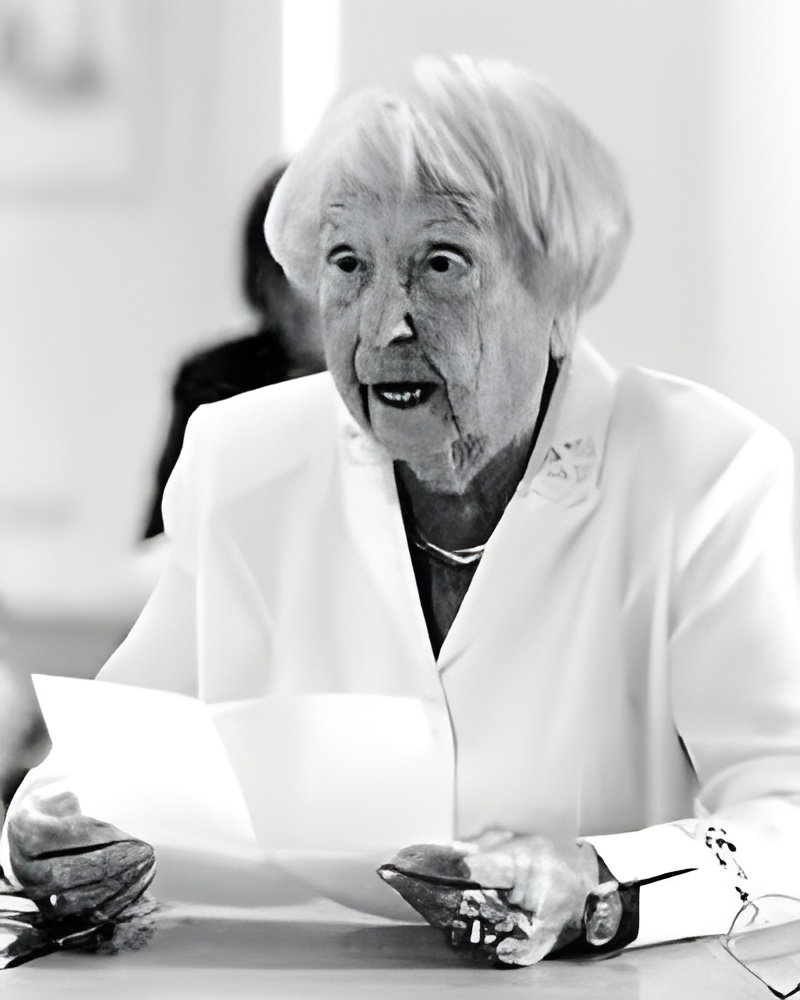
Elfriede Brüning (1910–2014)

- Brüning, Erika (1910–1973), deutsche Sängerin, Kabarettistin, Komponistin und Autorin
- Brüning, Ernst Rüdiger von (1875–1936), deutscher Regimentskommandeur
- Brüning, Florian (* 1978), österreichischer Filmproduzent
- Brüning, Franz (1812–1895), deutscher Gutsbesitze und Politiker
- Brüning, Georg (1851–1932), deutscher Jurist, Politiker und Oberbürgermeister von Beuthen
- Brüning, Gustav (1835–1882), deutscher Jurist und Konsul des Deutschen Reiches
- Brüning, Gustav von (1864–1913), deutscher Chemiker und Abgeordneter des Provinziallandtages der Provinz Hessen-Nassau
- Brüning, Hannelore (* 1942), deutsche Politikerin (CDU), MdL
- Brüning, Hans Heinrich (1848–1928), deutscher Ingenieur, Kaufmann, Ethnograph und Linguist
- Brüning, Hans-Joachim (* 1934), deutscher Jurist, Richter am deutschen Bundesgerichtshof (1987–1999)
- Brüning, Heinrich (1836–1920), deutscher Verwaltungsjurist und preußischer Kommunalbeamter
- Brüning, Heinrich (1885–1970), deutscher Politiker (Zentrum), MdR und Reichskanzler (1930–1932)Heinrich Brüning (1885–1970)

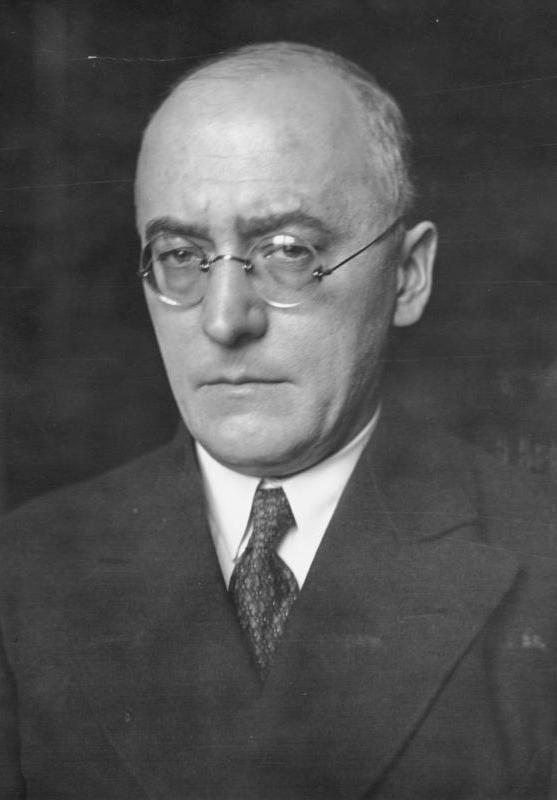
Heinrich Brüning (1885–1970)

- Brüning, Helmuth von (1870–1922), deutscher Verwaltungsbeamter
- Brüning, Herbert (1911–1983), deutscher Geograph, Museumsleiter und Hochschulprofessor
- Brüning, Hermann (1873–1955), deutscher Kinderarzt
- Brüning, Janique (* 1976), deutsche Rechtswissenschaftlerin und Hochschullehrerin
- Brüning, Jens (1946–2011), deutscher Journalist und Hörfunkautor
- Brüning, Jens Claus (* 1966), deutscher Mikrobiologe und Genetiker
- Brüning, Jochen (1947–2025), deutscher Mathematiker
- Brüning, Johann Rütger (1775–1837), deutscher Politiker, Oberbürgermeister von Elberfeld
- Brüning, Johannes (1590–1648), deutscher lutherischer Theologe
- Brüning, Julian (* 1994), deutscher Politiker (CDU)
- Brüning, Jürgen (* 1958), deutscher Filmemacher
- Brüning, Karl (1808–1870), deutscher Theaterschauspieler
- Brüning, Kurt (1897–1961), deutscher Geograph und Geologe
- Brüning, Manfred (1939–1964), deutscher Radrennfahrer
- Brüning, Manfred (* 1944), deutscher Geistlicher und Autor
- Brüning, Maria (* 1869), deutsche Opernsängerin (Sopran)
- Brüning, Max (1887–1968), deutscher Maler
- Brüning, Monika (1951–2022), deutsche Politikerin (CDU), MdB
- Brüning, Peter (1929–1970), deutscher Maler, Bildhauer und Hochschullehrer
- Brüning, Robert (1857–1912), preußischer Verwaltungsbeamter und Landrat
- Brüning, Rudolf (1878–1964), deutscher Architekt, Innenarchitekt, Möbelentwerfer und Maler
- Brüning, Uschi (* 1947), deutsche Jazz- und Soul-SängerinUschi Brüning (* 1947)

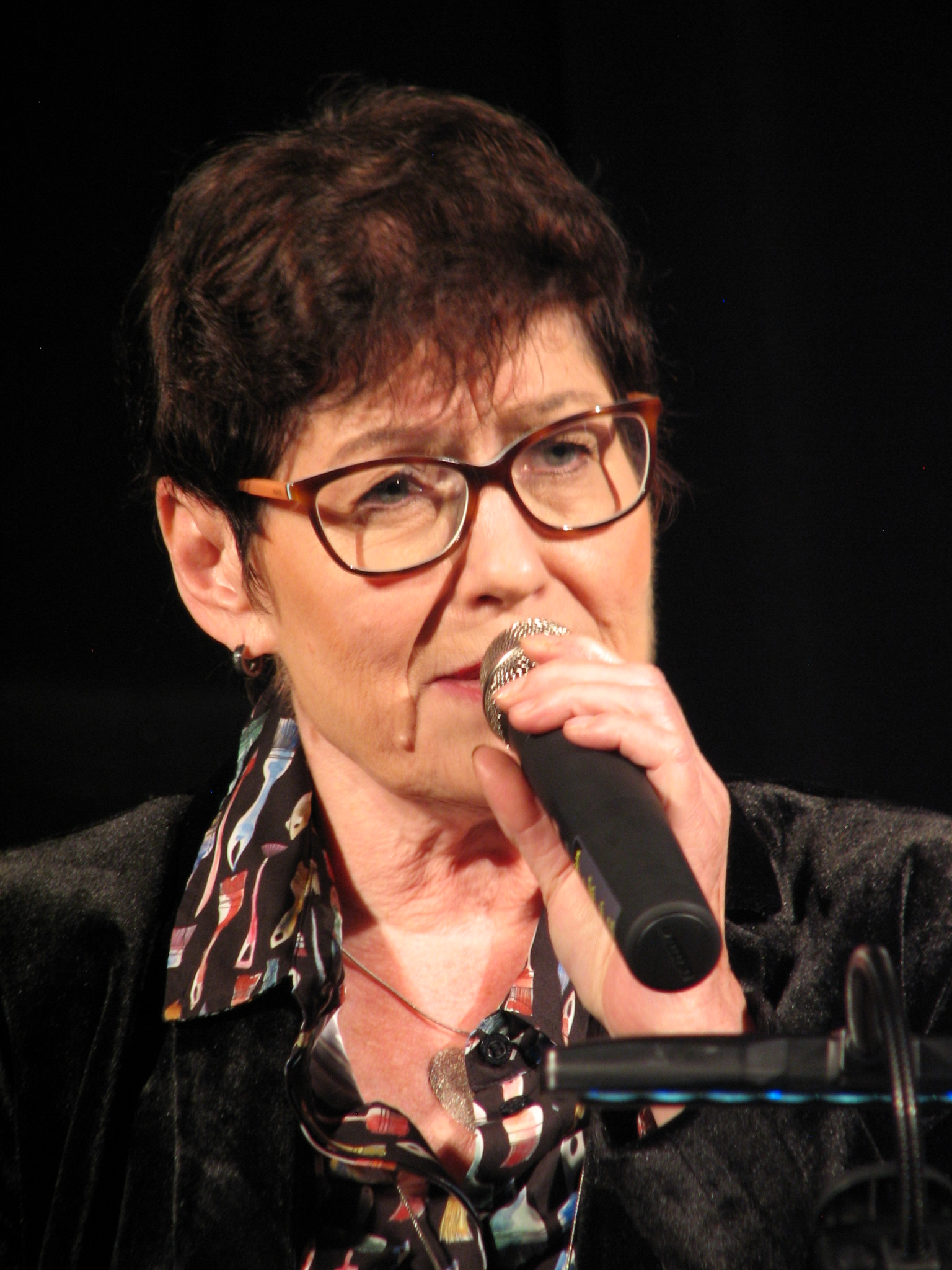
Uschi Brüning (* 1947)

- Brüning, Walter von (1869–1947), deutscher Verwaltungsbeamter und Parlamentarier
- Brüning, Walther (* 1927), deutscher Philosoph
- Bruning, Werner, deutscher Bildhauer
- Brüning, Wilhelm (1862–1936), deutscher katholischer Historiker und Archivar
- Brüning-Sudhoff, Josef (1866–1951), deutscher Politiker
- Brüninghaus, Franz (1870–1951), deutscher Konteradmiral und Politiker (DVP), MdR
- Brüninghaus, Gustav (1875–1955), deutscher Stahlindustrieller
- Brüninghaus, Johann Caspar (1791–1863), deutscher Unternehmer
- Brüninghaus, Kaspar (1907–1971), deutscher Schauspieler und Hörspielsprecher
- Brüninghaus, Peter (1794–1865), deutscher Unternehmer und preußischer Abgeordneter
- Brüninghaus, Rainer (* 1949), deutscher Jazzpianist und Komponist
- Brüninghoff, Heinz (1939–2022), deutscher Bauingenieur und Hochschullehrer
- Brüninghoff, Thomas (* 1964), deutscher Politiker (FDP), MdL
- Brüningk, Heinrich (1675–1736), deutsch-baltischer evangelisch-lutherischer Geistlicher
- Brünings, Christian (1736–1805), deutsch-niederländischer Wasserbauingenieur
- Brünings, Theodor (1839–1903), deutscher Richter und Politiker (NLP), MdR
- Brünings, Wilhelm (1876–1958), deutscher HNO-Arzt und Hochschullehrer
- Bruninha (* 2002), brasilianische Fußballspielerin
- Brunious, John senior (1920–1976), US-amerikanischer Jazzmusiker (Piano, Trompete, Arrangement)
- Brunious, Wendell (* 1954), amerikanischer Jazzmusiker (Trompete, Gesang) und Bandleader
- Brünisholz, Erwin (1908–1943), deutscher Maler und Zeichner
- Brunius, Carl Georg (1792–1869), schwedischer Architekt, klassischer Philologe und Kunsthistoriker

### Brunk
- Brunk, Ernst (1883–1942), deutscher Industrieller und Politiker (DNVP), MdR, MdL
- Brunk, George Rowland (1911–2002), mennonitischer Theologe
- Brunk, Maike (* 1971), deutsche Autorin und Unternehmerin
- Brunk, Sigrid (* 1937), deutsche Schriftstellerin
- Brunke, Adalbert (1912–2013), deutscher evangelisch-lutherischer Bischof
- Brunke, Adam (* 1986), kanadischer Koleopterologe
- Brunke, Ernst-Joachim (1946–1995), deutscher Chemiker
- Brunke, Hans (1904–1985), deutscher Fußballspieler
- Brunke, Karl (1887–1906), deutscher Mädchenmörder
- Brunke, Karl (1892–1961), deutscher Polizeibeamter
- Brunke, Thaddäus (1903–1942), deutscher Franziskaner und Priester
- Brunke, Timo (* 1972), deutscher Dichter und Poetry Slammer
- Brunkel, Laura (* 2006), dänische Tennisspielerin
- Brünken, Caroline von (* 1984), deutsche Sängerin im Live- und Studio-Bereich, Songwriterin, Gesangslehrerin und Sprecherin in der Werbe- und Synchronbranche
- Brunken, Heiko, deutscher Biologe
- Brunken, Henriette (1913–1993), deutsche Gerechte unter den Völkern
- Brünken, Julius von (1798–1875), deutscher Politiker
- Brunken, Kiara (* 1993), deutsche Schauspielerin, Tänzerin und Sängerin
- Brunken, Otto (1950–2017), deutscher Literaturwissenschaftler
- Brünker, Kai (* 1994), deutscher FußballspielerKai Brünker (* 1994)

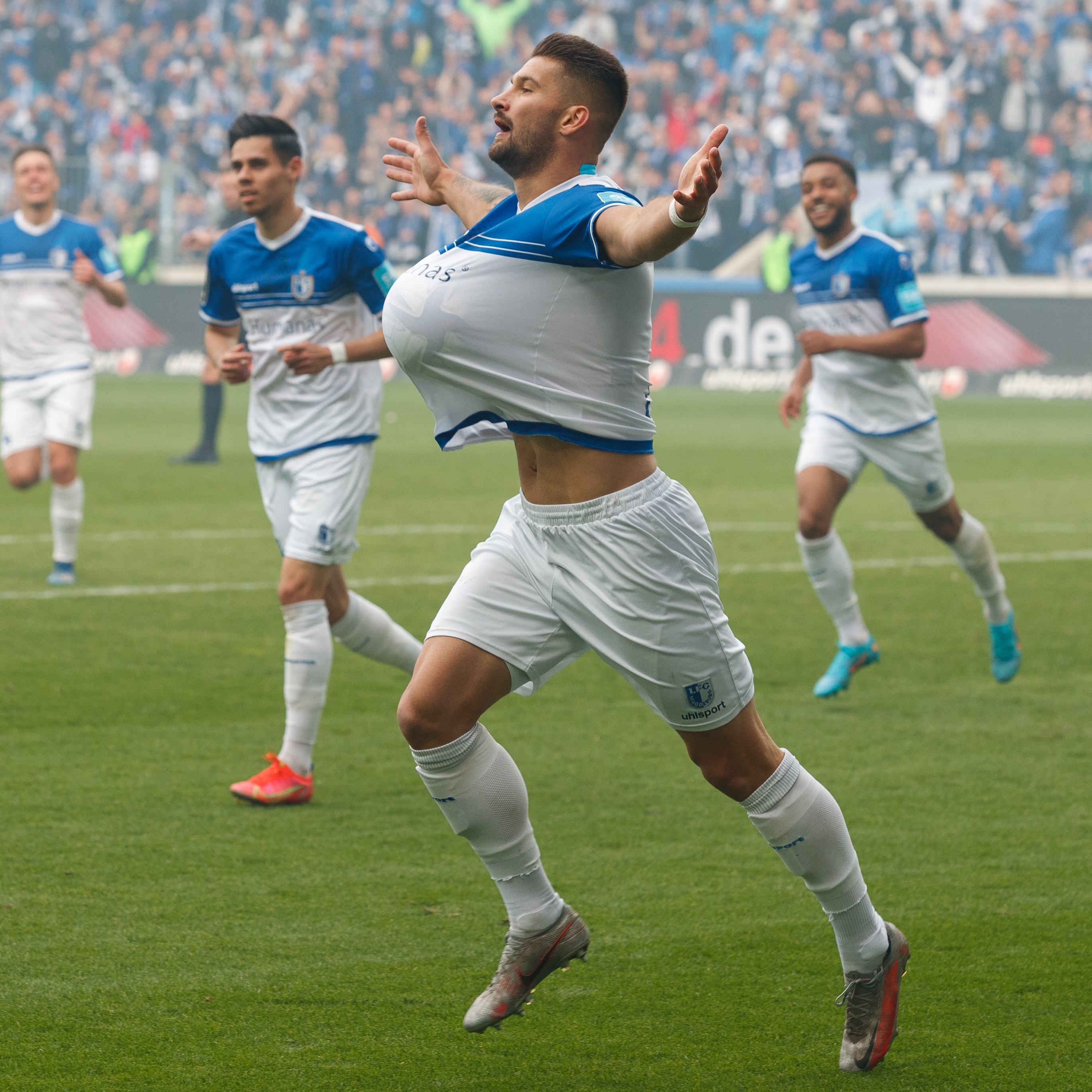
Kai Brünker (* 1994)

- Brunkert, Ola (1946–2008), schwedischer Schlagzeuger
- Brunkhorst, Angelika (* 1955), deutsche Politikerin (FDP), MdB
- Brunkhorst, Hauke (* 1945), deutscher Soziologe
- Brunkhorst, Nils (* 1976), deutscher Schauspieler und Sänger
- Brunkhorst, Wilhelm (1936–2007), deutscher Schneidermeister und Politiker (CDU), MdL
- Brunkman, Conrad (1887–1925), schwedischer Ruderer

### Brunl
- Brünler, Nico (* 1975), deutscher Ökonom und Politiker (Die Linke), MdL

### Brunm
- Brunmair, Josef (* 1948), österreichischer Politiker (FPÖ, BZÖ), oberösterreichischer Landtagsabgeordneter
- Brunmair, Livia (* 2003), österreichische Fußballspielerin
- Brunmayr, Ronald (* 1975), österreichischer FußballspielerRonald Brunmayr (* 1975)

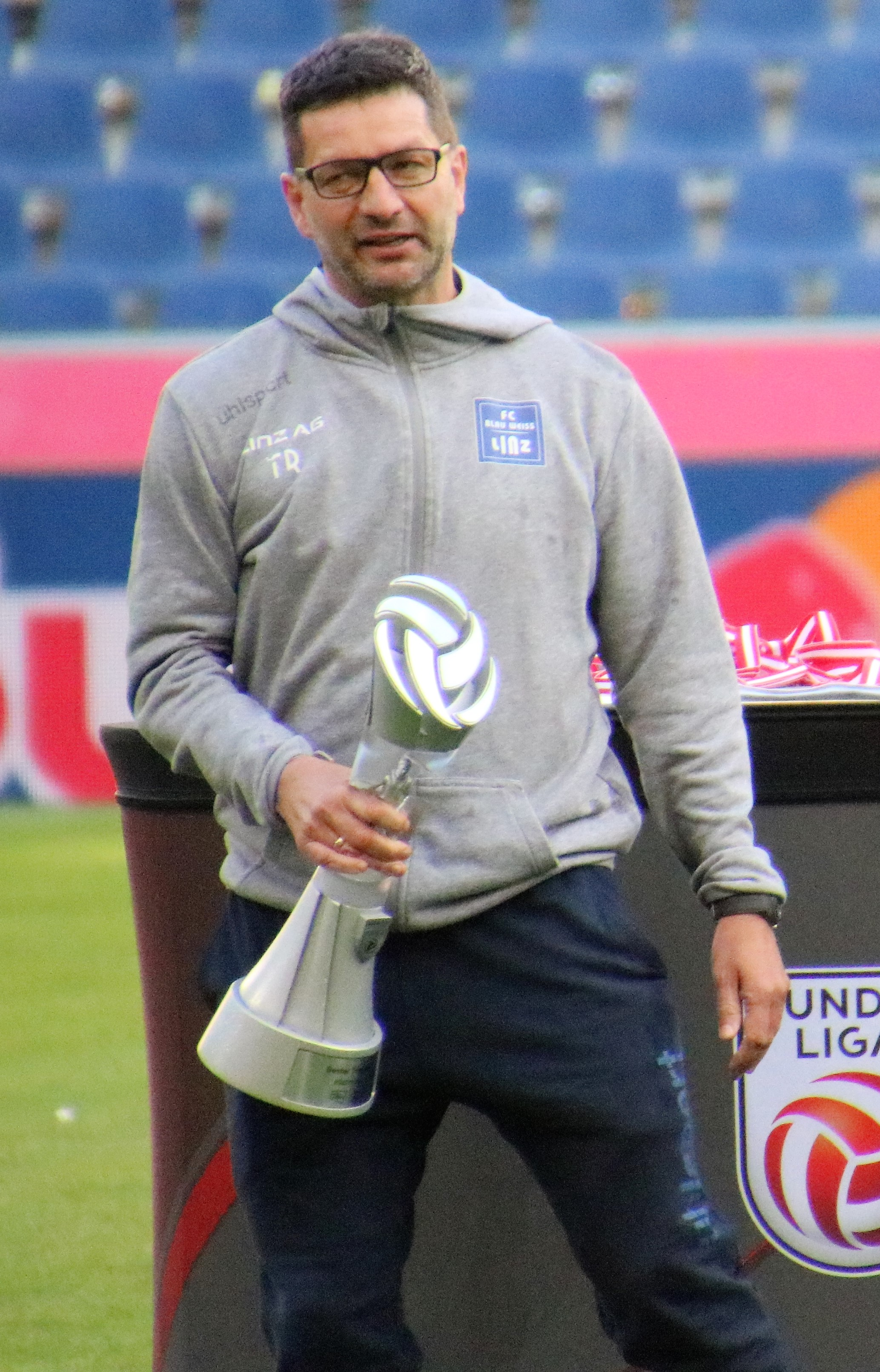
Ronald Brunmayr (* 1975)

### Brunn
- Brunn, Adalbert von (1842–1907), preußischer Generalmajor
- Brunn, Albert von (1849–1895), deutscher Mediziner und Anatom
- Brunn, Albert von (1880–1940), deutscher Astronom
- Brunn, Albert von (* 1954), deutscher Iberoromanischer Philologe
- Brunn, Anke (* 1942), deutsche Politikerin (SPD), MdL, MdA
- Brunn, Balthasar von (1593–1643), brandenburgischer Staatsmann
- Brunn, Benjamin (* 1977), deutscher Produzent elektronischer Musik
- Brunn, Bernd (* 1949), deutscher Jurist, ehemaliger Richter am Bundesverwaltungsgericht
- Brunn, Bert (1923–1984), deutscher Schauspieler, Synchron- und Hörspielsprecher
- Brunn, Bonaventura von (1520–1591), Bürgermeister von Basel
- Brunn, Erhard (* 1956), deutscher Historiker
- Brunn, Florian von (* 1969), deutscher Politiker (SPD), MdLFlorian von Brunn (* 1969)

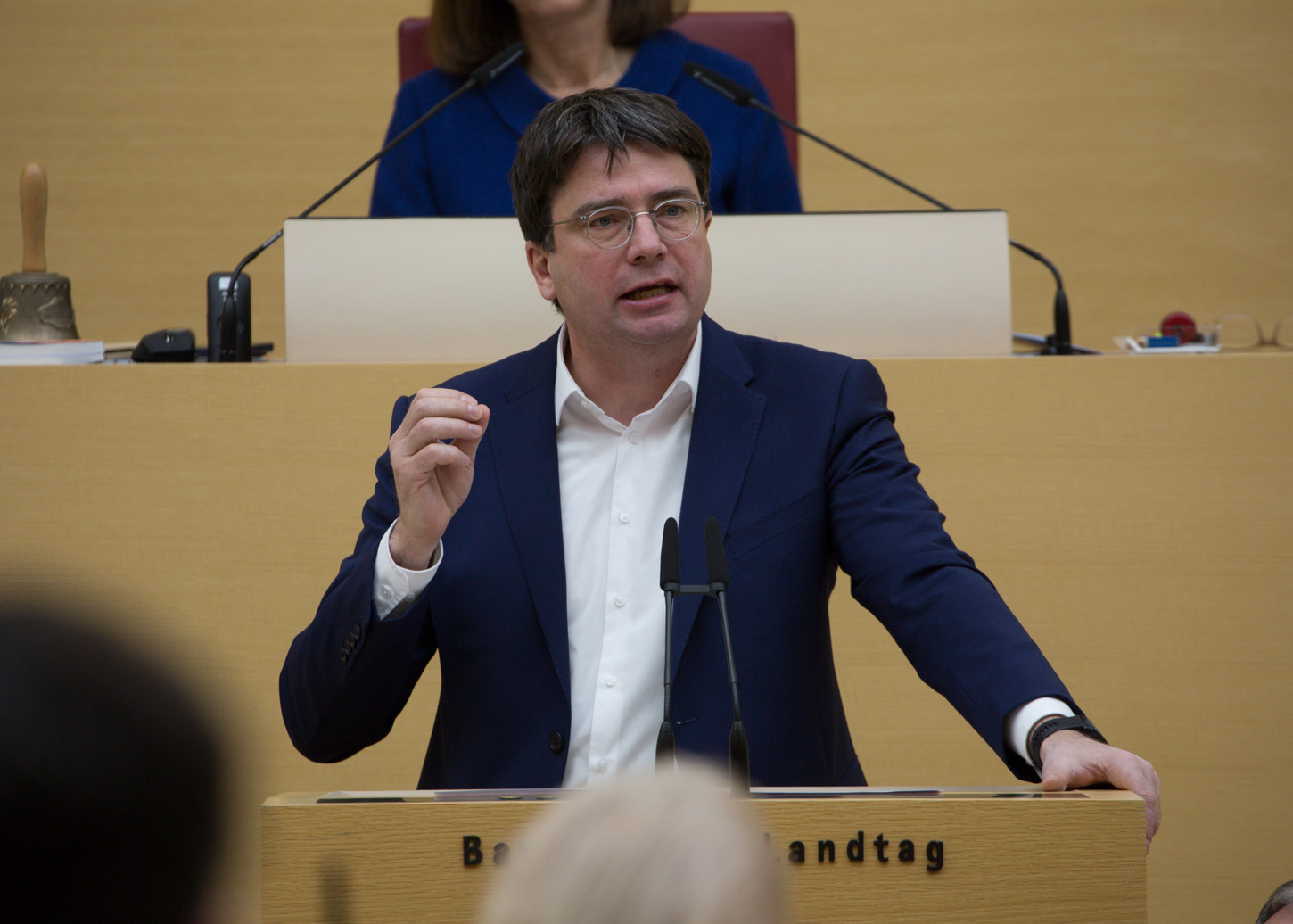
Florian von Brunn (* 1969)

- Brunn, Francis (1922–2004), deutscher Jongleur
- Brunn, Fritz (1903–1955), österreichisch-amerikanischer Schauspieler, Aufnahmeleiter und Filmproduzent
- Brunn, Gerhard (* 1939), deutscher Historiker
- Brunn, Heinrich von (1822–1894), deutscher Klassischer Archäologe
- Brunn, Hermann (1862–1939), deutscher Mathematiker
- Brünn, Iris (* 2000), Schweizer Unihockeyspielerin
- Brunn, Johann Heinrich von (1908–1983), deutscher Verbandsjurist
- Brunn, Johann II. von († 1440), Fürstbischof von Würzburg
- Brunn, Karl (1931–2004), deutscher Fußballspieler
- Brunn, Klaus (* 1961), deutscher Autor
- Brunn, Lottie (1925–2008), deutsche Jongleurin
- Brunn, Lucas († 1628), deutscher Mathematiker
- Brunn, Uwe (* 1967), deutscher FußballtorhüterUwe Brunn (* 1967)

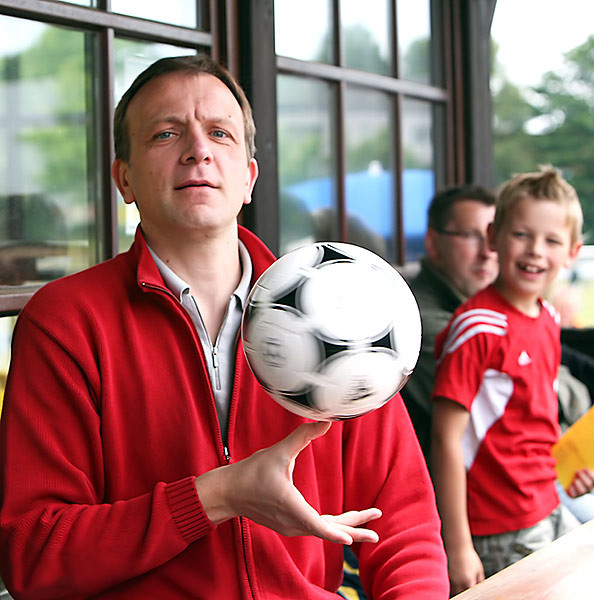
Uwe Brunn (* 1967)

- Brunn, Walter Leopold von (1914–1971), deutscher Medizinhistoriker
- Brunn, Walter von (1876–1952), deutscher Chirurg und Medizinhistoriker
- Brunn, Wilhelm Albert von (1911–1988), deutscher Prähistoriker

#### Brunna
- Brunnacker, Karl (1921–2000), deutscher Geologe

#### Brunnb
- Brunnbauer, Ulf (* 1970), österreichischer Historiker
- Brunnberg, Alex (1915–1989), deutscher Politiker (CDU)
- Brunnberg, Leo (* 1945), deutscher Veterinärmediziner und Professor

#### Brunne
- Brunne, Eva (* 1954), schwedische Bischöfin
- Brunne, Lorenz von († 1337), Bischof von Gurk

##### Brunnec
- Brünneck, Alexander von (1941–2023), deutscher Rechtswissenschaftler und Hochschullehrer
- Brünneck, Egmont von (1842–1916), deutscher Verwaltungs- und Hofbeamter
- Brünneck, Friedrich Wilhelm von (1785–1859), preußischer General der Infanterie
- Brünneck, Magnus von (1786–1866), preußischer Gutsbesitzer, Militär und Politiker
- Brünneck, Siegfried von (1871–1927), deutscher Gutsbesitzer, Landrat und Politiker, MdR
- Brünneck, Wilhelm Magnus von (1727–1817), preußischer Offizier, zuletzt Generalfeldmarschall sowie Gutsbesitzer
- Brünneck, Wilhelm von (1839–1917), deutscher Rechtshistoriker und Bibliothekar
- Brünneck-Bellschwitz, Manfred von (1872–1957), deutscher Jurist, Verwaltungsbeamter und Politiker
- Brünneck-Bellschwitz, Roland von (1840–1918), Landrat, Burggraf
- Brünneck-Bellschwitz, Siegfried von (1814–1871), Landrat, Reichstagsabgeordneter
- Brunnecker, Ralf (* 1963), deutscher Fußballspieler

##### Brunnee
- Brunnée, Merle (* 1994), deutsche Triathletin

##### Brunnel
- Brünnel, Silvia (* 1966), deutsche Politikerin (Bündnis 90/Die Grünen), MdL

##### Brunnem
- Brunnemann, Anna (1865–1926), deutsche Autorin
- Brunnemann, Björn (* 1980), deutscher FußballspielerBjörn Brunnemann (* 1980)

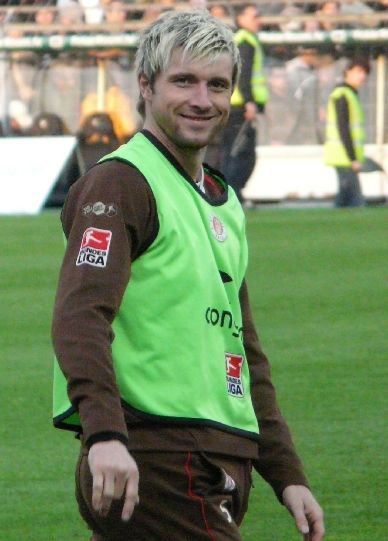
Björn Brunnemann (* 1980)

- Brunnemann, Horst (1836–1911), sächsischer Montanwissenschaftler
- Brunnemann, Jakob (1674–1735), deutscher Jurist, Direktor des Schöppenstuhls zu Stargard
- Brunnemann, Johann (1608–1672), deutscher Jurist
- Brunnemann, Karl (1823–1896), deutscher Lehrer und Historiker
- Brunnemann, Karlheinz (1927–2013), deutscher Fernsehproduzent, Synchronsprecher, Synchronregisseur und Dialogbuchautor
- Brunnemer, Elke (* 1952), deutsche Politikerin (CDU), MdL
- Brunnemer, Luise († 1945), Mitglied der Lechleiter-Gruppe
- Brunnemer, Philipp (1867–1942), deutscher sozialdemokratischer Widerstandskämpfer

##### Brunnen
- Brunnengräber, Achim (* 1963), deutscher Politikwissenschaftler mit dem Schwerpunkt Internationale Beziehungen
- Brunnengräber, Christian (1832–1893), deutscher Apotheker, Pharmazeut, Verbandspolitiker und Senator der Stadt Rostock
- Brunnengräber, Rudolf (1836–1897), deutscher Fabrikant und Politiker (NLP), MdR
- Brunnenkant, Lucas (* 2000), deutscher Basketballspieler
- Brunnenmeier, Rudolf (1941–2003), deutscher Fußballspieler
- Brunnenmeister, Emil (1854–1896), Jurist und Professor für Straf- und Zivilprozeßrecht

##### Brunner

###### Brunner, A
- Brunner, Adalbert (1921–2013), deutscher Lehrer und Politiker (SPD)
- Brunner, Adelheid (* 1957), deutsche Judoka
- Brunner, Adolf (1900–1963), österreichischer Politiker (ÖVP), Landtagsabgeordneter im Burgenland
- Brunner, Adolf (1901–1992), Schweizer Komponist, Philosoph und Humanist
- Brunner, Adolf (1905–1975), deutscher Künstler und Grafiker
- Brunner, Adolph (1837–1909), Schweizer Architekt
- Brunner, Adrian (* 1987), Schweizer Eishockeyspieler
- Brunner, Alfred (1871–1936), deutscher Ingenieur und Politiker
- Brunner, Alfred (1890–1953), Schweizer Diplomat
- Brunner, Alfred (1890–1972), Schweizer Chirurg
- Brunner, Alois (1859–1941), deutscher Genremaler und Grafiker
- Brunner, Alois (1907–1943), österreichischer Widerstandskämpfer, Opfer der NS-Justiz
- Brunner, Alois (* 1912), österreichischer SS-Hauptsturmführer, Organisator des Massenmordes an den Juden in Wien, Griechenland und Frankreich
- Brunner, Andrea (* 1979), österreichische Politikerin (SPÖ)
- Brunner, Andreas (1589–1650), Jesuit und Historiker
- Brunner, Andreas (1923–1988), Schweizer Politiker
- Brunner, Andreas (* 1949), Schweizer Jurist, Leitender Oberstaatsanwalt des Kantons Zürich (Schweiz)
- Brunner, Andreas (* 1962), österreichischer Ausstellungskurator und Historiker
- Brunner, Anette (* 1964), deutsche Kunsthistorikerin und Autorin
- Brunner, Angela (1931–2011), deutsche Schauspielerin
- Brunner, Anna, deutsch-amerikanische Sängerin
- Brunner, Anna (* 1972), Schweizer Geigerin
- Brunner, Annemarie (1957–2020), österreichische Landwirtin und Politikerin (ÖVP), Landtagsabgeordnete
- Brunner, Annie (* 1969), deutsche Filmproduzentin und Szenenbildnerin
- Brunner, Anton (1898–1946), österreichischer Täter des Holocaust
- Brunner, Anton (1923–1999), österreichischer Geistlicher und Widerstandskämpfer
- Brunner, Armin (* 1933), Schweizer Dirigent und Medienschaffender
- Brunner, Armin (* 1983), Schweizer Unihockeytrainer
- Brunner, August (1894–1985), deutscher katholischer Theologe und Philosoph

###### Brunner, B
- Brunner, Balthasar (1540–1610), deutscher Arzt und Autor medizinischer Schriften
- Brunner, Benjamin († 1882), Schweizer Politiker
- Brunner, Bernd (* 1964), deutscher Autor
- Brunner, Brigitta (* 1962), deutsche Verwaltungsjuristin, Regierungspräsidentin von Oberbayern

###### Brunner, C
- Brunner, Carl Emanuel (1796–1867), Schweizer Chemiker
- Brunner, Carlo (* 1955), Schweizer Komponist und Kapellmeister
- Brunner, Cédric (* 1994), Schweizer Fussballspieler
- Brunner, Chantal (* 1970), neuseeländische Leichtathletin
- Brunner, Charly (* 1955), österreichischer SchlagersängerCharly Brunner (* 1955)

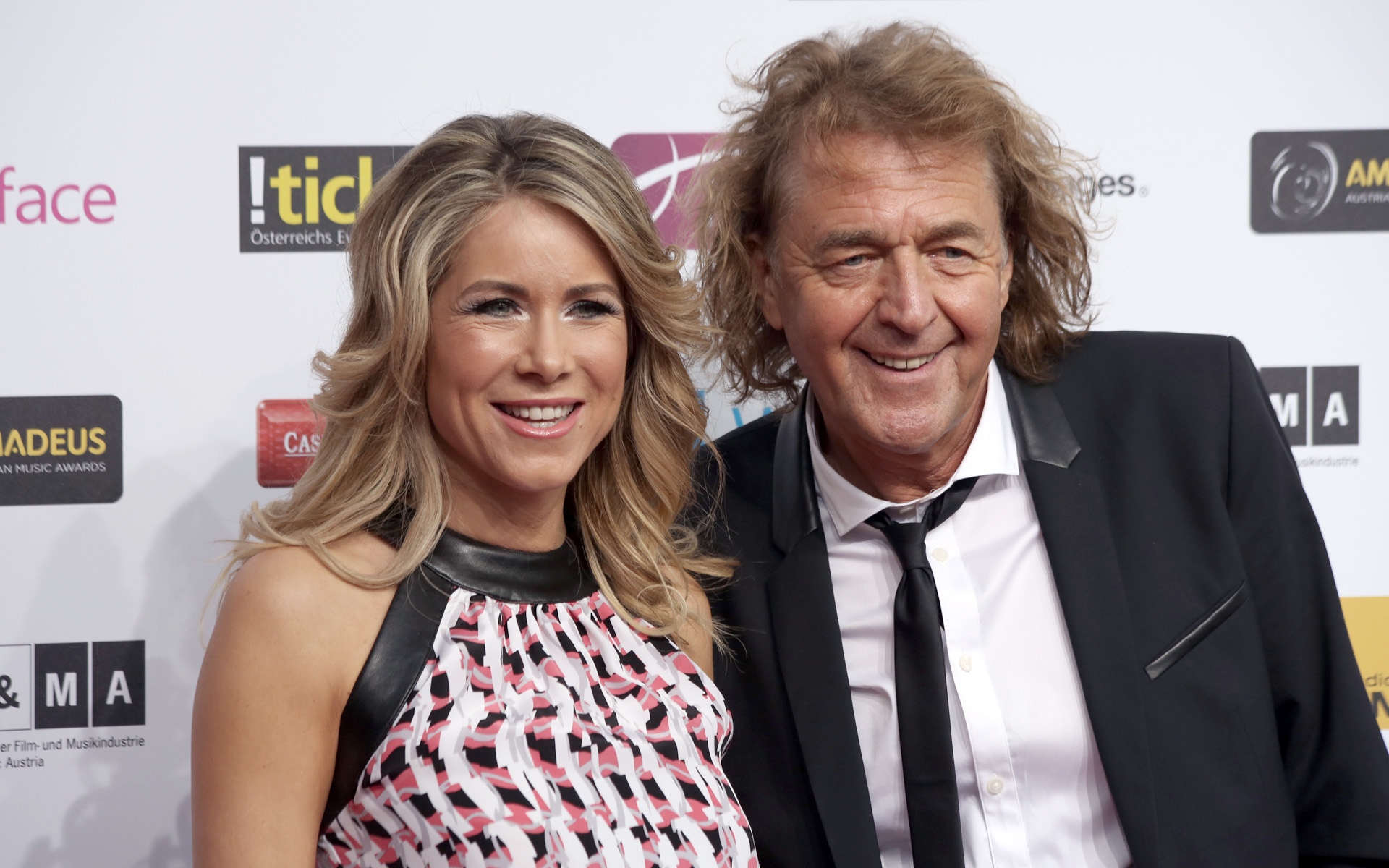
Charly Brunner (* 1955)

- Brünner, Christian (* 1942), österreichischer Hochschullehrer und Politiker (ÖVP, LIF), Abgeordneter zum Landtag Steiermark, Abgeordneter zum Nationalrat
- Brunner, Christian (* 1953), Schweizer Radrennfahrer
- Brunner, Christiane (1947–2025), Schweizer Politikerin (SP)
- Brunner, Christiane (* 1976), österreichische Politikerin (Grüne), Abgeordnete zum Nationalrat
- Brunner, Christoph (* 1978), österreichischer Filmeditor, Kameramann und Filmemacher
- Brunner, Claire de, US-amerikanische Jazz- und Improvisationsmusikerin
- Brunner, Conrad (1859–1927), Schweizer Chirurg und Medizinhistoriker
- Brunner, Constantin (1862–1937), deutsch-jüdischer Philosoph

###### Brunner, D
- Brunner, Damien (* 1986), Schweizer Eishockeyspieler
- Brunner, David B. (1835–1903), US-amerikanischer Politiker
- Brunner, Detlev (* 1959), deutscher Historiker
- Brunner, Didier (* 1948), französischer Filmproduzent
- Brunner, Dominik (1959–2009), deutscher Manager

###### Brunner, E
- Brunner, Eddie (1912–1960), Schweizer Jazz-Saxophonist und Klarinettist
- Brunner, Edgar (* 1943), deutscher Statistiker
- Brunner, Edouard (1932–2007), Schweizer Diplomat
- Brunner, Eduard (1939–2017), Schweizer Klarinettist und Hochschullehrer
- Brunner, Elise (1851–1932), deutsche Malerin und Grafikerin
- Brünner, Elsa (* 1877), deutsche Theaterschauspielerin
- Brunner, Emil (1842–1898), deutscher Verwaltungsjurist in Ostpreußen und Hannover
- Brunner, Emil (1889–1966), Schweizer reformierter Theologe
- Brunner, Emil (1908–1995), Schweizer Fotograf
- Brunner, Eric (* 1998), US-amerikanischer Radrennfahrer
- Brunner, Erich (1885–1938), deutsch-schweizerischer Schachkomponist
- Brunner, Ernst (1901–1979), Schweizer Fotograf und Bauernhausforscher
- Brunner, Ernst (1917–1970), Schweizer Bankier, Mäzen und Hochstapler
- Brunner, Ernst (1929–2015), Schweizer Klarinetten- und Saxophonspieler
- Brunner, Ernst Ritter von (1867–1929), bayerischer Oberst
- Brunner, Esther, Schweizer Mathematikdidaktikerin und Hochschullehrerin
- Brunner, Eva (* 1952), Schweizer Autorin, Übersetzerin und Fotografin
- Brunner, Eva (* 1966), österreichische Theaterschauspielerin

###### Brunner, F
- Brunner, Fanny (* 1973), österreichische Theaterregisseurin
- Brunner, Ferdinand (1870–1945), österreichischer Landschaftsmaler
- Brunner, Ferdinand (1886–1945), österreichischer Steuerbeamter und Politiker (SPÖ), Landtagsabgeordneter
- Brunner, Fernand (1920–1991), Schweizer Philosoph und Philosophiehistoriker
- Brunner, Florian (* 1990), österreichischer Handballspieler
- Brunner, Florian (* 1998), österreichischer Fußballspieler
- Brunner, Franz (1807–1868), Schweizer Bankier und Politiker
- Brunner, Franz (1913–1991), österreichischer Feldhandballspieler
- Brunner, Franz (1926–1982), österreichischer Landwirt und Politiker (ÖVP), Landtagsabgeordneter, Abgeordneter zum Nationalrat
- Brunner, Fridolin (1498–1570), Schweizer evangelischer Pfarrer und Reformator im Kanton Glarus und im Sarganserland
- Brunner, Friedrich (1850–1928), Schweizer Jurist, Unternehmer und Politiker (FDP)
- Brünner, Friedrich (1910–2004), deutscher Politiker (CDU), MdL
- Brunner, Friedrich (1922–2011), italienischer Musiker, Komponist, Kapellmeister, Lehrer, Autor und Künstler
- Brunner, Friedrich (* 1952), deutscher Künstler und Gymnasiallehrer
- Brunner, Fritz (1839–1886), Schweizer Architekt
- Brunner, Fritz (1899–1991), Schweizer Schriftsteller

###### Brunner, G
- Brunner, Georg (1856–1936), sächsischer Generalmajor
- Brunner, Georg (* 1869), Theologe, Stadtvikar und Religionslehrer
- Brunner, Georg (1897–1959), deutscher Hockeyspieler
- Brunner, Georg (1901–1972), deutscher Politiker (BP), MdL Bayern
- Brunner, Georg (1936–2002), deutsch-ungarischer Rechts- und Politikwissenschaftler
- Brunner, Georg (* 1960), deutscher Geiger und Hochschullehrer
- Brunner, Georg Adam (1580–1652), deutscher Jurist und Beamter
- Brunner, George (* 1951), US-amerikanischer Komponist, Musiker und Musikproduzent
- Brunner, Gerd (1928–2002), deutscher Jurist, Hochschullehrer und Politiker (FDP), MdL
- Brunner, Gerd (* 1947), deutscher Fußballspieler
- Brunner, Gerhard (* 1939), österreichischer Journalist, Kurator, Intendant und Studiendirektor
- Brunner, Gerhard (* 1950), deutscher Eishockeytrainer
- Brunner, Gerhard (* 1963), deutscher Cartoonist und Illustrator
- Brunner, Gernot (* 1966), österreichischer Mediziner
- Brunner, Gisbert L. (* 1947), deutscher Uhrenexperte, Journalist und Buchautor über Uhren und Uhrenmarken
- Brünner, Gisela (* 1951), deutsche Germanistin
- Brunner, Gottfried (1875–1962), deutscher katholischer Theologe
- Brunner, Gottfried (* 1880), deutscher Lehrer
- Brunner, Gotthard (1911–1992), deutscher Jurist
- Brunner, Greg (* 1983), US-amerikanisch-schweizerischer Basketballspieler
- Brunner, Guido (1930–1997), deutscher Politiker (FDP), MdA, MdB und Diplomat
- Brunner, Gustav (* 1950), österreichischer Formel-1-Konstrukteur

###### Brunner, H
- Brunner, Han (* 1956), niederländischer Human- und Molekulargenetiker
- Brunner, Hannes (* 1956), Schweizer Künstler
- Brunner, Hans (1813–1888), deutscher Maler
- Brunner, Hans (1904–1983), Schweizer Offizier
- Brunner, Hans Alexander (1895–1968), österreichischer akademischer Maler
- Brunner, Hans Heinrich (1918–1987), Schweizer reformierter Theologe
- Brunner, Hans-Jürgen (* 1965), deutscher Fußballspieler und -trainer
- Brunner, Hans-Ulrich (1943–2006), Schweizer Maler
- Brunner, Hansjörg (* 1966), Schweizer Politiker (FDP.Die Liberalen)
- Brunner, Heidi (* 1961), Schweizer Opernsängerin (Mezzosopran)
- Brunner, Heinrich (1773–1857), Schweizer Unternehmer und Politiker
- Brunner, Heinrich (1818–1880), Schweizer Hotelier und Gastronom
- Brunner, Heinrich (1840–1915), österreichisch-deutscher Rechtshistoriker
- Brunner, Heinrich (1847–1910), Schweizer Chemiker
- Brunner, Heinrich (1877–1956), Abgeordneter des Provinziallandtages der Provinz Hessen-Nassau
- Brunner, Hellmut (1913–1997), deutscher Ägyptologe
- Brunner, Helmut (* 1954), deutscher Politiker (CSU), MdLHelmut Brunner (* 1954)

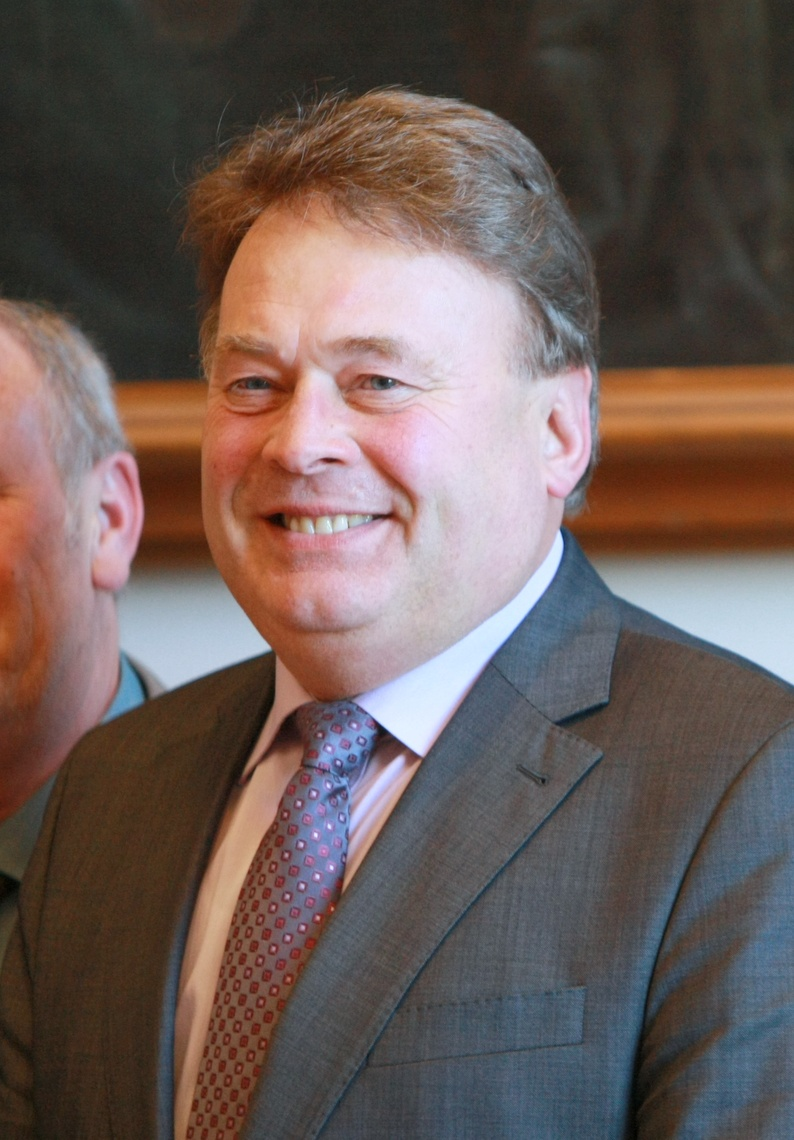
Helmut Brunner (* 1954)

- Brunner, Helwig (* 1967), österreichischer Schriftsteller
- Brunner, Henri (1897–1956), Schweizer Komponist, Organist und Dirigent
- Brunner, Henri (* 1935), deutscher Chemiker
- Brunner, Hermann (1871–1951), Schweizer Grafiker, Maler, Zeichner, Werbegrafiker, Illustrator und Kunstpädagoge
- Brunner, Hermann (1906–1980), deutscher Bauunternehmer
- Brunner, Herwig (* 1942), österreichischer Biochemiker
- Brünner, Horst (1929–2008), deutscher Politiker (SED), MdV, Chef der Politischen Hauptverwaltung in der NVAHorst Brünner (1929–2008)

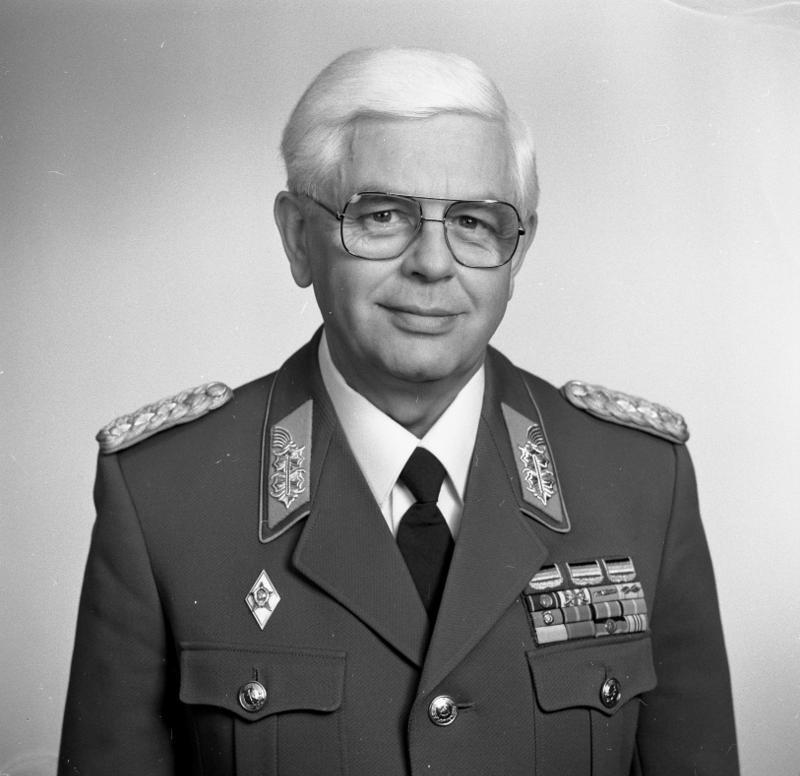
Horst Brünner (1929–2008)

- Brunner, Horst (* 1940), deutscher Altgermanist
- Brunner, Horst (1942–2000), deutscher Geologe
- Brunner, Hugo (1853–1922), deutscher Bibliothekar und Historiker

###### Brunner, I
- Brunner, Ilka (* 1971), deutsch-amerikanische Physikerin und Hochschullehrerin
- Brunner, Ivo (* 1952), österreichischer Schulpädagoge, Anglist, Lehrerbildner und Hochschulprofessor

###### Brunner, J
- Brunner, Jakob (1846–1927), Schweizer Fotograf und Unternehmer
- Brunner, Jakob (1853–1901), Landtagsabgeordneter Großherzogtum Hessen
- Brunner, Jana (* 1997), Schweizer Fußballspielerin
- Brunner, Jogl (* 1958), österreichischer Musiker
- Brunner, Johann, deutscher Sportschütze im Behindertensport
- Brunner, Johann (1857–1941), deutscher Heimatforscher
- Brunner, Johann (* 1958), deutscher Bildhauer und Maler
- Brunner, Johann Conrad (1653–1727), Schweizer Arzt
- Brunner, Johann Josef (1804–1862), Schweizer Messinstrumentenbauer und Mechaniker
- Brunner, Johannes (* 1963), deutscher Künstler und Regisseur
- Brunner, John (1934–1995), britischer Science-Fiction-Autor
- Brunner, John Tomlinson (1842–1919), britischer Chemieindustrieller und Politiker
- Brunner, Jörg, deutscher Theologe und Vorreformator
- Brunner, Jörg (* 1975), deutscher Basketballspieler
- Brunner, José (* 1954), israelischer HistorikerJosé Brunner (* 1954)

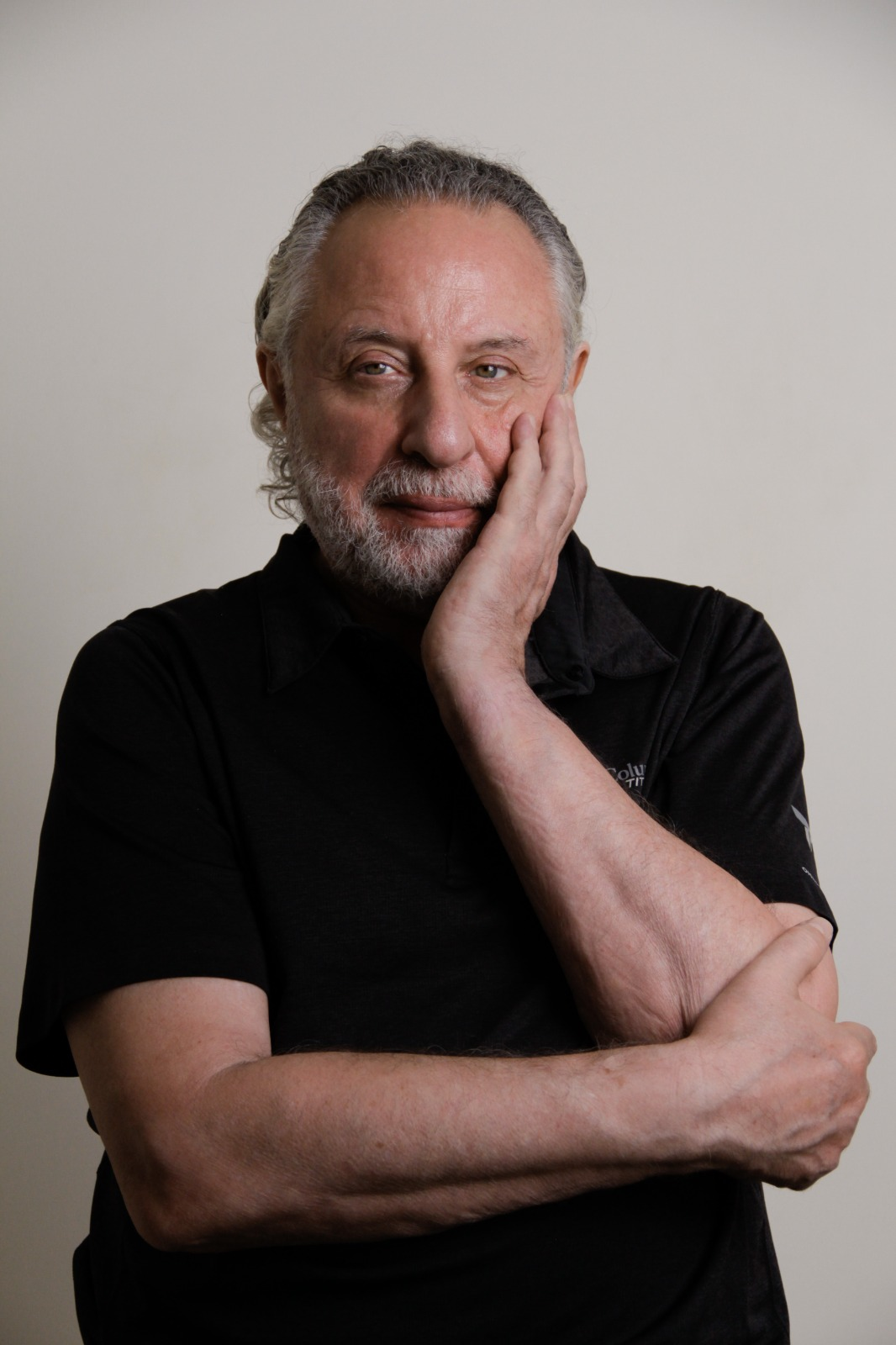
José Brunner (* 1954)

- Brunner, Josef (1861–1941), österreichischer Politiker (DnP), Abgeordneter zum Nationalrat
- Brunner, Josef (1889–1967), österreichischer Pilot und Offizier
- Brunner, Josef (1909–1982), deutscher Politiker (CSU)
- Brunner, Josef (1913–1943), österreichischer Paläontologe
- Brunner, Josef (1928–2012), deutscher Politiker (CSU), MdB
- Brunner, Josef (* 1959), österreichischer Politiker (FPÖ), Landtagsabgeordneter
- Brunner, Josef (* 1981), deutscher Unternehmer (Internetsicherheit, Umwelttechnik)
- Brunner, Joseph (1826–1893), österreichischer Maler und Graphiker
- Brunner, Jost (1814–1904), Schweizer Unternehmer und Politiker

###### Brunner, K
- Brünner, Karl (1847–1918), deutscher Historien- und Porträtmaler, Illustrator sowie Kunstgewerbelehrer
- Brunner, Karl (1855–1935), österreichischer Chemiker
- Brunner, Karl (1862–1945), deutscher Kommunalpolitiker, Bürgermeister in Kassel
- Brunner, Karl (1863–1938), deutscher Volkskundler, Direktor der Sammlung für deutsche Volkskunde
- Brunner, Karl (1872–1944), deutscher Gymnasiallehrer
- Brunner, Karl (1887–1965), österreichischer Anglist und Rektor der Universität Innsbruck
- Brunner, Karl (1889–1964), österreichischer Politiker (ÖVP), Abgeordneter zum Nationalrat und WiderstandskämpferKarl Brunner (1889–1964)

Karl Brunner (1889–1964)

- Brunner, Karl (1896–1972), Schweizer Jurist und Militärschriftsteller
- Brunner, Karl (1900–1980), deutscher Jurist, SS-Brigadeführer und Generalmajor der Polizei
- Brunner, Karl (1905–1951), deutscher Politiker (SPD), MdB
- Brunner, Karl (* 1908), deutscher Chirurg und SS-Arzt
- Brunner, Karl (1916–1989), Schweizer Ökonom
- Brunner, Karl (* 1944), österreichischer Historiker
- Brunner, Karl (* 1951), italienischer Rennrodler
- Brunner, Karl Felix (1803–1857), deutscher Jurist und Richter
- Brunner, Karl Heinrich (1887–1960), österreichischer Architekt und Stadtplaner
- Brunner, Karl-Heinz (* 1953), deutscher Politiker (SPD), MdB
- Brunner, Kaspar († 1561), Schweizer Schmied und Uhrmacher
- Brunner, Katja (* 1991), Schweizer Dramatikerin
- Brunner, Konrad († 1410), Schweizer Benediktinermönch, Abt des Klosters Muri

###### Brunner, L
- Brunner, Leonhard (1500–1558), Theologe, Pädagoge, Reformator
- Brunner, Lisa (* 1986), Schweizer Musikerin, Texterin, Kabarettistin und Comedienne
- Brunner, Lisa Christin (* 1992), deutsche Automobilrennfahrerin
- Brunner, Lore (1950–2002), österreichische Theaterschauspielerin
- Brunner, Lorenz Gottlieb, deutscher Apotheker und Abgeordneter
- Brunner, Louis (1865–1950), deutscher Gewerkschafter und Politiker (SPD), MdR
- Brunner, Lucas (* 1967), Schweizer Schachgrossmeister
- Brunner, Lucian (1850–1914), österreichischer Jurist, Funktionär und Politiker
- Brunner, Luise (1908–1977), deutsche Aufseherin in den Konzentrationslagern Ravensbrück und Auschwitz

###### Brunner, M
- Brunner, Magnus (* 1972), österreichischer Politiker (ÖVP)Magnus Brunner (* 1972)

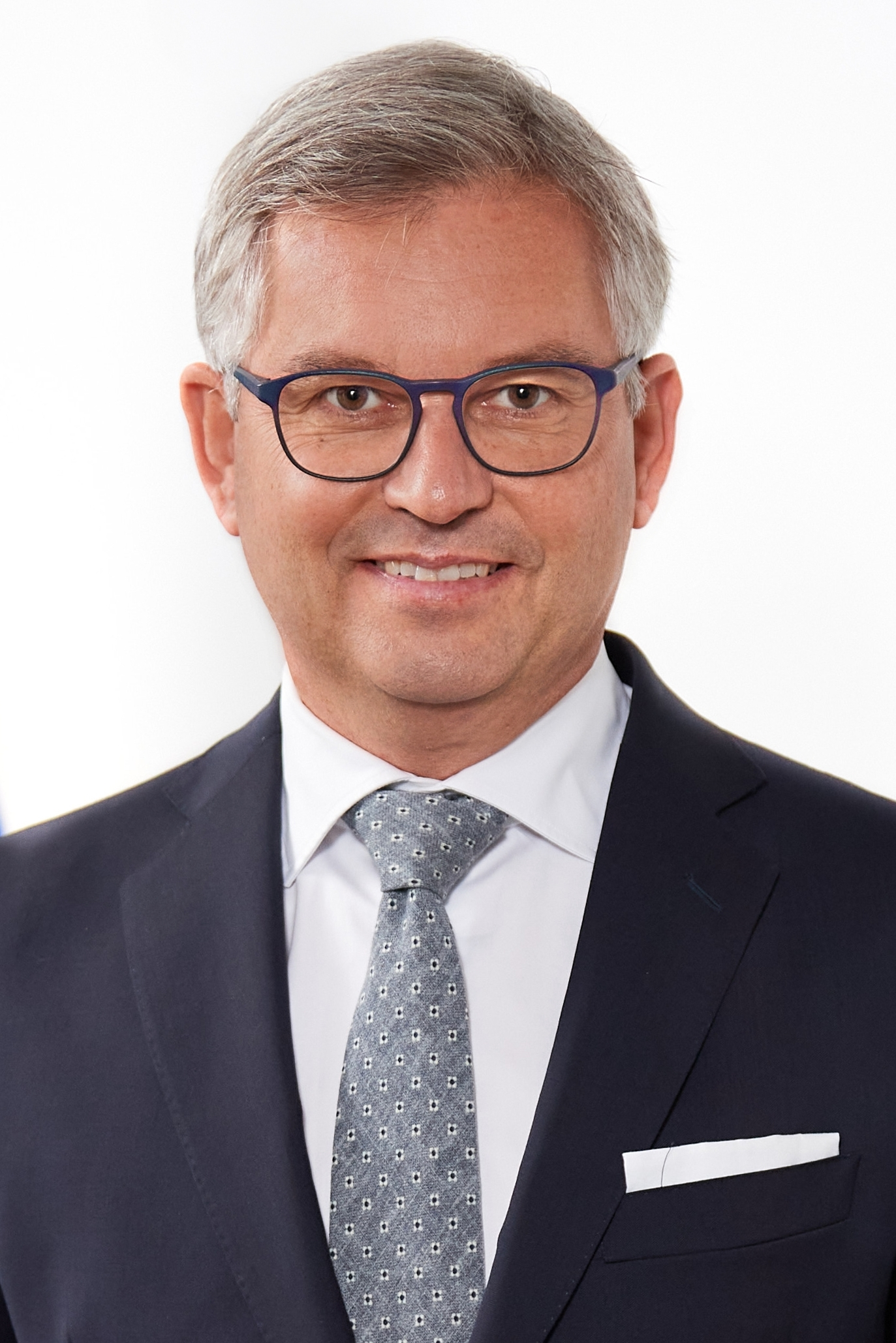
Magnus Brunner (* 1972)

- Brunner, Maja (* 1951), Schweizer Sängerin
- Brunner, Manfred, deutscher Skispringer
- Brunner, Manfred (1947–2018), deutscher Politiker (FDP, BFB), Mitbegründer des Bundes freier Bürger
- Brunner, Manfred (* 1956), österreichischer Skirennläufer
- Brunner, Manuel (* 1981), österreichisch-grenadischer Skirennläufer
- Brunner, Marcel (* 1992), deutscher Opern- und Konzertsänger (Bassbariton)
- Brunner, Maria (* 1962), österreichische Malerin und konzeptuelle Installationskünstlerin
- Brunner, Maria Anna (1655–1697), Schweizer Benediktinerin und Äbtissin des Klosters Hermetschwil (1688–1697)
- Brunner, Maria Elisabeth (* 1957), italienische Germanistin
- Brunner, Maria Vera (1885–1965), österreichische Pianistin, Kunsthandwerkerin, Textilkünstlerin und Gebrauchsgrafikerin
- Brunner, Marisa (* 1982), Schweizer Fussballspielerin
- Brunner, Markus (* 1973), italienischer Eishockeyspieler
- Brunner, Martin (* 1963), Schweizer Fussballspieler und -trainer
- Brunner, Mary (* 1943), US-amerikanische Verbrecherin, Mitglied der Manson FamilyMary Brunner (* 1943)

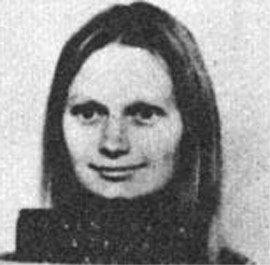
Mary Brunner (* 1943)

- Brunner, Maurice (* 1991), Schweizer Fußballspieler
- Brunner, Max (1893–1962), Schweizer Politiker (FDP)
- Brunner, Max (1910–2007), Schweizer Maler
- Brunner, Maximilian (* 2006), deutscher Eishockeyspieler
- Brunner, Melitta (1907–2003), österreichische Eiskunstläuferin
- Brunner, Michael (1892–1952), deutscher Politiker (FDP), MdL Bayern
- Brunner, Michael (* 1960), österreichischer Politiker
- Brunner, Michel (* 1978), Schweizer Grafiker, Fotograf und Fachbuchautor

###### Brunner, N
- Brunner, Natalie (* 1976), österreichische Radiomoderatorin bei FM4
- Brunner, Nico (* 1992), österreichischer Eishockeyspieler
- Brunner, Nina (* 1995), Schweizer Volleyball- und Beachvolleyballspielerin
- Brunner, Nina Mavis (* 1981), Schweizer Fernsehjournalistin und ModeratorinNina Mavis Brunner (* 1981)

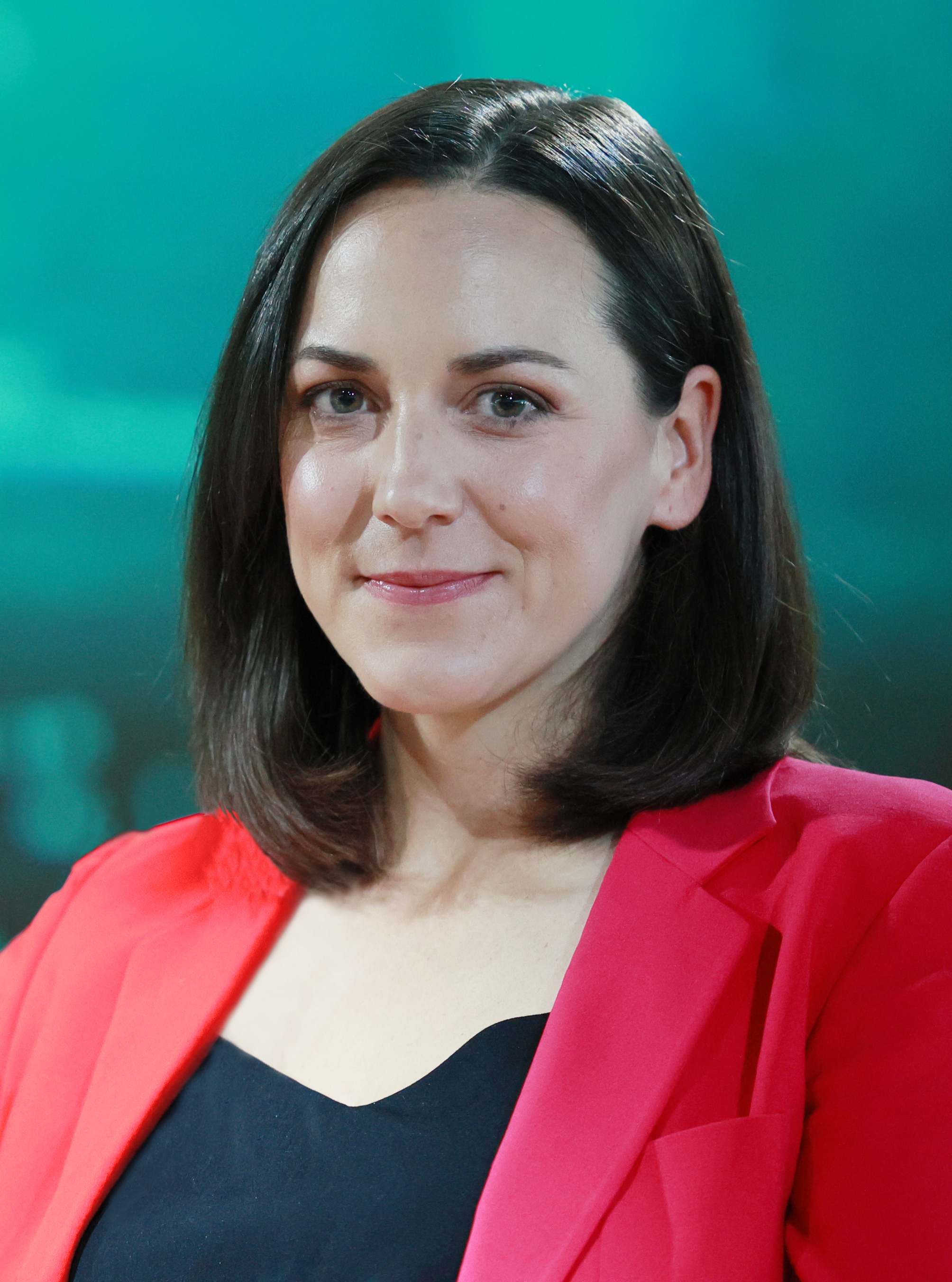
Nina Mavis Brunner (* 1981)

- Brunner, Noël (* 1986), Schweizer Eishockeyspieler
- Brunner, Norbert (* 1942), Schweizer Geistlicher, emeritierter römisch-katholischer Bischof von Sitten

###### Brunner, O
- Brunner, Oliver (* 1969), deutscher Dramaturg, Produktionsleiter und Schauspieldirektor beim Theater
- Brunner, Otto (1896–1973), Schweizer Politiker und Spanienkämpfer
- Brunner, Otto (1898–1982), österreichischer Historiker

###### Brunner, P
- Brunner, Paris (* 2006), deutsch-kongolesischer Fußballspieler
- Brunner, Pascal (* 2002), italienischer Eishockeyspieler
- Brunner, Paul H. (* 1946), Schweizer Spezialist für Materialflussanalyse und anthropogenen Metabolismus
- Brunner, Peter (1900–1981), lutherischer Pfarrer und Theologieprofessor
- Brunner, Peter (* 1954), Schweizer Theaterleiter
- Brunner, Peter (* 1971), italienischer Politiker (Südtirol)
- Brunner, Peter (* 1991), österreichischer Biathlet
- Brunner, Philip C. (* 1955), Schweizer Politiker (SVP) und Unternehmer
- Brunner, Philipp (1844–1919), deutscher Verwaltungsjurist in Bayern

###### Brunner, R
- Brunner, Ralph (* 1971), deutscher Leichtathlet
- Brunner, Raphael (* 1993), österreichischer Akkordeonist und Komponist
- Brunner, Reinhard (* 1961), deutscher Maler, Grafiker und Bildhauer
- Brunner, Reinhold (* 1961), deutscher Archivar und Historiker
- Brunner, Reto (* 1967), Schweizer Creative Director und Kurator
- Brunner, Richard (1900–1990), österreichischer Chemiker und Brauwissenschaftler
- Brunner, Richard J. (* 1933), deutscher Linguist und Philologe
- Brunner, Robert F. (1938–2009), US-amerikanischer Filmkomponist und Dirigent
- Brunner, Roland (* 1956), deutscher Geologe, Brigadegeneral der Bundeswehr
- Brunner, Roland (* 1970), österreichischer Eisschnellläufer
- Brunner, Rolf (1881–1965), deutscher Sänger, Schauspieler bei Bühne und Stummfilm sowie Stummfilmregisseur
- Brunner, Rolf (1930–2017), Schweizer Lithograf, Grafiker, Maler und Zeichner
- Brunner, Roman (* 1935), Schweizer Radsportler

###### Brunner, S
- Brunner, Samuel (1790–1844), Schweizer Arzt, Botaniker und Naturforscher
- Brunner, Sandra (* 1975), deutsche Richterin und Politikerin (Die Linke), MdA
- Brunner, Sebastian (1814–1893), katholischer Geistlicher und Schriftsteller
- Brunner, Sibylle (* 1939), schweizerische Schauspielerin
- Brunner, Silvia (* 1958), Schweizer Eisschnellläuferin
- Brunner, Stefan (* 1976), Schweizer Drehbuchautor und Regisseur
- Brunner, Stephanie (* 1994), österreichische SkirennläuferinStephanie Brunner (* 1994)

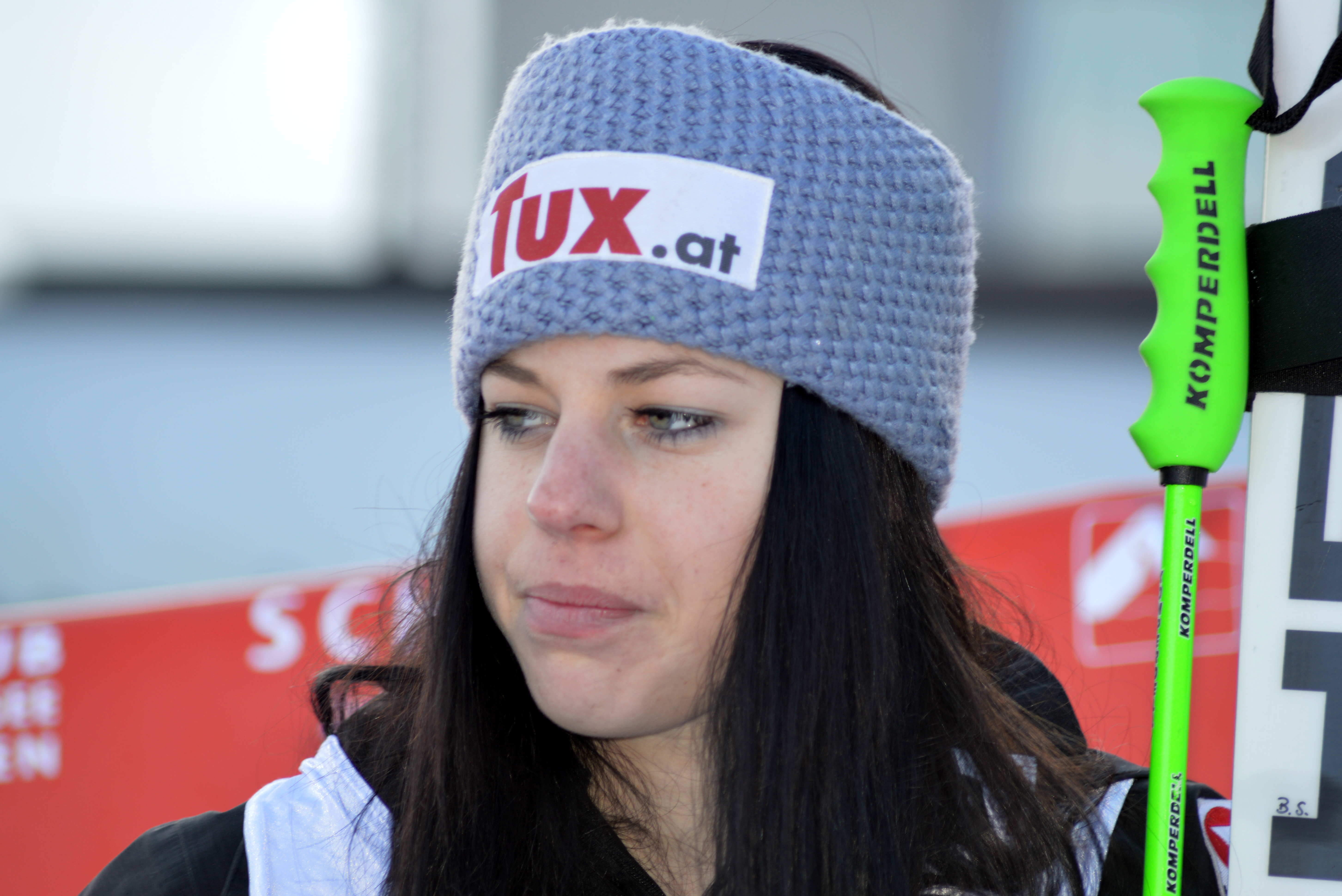
Stephanie Brunner (* 1994)

- Brunner, Susanne (* 1964), Schweizer Journalistin
- Brunner, Sybille, österreichische Journalistin und Fernsehmoderatorin

###### Brunner, T
- Brünner, Thea (1927–2016), deutsche Verbraucherschützerin
- Brunner, Theodor (* 1918), Schweizer Immunologe
- Brunner, Theodore (* 1985), US-amerikanischer Volleyball- und Beachvolleyballspieler
- Brunner, Therry (* 1975), Schweizer Snowboarder
- Brunner, This (* 1945), Schweizer Filmexperte, Kurator und Künstler
- Brunner, Thomas († 1571), deutscher Autor biblischer Dramen
- Brunner, Thomas († 1874), britischer Landvermesser in Neuseeland
- Brunner, Thomas (1960–2025), Schweizer Politiker (GLP)
- Brunner, Thomas (* 1962), deutscher Fußballspieler und -trainer
- Brunner, Tobias, Orgelbauer
- Brunner, Tommy (1970–2006), österreichischer Freeride-Snowboarder
- Brunner, Toni (* 1974), Schweizer PolitikerToni Brunner (* 1974)

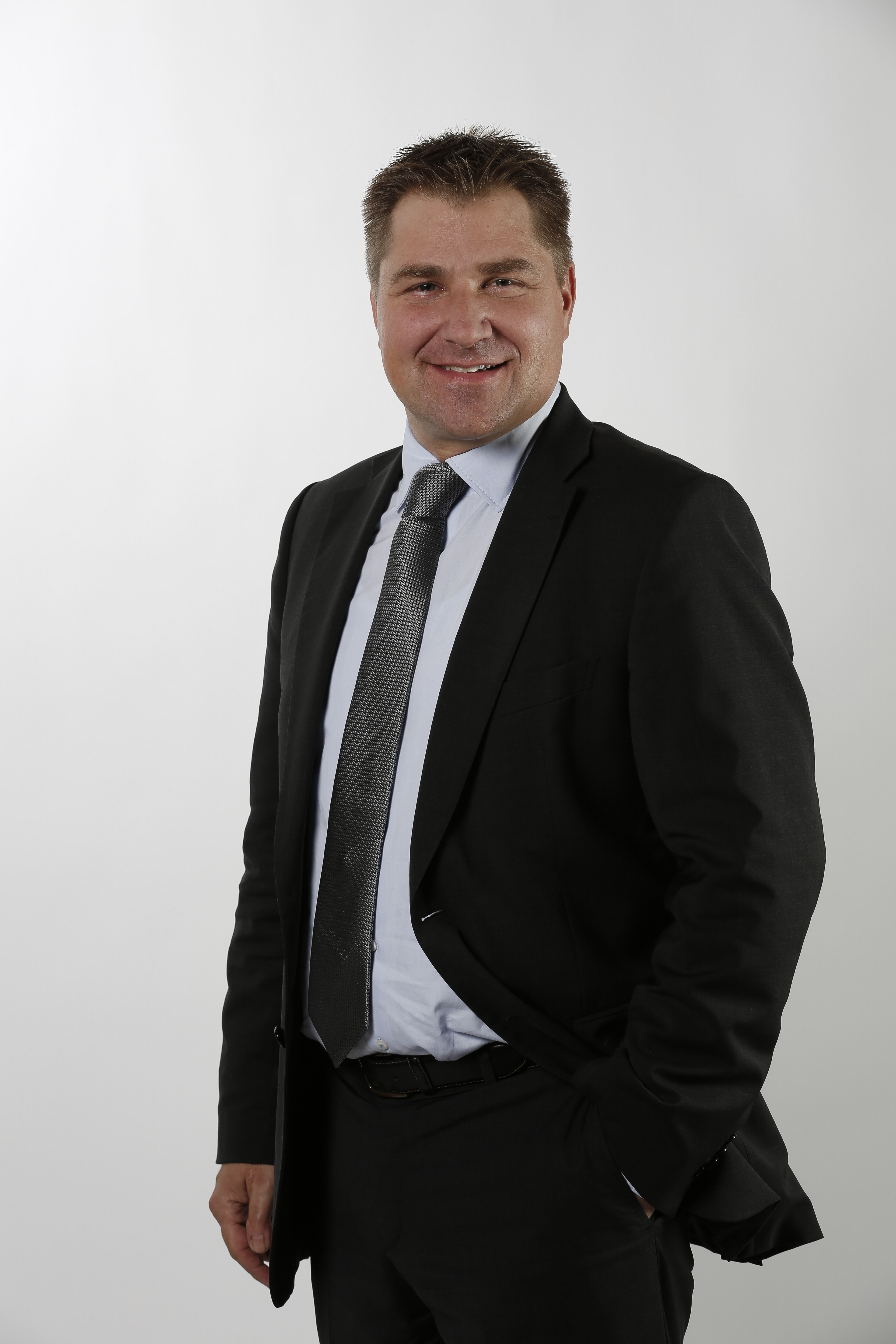
Toni Brunner (* 1974)

###### Brunner, U
- Brunner, Ulrich (* 1938), österreichischer Journalist
- Brunner, Urs (* 1944), Schweizer Zeichenlehrer, Maler und Illustrator
- Brunner, Ursel (1941–2024), deutsche Schwimmerin
- Brunner, Ursula (1925–2017), Schweizer Aktivistin für fairen Handel und Politikerin (FDP)
- Brunner, Ursula (1950–2019), Schweizer Anwältin

###### Brunner, V
- Brunner, Verena (* 1945), Schweizer Textilkünstlerin und Kunstpädagogin
- Brunner, Virginia (1857–1947), österreichische Lehrerin und Frauenrechtsaktivistin

###### Brunner, W
- Brunner, Walter (* 1940), österreichischer Historiker und Archivar
- Brunner, Walter (* 1947), österreichischer Politiker (SPÖ), Bürgermeister
- Brunner, Wanda (* 1930), österreichische Politikerin (SPÖ), Abgeordnete zum Nationalrat, Mitglied des Bundesrates
- Brunner, Wilhelm (1899–1944), deutscher Politiker, Oberbürgermeister in Pirna sowie Bürgermeister von Kötzschenbroda und Radebeul
- Brunner, William F. (1887–1965), US-amerikanischer Politiker
- Brunner, William Otto (1878–1958), Schweizer Astronom
- Brünner, Wolfgang (1928–2020), deutscher Fußballtorwart
- Brunner, Wolfgang (* 1958), deutscher Musiker
- Brunner, Wulf (* 1962), deutscher Diskuswerfer

###### Brunner-M
- Brunner-Müller, Elisabeth (* 1973), Schweizer Politikerin (FDP) und Kantonsrätin

###### Brunner-S
- Brunner-Schwer, Hans Georg (1927–2004), deutscher Jazzproduzent und Labelbetreiber
- Brunner-Szabo, Eva (1961–2012), österreichische Multi-Media-Künstlerin

###### Brunner-T
- Brunner-Traut, Emma (1911–2008), deutsche Ägyptologin

###### Brunner-V
- Brunner-von Wattenwyl, Karl (1823–1914), Schweizer Entomologe

###### Brunner-W
- Brunner-Weinzierl, Monika (* 1966), deutsche Immunologin und Biologin

###### Brunnerm
- Brunnermeier, Markus (* 1969), deutscher VolkswirtMarkus Brunnermeier (* 1969)

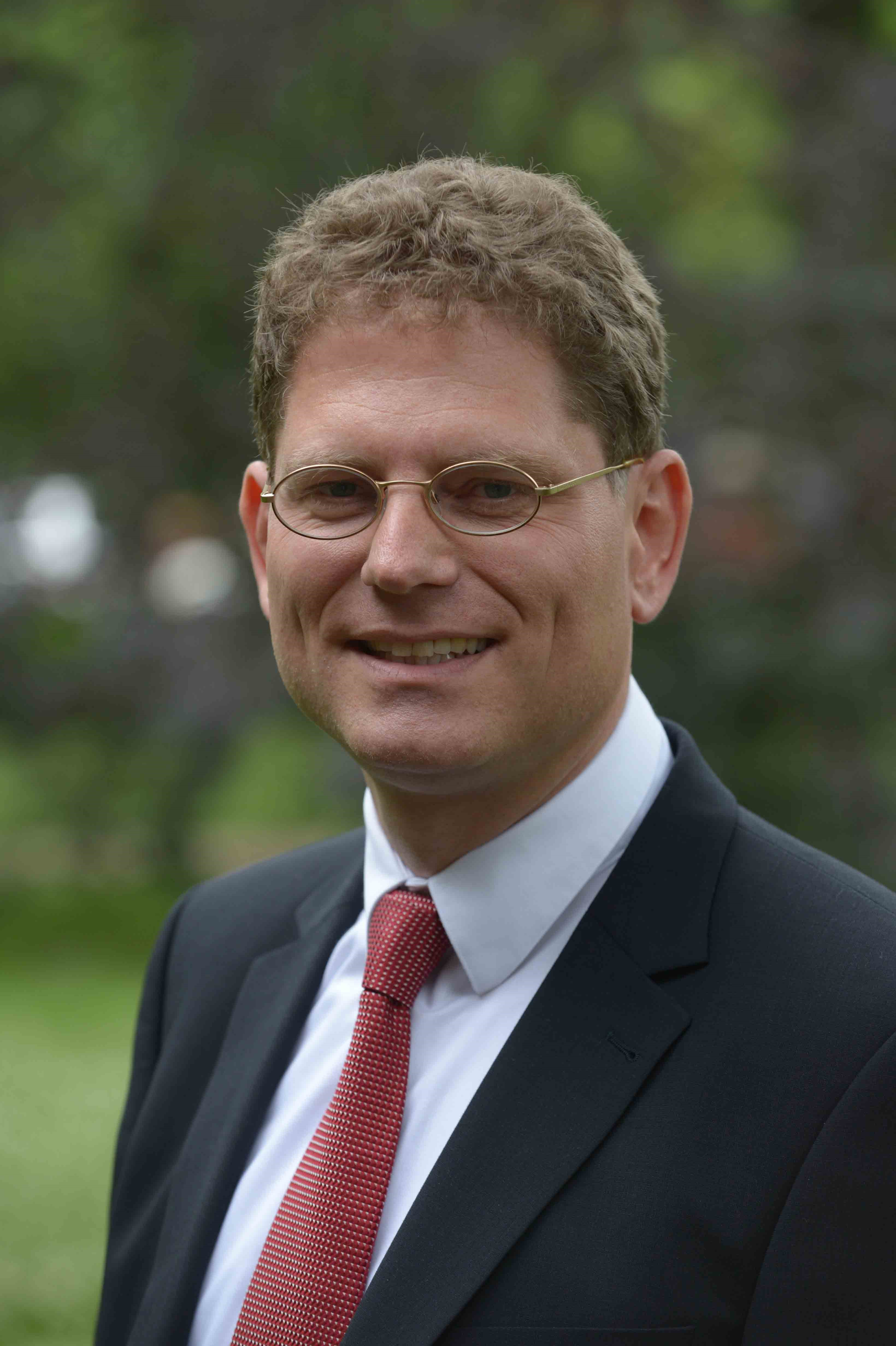
Markus Brunnermeier (* 1969)

###### Brunnert
- Brunnert, Benita (* 1976), deutsche Schauspielerin, Moderatorin und Hörfunksprecherin
- Brunnert, Peter (* 1957), deutscher Bergsteiger und Autor
- Brunnert, Sebastian, deutscher Basketballspieler

#### Brunng
- Brunngraber, Rudolf (1901–1960), österreichischer Schriftsteller, Journalist, Maler

#### Brunnh
- Brunnhofer, Bernd (* 1946), deutscher Spieleverleger (Hans im Glück), Spieleredakteur und Spieleautor
- Brunnhofer, Emanuel (1817–1882), Schweizer Lehrer und Lithograf
- Brunnhofer, Hermann (1841–1916), Schweizer Philologe und Orientalist
- Brunnhofer, Jakob (* 2006), österreichischer Fußballspieler
- Brunnhuber, Georg (* 1948), deutscher Politiker (CDU), MdB und Lobbyist (Deutsche Bahn)Georg Brunnhuber (* 1948)

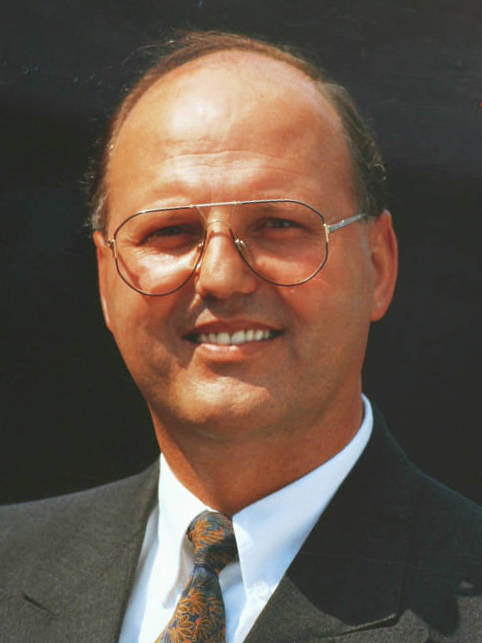
Georg Brunnhuber (* 1948)

- Brunnhuber, Gert (* 1943), deutscher Fußballspieler
- Brunnhuber, Martin (* 1975), deutscher Politiker (Freie Wähler), MdL
- Brunnhuber, Simon (1884–1936), deutscher Luftfahrtpionier
- Brunnhuber, Stefan (* 1962), deutscher Psychiater und Soziologe
- Brunnhuber, Tim (* 1999), deutscher Eishockeyspieler
- Brunnhübner, Dominik (* 1990), deutscher Fußballtorhüter

#### Brunni
- Brúnni, Signar á (* 1945), färöischer Politiker der republikanischen Partei Tjóðveldi sowie ehemaliger Ministerpräsident der Färöer
- Brünnich, Morten Thrane (1737–1827), dänischer Zoologe und Mineraloge
- Brünninghausen, Hermann Josef (1761–1834), deutscher Chirurg, Geburtshelfer und Hochschullehrer

#### Brunnl
- Brunnlechner, Adolf (1863–1960), österreichischer Maler, Grafiker und Kunsthistoriker
- Brunnlechner, Robert (* 1970), österreichischer Fagottist, Komponist und Autor

#### Brunno
- Brünnow, Carl Franz von (1720–1791), preußischer Regierungsrat
- Brunnow, Dimitrij von, russischer Generalmajor
- Brünnow, Franz Friedrich Ernst (1821–1891), deutscher Astronom
- Brünnow, Friedrich Siegmund von († 1789), preußischer Oberst
- Brunnow, George von (1796–1845), Novellist und Übersetzer
- Brünnow, Hans Karl Friedrich von († 1814), preußischer Major
- Brunnow, Max (1896–1940), deutscher Kommunist und Widerstandskämpfer gegen den Nationalsozialismus
- Brunnow, Michael von († 1583), polnischer Minister und später herzoglicher Kanzler im Herzogtum Kurland und Semgallen
- Brunnow, Philipp von (1797–1875), russischer Diplomat
- Brünnow, Rudolf Ernst (1858–1917), deutsch-amerikanischer Orientalist

#### Brunnq
- Brunnquell, Céleste, französische Filmschauspielerin
- Brunnquell, Daniel Wilhelm (1753–1818), Oberbürgermeister von Weimar
- Brunnquell, Johann Salomon (1693–1735), deutscher Jurist und Rechtshistoriker
- Brunnquell, Traudl (1919–2010), deutsche Designerin

#### Brunns
- Brunnschweiler, Hermann (1879–1968), Schweizer Neurologe
- Brunnschweiler, Jakob (* 1950), Schweizer Politiker des Kantons Appenzell Ausserrhoden
- Brunnschweiler, Thomas (* 1954), Schweizer Schriftsteller und Journalist
- Brunnstein, Klaus (1937–2015), deutscher Informatiker und Politiker (FDP), MdB
- Brunnsteiner, Christine (* 1954), österreichische Fernsehmoderatorin und Autorin
- Brunnsteiner, Thomas (* 1974), österreichischer Journalist und Schriftsteller
- Brunnström, Fabian (* 1985), schwedischer Eishockeyspieler

#### Brunnt
- Brunnthaler, Adolf (* 1958), österreichischer Historiker
- Brunnthaler, Melanie (* 2000), österreichische Fußballspielerin
- Brunnthaler, Natascha († 2023), österreichische Basketballspielerin
- Brunnträger, Franz (1893–1953), deutscher Politiker (NSDAP)

### Bruno
- Bruno († 1092), deutscher Kardinal
- Bruno, Zweiter Klosterpropst zu Uetersen
- Bruno Alexander (* 1999), deutscher Schauspieler
- Bruno Fernando (* 1998), angolanischer Basketballspieler
- Bruno Henrique (* 1989), brasilianischer Fußballspieler
- Bruno Henrique (* 1990), brasilianischer Fußballspieler
- Bruno Henrique (* 1992), brasilianischer Fußballspieler
- Bruno I., Graf der Grafschaft Isenburg-Braunsberg, Erbauer der Burg Braunsberg
- Bruno I. von Meißen, Bischof von Meißen
- Bruno II., Herr zu Braunsberg, Begründer des zweiten Grafenhauses der Grafen zu Wied
- Bruno II. von Berg († 1137), Erzbischof von Köln
- Bruno II. von Porstendorf († 1228), römisch-katholischer Geistlicher; Bischof von Meißen (1209–1228)
- Bruno III., Graf von Wied-Isenburg (auch Braunsberg, Wied oder Isenburg-Braunsberg genannt) (1255–1279)
- Bruno III. von Berg, Erzbischof des Erzbistums Köln
- Bruno IV. von Sayn († 1208), Erzbischof des Erzbistums Köln
- Bruno Lage (* 1976), portugiesischer FußballtrainerBruno Lage (* 1976)

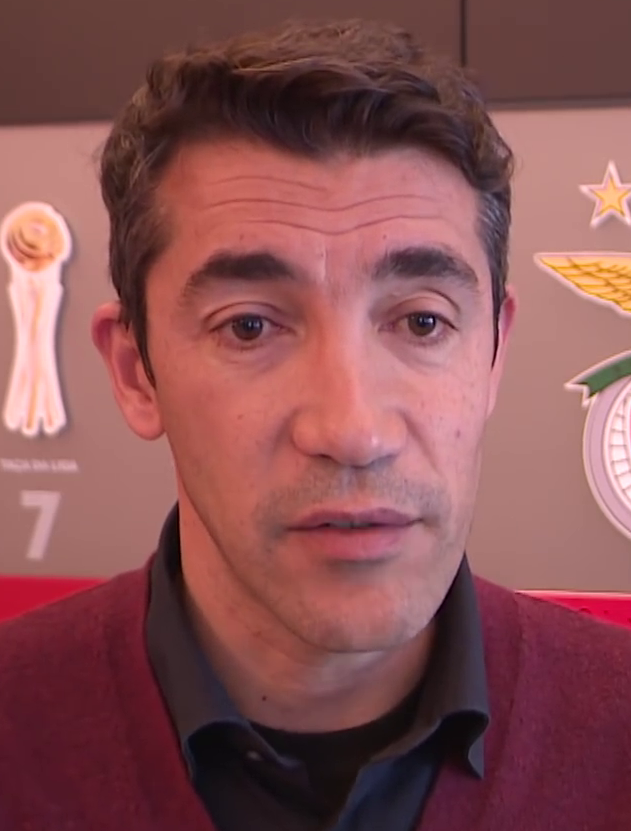
Bruno Lage (* 1976)

- Bruno S. (1932–2010), deutscher Straßenmusikant und Schauspieler
- Bruno Tabata (* 1997), brasilianischer Fußballspieler
- Bruno von Augsburg († 1029), Bruder Heinrichs II.
- Bruno von Beutelsbach († 1120), Abt des Klosters Hirsau
- Bruno von Bretten († 1124), Erzbischof von Trier
- Bruno von Haigerloch-Wiesneck, Dompropst von Straßburg und Gründer des Klosters Sankt Märgen im Schwarzwald
- Bruno von Hildesheim († 1161), Bischof von Hildesheim
- Bruno von Hornberg, mittelhochdeutscher Lyriker
- Bruno von Isenberg († 1258), Bischof von Osnabrück
- Bruno von Kirchberg († 1288), Bischof von Brixen
- Bruno von Köln († 1101), Mönch, Kartäuser, Begründer des KartäuserordensBruno von Köln († 1101)

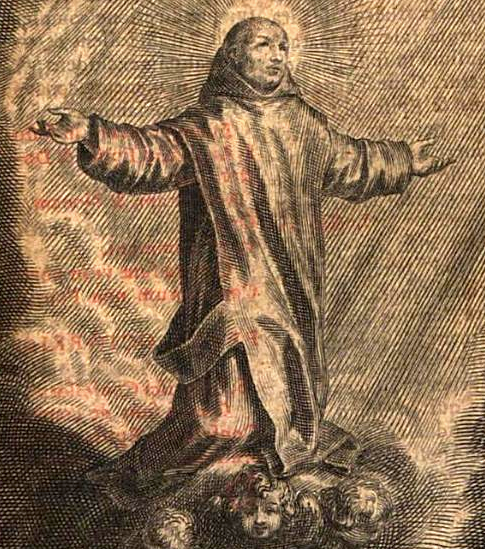
Bruno von Köln († 1101)

- Bruno von Langenbogen († 1304), Bischof von Naumburg
- Bruno von Longoburgo, italienischer Chirurg
- Bruno von Magdeburg, Geschichtsschreiber
- Bruno von Merseburg († 1036), Bischof von Merseburg
- Bruno von Saarbrücken († 1123), Bischof von Speyer
- Bruno von Schauenburg († 1281), Bischof von Olmütz
- Bruno von Segni, italienischer Geistlicher und Bischof von Segni
- Bruno von Waldeck († 1055), Bischof von Minden
- Bruno von Würzburg († 1045), Kanzler von Italien und Fürstbischof von Würzburg
- Bruno, Andrea (1931–2025), italienischer Architekt, Architekturhistorikerin und Hochschullehrer
- Bruno, Angelo († 2021), italienischer Radrennfahrer
- Bruno, Angelo (1910–1980), italienisch-amerikanischer Mobster
- Bruno, Billi (* 1997), US-amerikanische Schauspielerin
- Bruno, Carlo (* 1935), italienischer Komponist und Pianist
- Bruno, Chris (* 1966), US-amerikanischer Schauspieler, Filmregisseur, Filmproduzent, Stuntman, Stunt Coordinator, Synchronsprecher, Model und Mixed-Martial-Arts-Kämpfer
- Bruno, Christoph Friedrich († 1763), preußischer Landrat
- Bruno, Dylan (* 1972), US-amerikanischer Schauspieler
- Bruno, Edoardo (1928–2020), italienischer Filmwissenschaftler, Filmregisseur und Drehbuchautor
- Bruno, Federico, italienischer Filmregisseur, Drehbuchautor und Kameramann
- Bruno, Federico (* 1993), argentinischer Mittelstreckenläufer
- Bruno, Frank (* 1961), britischer Boxer
- Bruno, Giordano (1548–1600), italienischer PhilosophGiordano Bruno (1548–1600)

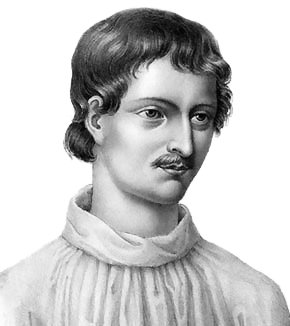
Giordano Bruno (1548–1600)

- Bruno, Giuseppe (1875–1954), italienischer Kurienkardinal der römisch-katholischen Kirche
- Bruno, Giuseppe (1945–2014), italienischer Autor
- Bruno, Isabella (* 1954), italienische Dokumentarfilmerin
- Bruno, Jack (* 1951), britischer Schlagzeuger
- Bruno, Jahzir (* 2009), US-amerikanischer Schauspieler
- Bruno, Jerry (1920–2020), US-amerikanischer Jazzmusiker (Bass)
- Bruno, Jimmy (* 1953), US-amerikanischer Jazz-Gitarrist, Lehrer und Autor
- Bruno, Johannes (1933–2020), deutscher Lehrer, Historiker und Autor
- Bruno, John, US-amerikanischer Spezialeffektkünstler
- Bruno, Joseph (1929–2020), US-amerikanischer Politiker (Republikanische Partei)
- Bruno, Joseph Jon (1946–2023), US-amerikanischer anglikanischer Bischof
- Bruno, Luciano (* 1963), italienischer Boxer
- Bruno, Mandy (* 1981), US-amerikanische Schauspielerin
- Bruno, Maria Carlota, brasilianische Filmproduzentin
- Bruno, Massimo (* 1993), belgischer Fußballspieler
- Bruno, Michael (1932–1996), israelischer Ökonom
- Bruno, Nando (1895–1963), italienischer Schauspieler
- Bruno, Nicette (1933–2020), brasilianische Schauspielerin
- Bruno, Nick, US-amerikanischer Animator und Filmregisseur
- Bruno, Nicolas (* 1989), argentinischer Volleyballspieler
- Bruno, Patrick (* 1964), französischer Festkörperphysiker
- Bruno, Richard (1924–2012), US-amerikanischer Kostümbildner und Kostümberater
- Bruno, Tom (1932–2012), US-amerikanischer Jazzmusiker (Schlagzeug, Perkussion, Gesang, Flöte)
- Brunod, Dennis (* 1978), italienischer Skibergsteiger, Laufsportler und Skyrunner
- Brunold, Carina (* 2002), österreichische Fußballspielerin
- Brunold, Friedrich (1811–1894), deutscher Schriftsteller, märkischer Heimatdichter
- Brunold, Georg (* 1953), Schweizer Journalist und Schriftsteller
- Brunold, Mika (* 2004), Schweizer TennisspielerMika Brunold (* 2004)

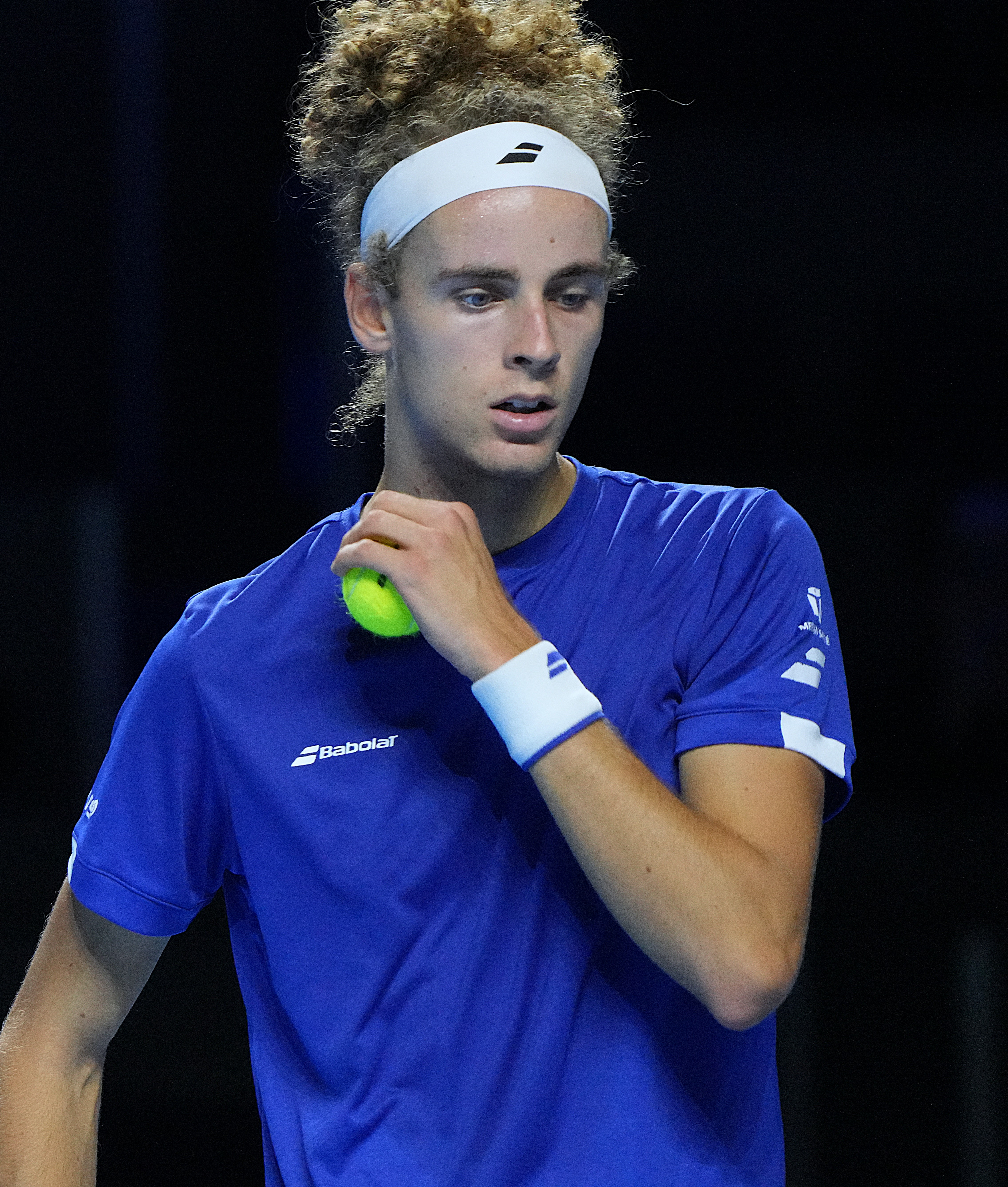
Mika Brunold (* 2004)

- Brunold, Noah (* 1999), Schweizer Unihockeyspieler
- Brunonis, Johannes, römisch-katholischer Geistlicher, Bischof von Cammin
- Brunori Sas (* 1977), italienischer Cantautore (Liedermacher)
- Brunot, Ferdinand (1860–1938), französischer Linguist und Romanist
- Brunotte, Anna, deutsche Luftverkehrskauffrau, Erfinderin des 2002 eingeführten Preissystems der Deutschen Bahn
- Brunotte, Ernst (* 1943), deutscher Geograph und Hochschullehrer
- Brunotte, Heinz (1896–1984), deutscher lutherischer Theologe
- Brunotte, Karl Gottfried (* 1958), deutscher Komponist und Musikphilosoph
- Brunotte, Klaus-Dieter (1948–2017), deutscher Schriftsteller
- Brunotte, Marco (* 1977), deutscher Politiker (SPD), MdL
- Brunotte, Wilhelm (1844–1924), deutscher Lehrer und Heimatforscher
- Brunovský, Albín (1935–1997), slowakischer Grafiker und Maler
- Brunow, Georg (1861–1924), deutscher Theaterschauspieler und Theaterintendant
- Brunow, Hans (1865–1915), österreichischer Pianist, Theaterschauspieler und Sänger (Tenor)
- Brunow, Hans (1894–1971), deutscher Politiker (DNVP), MdR
- Brunow, Jochen (* 1950), deutscher Drehbuchautor und Publizist
- Brunow, Kurt (1907–1978), deutscher SS-Führer und Polizeibeamter
- Brunow, Ludwig (1843–1913), deutscher Bildhauer
- Brunowsky, Hans-Dieter (1923–2012), deutscher Marineoffizier, Volkswirt und Schriftsteller
- Brunowsky, Ralf-Dieter (* 1949), deutscher Journalist, Publizist und Medienunternehmer

### Brunq
- Brunquell, Pius (1752–1828), deutscher Theologe und Dominikanerpater

### Bruns
- Bruns, Adéla (* 1987), tschechische Sportschützin
- Bruns, Alexander (* 1966), deutscher Jurist
- Bruns, Alken (1944–2021), deutscher Übersetzer, Skandinavist und Historiker
- Bruns, Ambrosius (1678–1730), Abt des Klosters Grafschaft
- Bruns, Anke, deutsche Journalistin, Fernseh-, Hörfunkautorin, Moderatorin und Redakteurin
- Bruns, Anna (1937–2025), deutsche Politikerin (Bündnis 90/Die Grünen), MdHB
- Bruns, August (1813–1884), deutscher Architekt
- Bruns, August Ludwig (1790–1858), deutscher Unternehmer, Senator und Lebensversicherungs-Gründer
- Bruns, Axel (1915–1990), deutscher Offizier und Verwaltungsjurist, Oberkreisdirektor in Rinteln und Celle
- Bruns, Benjamin (* 1980), deutscher Opernsänger (Lyrischer Tenor)
- Bruns, Bernd (1935–2016), deutscher Karikaturist
- Bruns, Catharina (* 1979), deutsche Unternehmerin und Autorin
- Bruns, Christiane (* 1965), deutsche Chirurgin
- Bruns, Claudia (* 1969), deutsche Historikerin
- Bruns, Claudius (* 1975), deutscher Kabarettist, Liedermacher, Pianist und Autor
- Bruns, Dmitri (1929–2020), estnischer Architekt und Architekturtheoretiker
- Bruns, Emil (1915–1997), deutscher Bauunternehmer
- Bruns, Erich (1900–1978), deutscher Meeresforscher
- Bruns, Ferdinand (1869–1932), deutscher Lehrer und Biologe
- Bruns, Florian (* 1978), deutscher Medizinhistoriker
- Bruns, Florian (* 1979), deutscher FußballspielerFlorian Bruns (* 1979)

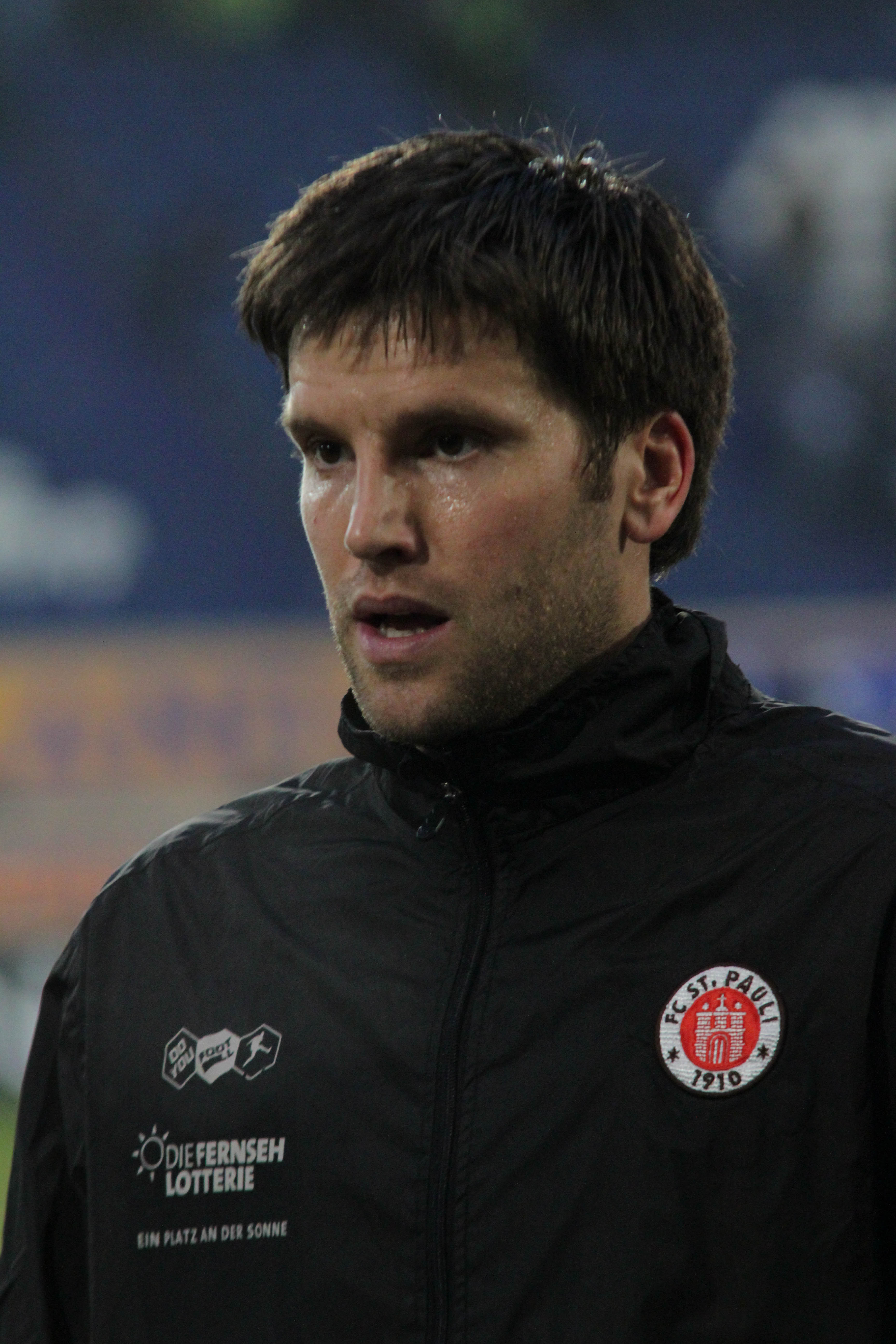
Florian Bruns (* 1979)

- Bruns, Friedhelm (1939–2022), deutscher Fußballspieler
- Bruns, Friedrich (1862–1945), deutscher Hansehistoriker
- Bruns, Friedrich (* 1869), preußischer Major und Freikorps-Mitglied
- Bruns, Friedrich-Carl (1947–2014), deutscher Diplomat
- Bruns, George (1914–1983), US-amerikanischer Filmmusik-Komponist und Jazz-Posaunist
- Bruns, Gerda (1905–1970), deutsche Klassische Archäologin
- Bruns, Günter (1914–2003), deutscher Mediziner
- Bruns, Hans (1895–1971), deutscher Geistlicher, Bibelübersetzer
- Bruns, Hans-Günter (* 1954), deutscher Fußballspieler
- Bruns, Hans-Jürgen (1908–1994), deutscher Strafrechtler, Hochschullehrer in Greifswald, Posen und Erlangen
- Bruns, Hayo (1872–1951), deutscher Mediziner, Hygieniker und Bakteriologe
- Bruns, Heiner (1935–2019), deutscher Theaterintendant
- Bruns, Heinrich (1848–1919), deutscher Mathematiker und Astronom
- Bruns, Heinrich (1867–1914), deutscher Theaterschauspieler, Opernsänger (Tenor) und Kabarettist
- Bruns, Heinrich (1907–1968), deutscher Gewerkschafter
- Bruns, Heinrich Julius (1746–1794), brandenburgisch-preußischer Lehrer
- Bruns, Herbert (1920–1998), deutscher Biologe und Umweltschützer
- Bruns, Hugo Carl Georg (1890–1931), deutscher Jurist
- Bruns, Ivo (1853–1901), deutscher klassischer Philologe
- Bruns, Johann (1932–2018), deutscher Politiker (SPD), MdL
- Bruns, Johann Christian (1735–1792), deutscher Arzt, Hofmedicus, Professor und Prosektor für Anatomie in Hannover
- Brüns, Johannes (1903–1965), deutscher Politiker (CDU), MdB
- Bruns, Johannes (* 1966), deutscher Politiker (SPD)
- Bruns, Julia (* 1975), deutsche Politikwissenschaftlerin und Schriftstellerin
- Bruns, Jürgen (* 1966), deutscher Dirigent der jüngeren Generation
- Bruns, Karin (1918–1997), deutsche Malerin und Grafikerin
- Bruns, Karin (1957–2016), deutsche Medien- und Literaturwissenschaftlerin
- Bruns, Karl Georg (1816–1880), deutscher Rechtswissenschaftler
- Bruns, Käthe (1879–1970), deutsche Sportjournalistin
- Bruns, Klaus (* 1962), deutscher Bühnen- und Kostümbildner
- Bruns, Klaus Peter (1913–2011), deutscher Landwirt und Politiker (SPD), MdL
- Bruns, Ludwig (1858–1916), deutscher Neurologe
- Bruns, Manfred (1934–2019), deutscher Staatsanwalt, Bundesanwalt am Bundesgerichtshof, schwulenpolitischer AktivistManfred Bruns (1934–2019)

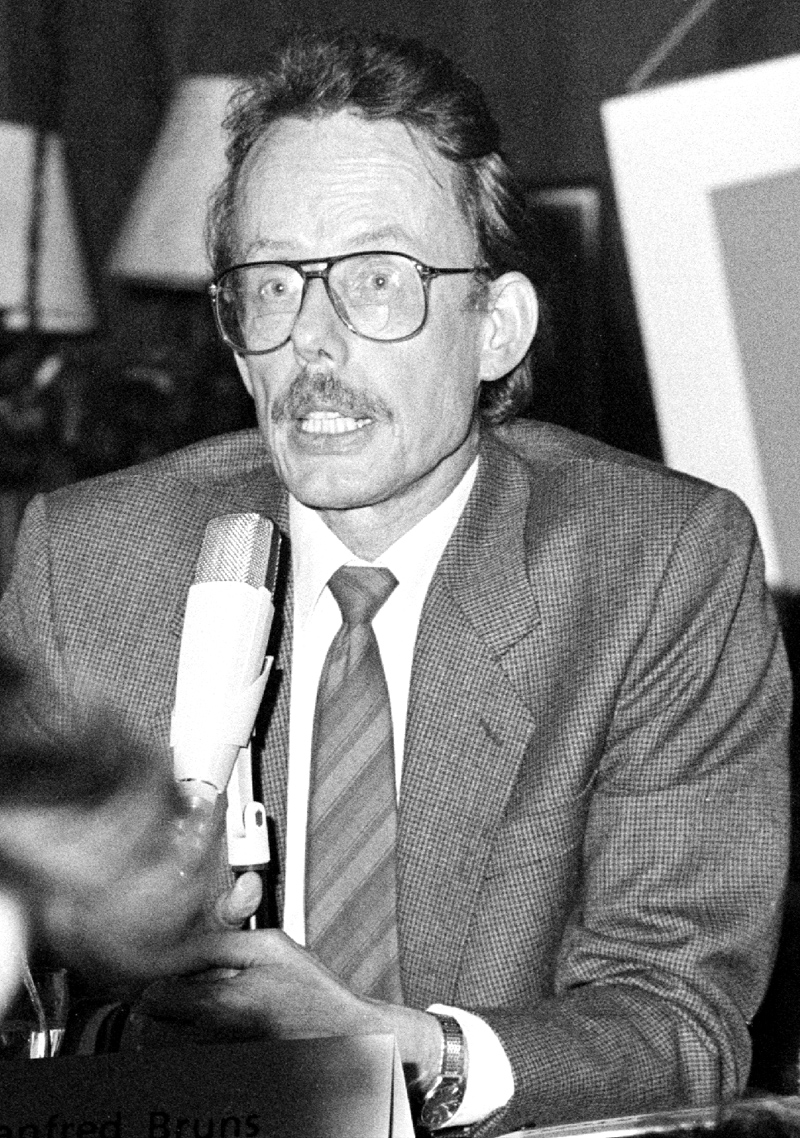
Manfred Bruns (1934–2019)

- Bruns, Marc (* 1985), deutscher Eishockeyspieler
- Bruns, Margarete (1873–1944), deutsche Schriftstellerin
- Bruns, Marianne (1897–1994), deutsche Schriftstellerin
- Brüns, Martin (1911–1976), deutscher Politiker (SPD), MdL
- Bruns, Martin (* 1960), Schweizer Bariton und Hochschullehrer
- Bruns, Matthias (* 1957), deutscher Fußballspieler
- Bruns, Max (1876–1945), deutscher Schriftsteller und Verleger
- Bruns, Max (* 2002), niederländischer Fußballspieler
- Bruns, Pantaleon (1670–1727), Abt des Abdinghofklosters und Weihbischof in Paderborn
- Bruns, Paul Jakob (1743–1814), deutscher Polyhistor, Theologe, Geograph, Professor für orientalische Sprachen und Literaturgeschichte in Helmstedt und Halle
- Bruns, Paul von (1846–1916), deutscher Chirurg und Hochschullehrer
- Bruns, Peter (* 1961), römisch-katholischer Theologe und Kirchenhistoriker
- Bruns, Peter (* 1963), deutscher Cellist und Hochschulprofessor
- Bruns, Peter (* 1966), Schweizer Berufsoffizier
- Bruns, Phil (1931–2012), US-amerikanischer Schauspieler
- Bruns, Raimund (1706–1780), deutscher Dominikaner und theologischer Autor
- Bruns, Roger (1972–2020), deutscher Eishockeyspieler
- Bruns, Rudolf (1910–1979), deutscher Jurist und Hochschullehrer
- Bruns, Sebastian (* 1982), deutscher Politikwissenschaftler, Marineexperte und Leitender Wissenschaftler am Institut für Sicherheitspolitik Universität Kiel (ISPK)
- Bruns, Simon († 1570), lutherischer Theologe und Reformator
- Bruns, Sylvia (* 1969), deutsche Politikerin (FDP), MdL
- Bruns, Taylor (* 1991), US-amerikanische Volleyballspielerin
- Bruns, Thomas (1948–2023), deutscher Diplomat
- Bruns, Thomas (* 1964), deutscher klassischer Gitarrist und Dramaturg
- Bruns, Thomas (* 1976), deutscher Lyriker und Schriftsteller
- Bruns, Thomas (* 1992), niederländischer Fußballspieler
- Bruns, Timo (* 1982), deutscher Fußballspieler
- Bruns, Tissy (1951–2013), deutsche Journalistin
- Bruns, Ulrike (* 1953), deutsche Leichtathletin und Olympiateilnehmerin
- Bruns, Ursula (1922–2016), deutsche Autorin und Pferdesachverständige
- Bruns, Victor (1904–1996), deutscher Fagottist und Komponist
- Bruns, Victor von (1812–1883), deutscher Chirurg und Hochschullehrer
- Bruns, Viktor (1884–1943), deutscher Jurist und Hochschullehrer
- Bruns, Walter (* 1874), deutscher Theaterschauspieler und Sänger
- Bruns, Walter (1889–1967), deutscher Heeresoffizier, zuletzt Generalmajor der Wehrmacht
- Bruns, Walther (1889–1955), deutscher Luftschiffkommandant und Generalsekretär der Aeroarctic
- Bruns, Warner (1901–1972), deutscher Politiker (DP), MdL
- Bruns, Werner (* 1954), deutscher Soziologe und Autor
- Bruns, Wilhelm (* 1963), deutscher Hornist
- Bruns, Willy (1904–1998), deutscher Unternehmer im Fruchthandel und Reeder
- Bruns-Molar, Paul (1867–1934), deutscher Gesangspädagoge
- Bruns-Özgan, Christine (* 1954), deutsch-türkische Klassische Archäologin
- Bruns-Wüstefeld, Reinhard (1883–1967), deutscher Politiker (DVP), Bezirksbürgermeister von Berlin-Tempelhof
- Brunsberg, Arlo (* 1940), US-amerikanischer Baseballspieler
- Brunsberg, Hinrich, deutscher Baumeister und Architekt
- Brünsch, Henny (* 1921), österreichische Filmeditorin
- Brunschvicg, Cécile (1877–1946), französische Politikerin und Feministin
- Brunschvicg, Léon (1869–1944), französischer Philosoph und Hochschullehrer
- Brunschvig, Georges (1908–1973), Schweizer Rechtsanwalt
- Brunschweiger, Verena (* 1980), deutsche Publizistin
- Brunschweiler, Enoch (1760–1834), Schweizer Unternehmer, Teilnehmer der thurgauischen Befreiungsbewegung
- Brunschweiler, Johann Joachim (1759–1830), Unternehmer, Teilnehmer der Thurgauischen Befreiungsbewegung
- Brunschwig Graf, Martine (* 1950), Schweizer Politikerin
- Brunschwig, Alexander (1901–1969), amerikanischer Mediziner, Pathologe und Krebsforscher
- Brunschwig, Henri (1904–1989), französischer Historiker
- Brunschwig, Hieronymus, deutscher ArztHieronymus Brunschwig

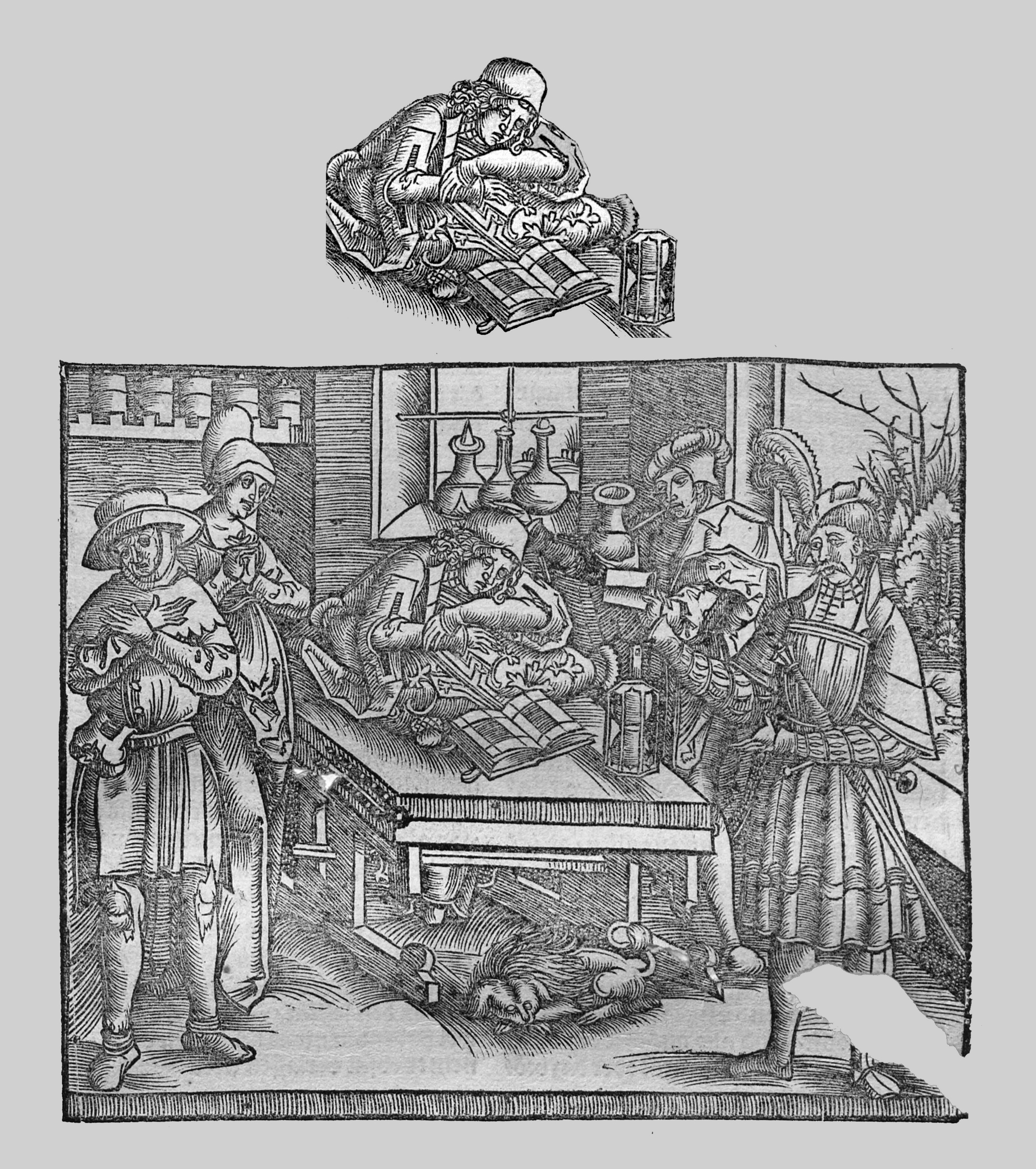
Hieronymus Brunschwig

- Brunschwig, Jacques (1929–2010), französischer Philosophiehistoriker
- Brunschwiler, Leo (1918–1977), Schweizer Bildhauer
- Brunschwiler, Placidus († 1672), Schweizer Benediktinerabt
- Brunsdale, Norman (1891–1978), US-amerikanischer Politiker
- Brunsen, Anton (1641–1693), deutscher reformierter Theologe und kurfürstlich-brandenburgischer Hofprediger
- Brunsich von Brun, Arthur (1845–1938), preußischer General der Infanterie
- Brunsich von Brun, Richard (1870–1964), deutscher Bibliothekar und sächsischer Hofrat
- Brunsiek, Horst (* 1944), deutscher Maler, Objektkünstler, Installationskünstler und Hochschullehrer
- Brunsig von Brun, August (1824–1905), preußischer Generalmajor
- Brunsig von Brun, Georg (1789–1858), preußischer General der Infanterie
- Brünsing, Peter (* 1944), deutscher Posaunist und Dirigent
- Brunskog, Louise (* 1993), schwedische Tennisspielerin
- Brunson, Andrew (* 1968), US-amerikanischer presbyterianischer Geistlicher
- Brunson, Doyle (1933–2023), US-amerikanischer PokerspielerDoyle Brunson (1933–2023)

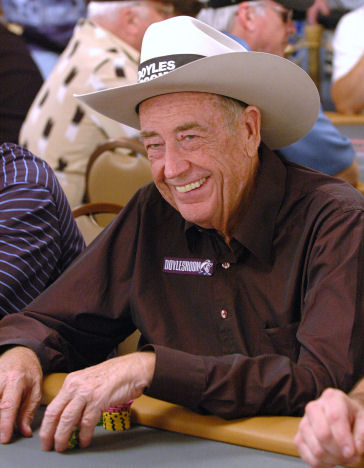
Doyle Brunson (1933–2023)

- Brunson, Jalen (* 1996), US-amerikanischer Basketballspieler
- Brunson, Quinta (* 1989), US-amerikanische Serien-Schöpferin
- Brunson, Todd (* 1969), US-amerikanischer Pokerspieler
- Brunson, Tyrone (* 1985), US-amerikanischer Boxer
- Brunson, Xavier T., US-amerikanischer Offizier, General der US-Army
- Brunsson, Nils (* 1946), schwedischer Organisationssoziologe und Professor
- Brunst, Alexander (* 1995), deutscher Fußballtorwart
- Brunstäd, Friedrich (1883–1944), deutscher evangelischer Theologe und Philosoph
- Brunsten von Billerbeck († 1297), Domdechant und Domherr in Münster
- Brunstermann, Heinrich (1866–1933), deutscher Jurist und Politiker (DR), MdR
- Brunsting, Hendrik (1902–1997), niederländischer Archäologe
- Brunstorp, Levinus, Titularbischof von Dionysia, Weihbischof in Halberstadt und Schwerin
- Brunström, Johan (* 1980), schwedischer Tennisspieler
- Brunsvik, Franz (1777–1849), ungarischer Adliger, Violoncellist und Theaterunternehmer
- Brunsvik, Josephine (1779–1821), ungarische AdligeJosephine Brunsvik (1779–1821)

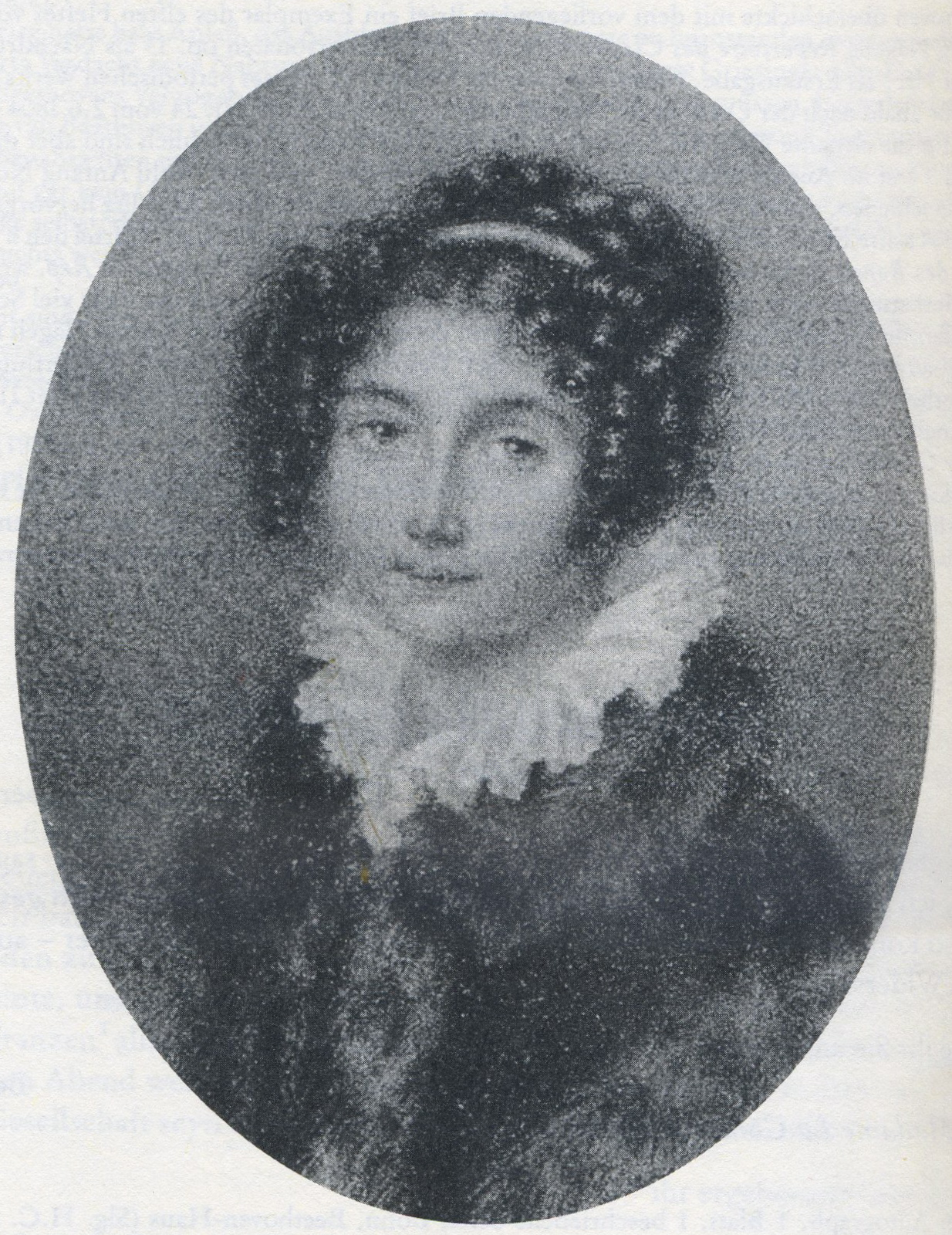
Josephine Brunsvik (1779–1821)

- Brunsvik, Therese (1775–1861), ungarische Gräfin, Vertraute Beethovens und Gründerin der Kindergärten in Ungarn
- Brunswick, Emanuel († 1892), US-amerikanisch-schweizerischer Unternehmer
- Brunswick, Johann Anton (1759–1825), deutscher Kaufmann und Abgeordneter
- Brunswick, John Moses (1819–1886), US-amerikanischer Geschäftsmann
- Brunswick, Léon-Lévy (1805–1859), französischer Bühnenschriftsteller
- Brunswick, Natascha A. (1909–2003), deutsch-amerikanische Mathematikerin und Fotografin
- Brunswick, Ruth (1897–1946), amerikanische Psychoanalytikerin
- Brunswicker, Renate (* 1941), deutsche Politikerin (CDU), MdL
- Brunswig, Alfred (1877–1927), deutscher Philosoph
- Brunswig, Friedrich Franz Wilhelm (1804–1837), deutscher Veterinärmediziner
- Brunswig, Hans (1908–2004), deutscher Feuerwehrmann und Autor
- Brunswig, Heinrich (1907–2002), deutscher Hochfrequenztechniker und Hochschullehrer
- Brunswig, Muriel (* 1970), deutsche Autorin, Journalistin, Marokko-Expertin und Marokko-Reiseveranstalterin
- Brunswijk, Ronnie (* 1961), surinamischer Rebellenführer, Politiker, Vizepräsident
- Brunswik, Egon (1903–1955), US-amerikanischer Psychologe

### Brunt
- Brunt, Carol Rifka (* 1970), US-amerikanische Schriftstellerin
- Brunt, Chris (* 1984), nordirischer Fußballspieler und -trainer
- Brunt, David (1886–1965), britischer Meteorologe
- Brunt, Maureen (* 1982), US-amerikanische Curlerin
- Brunt, Peter (1917–2005), britischer Althistoriker
- Brunt, Rinaldo Van (1901–1989), US-amerikanischer Offizier, Generalmajor der US-Army
- Bruntner, Dominik (* 1993), deutsches ModelDominik Bruntner (* 1993)

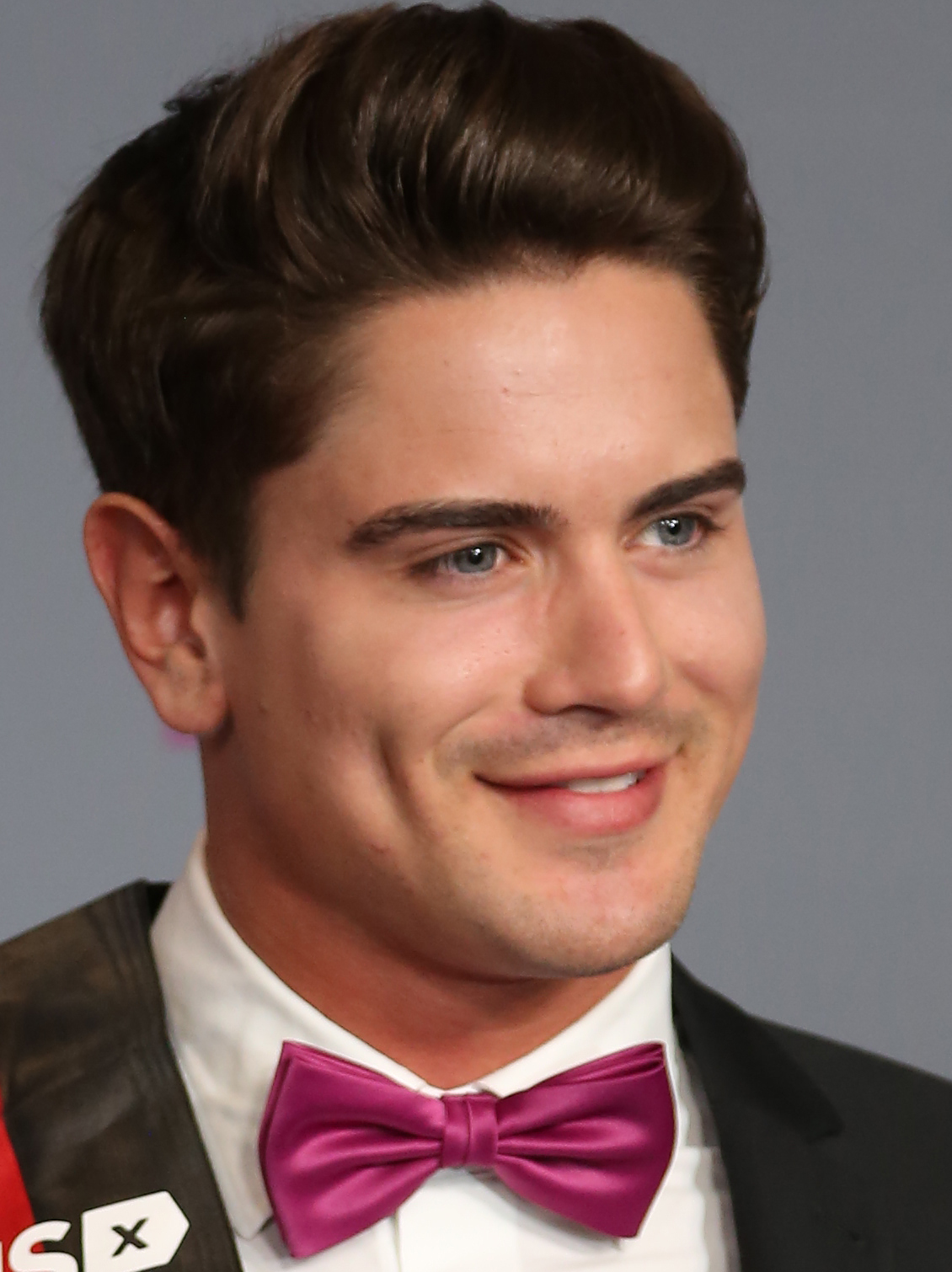
Dominik Bruntner (* 1993)

- Brunton, Guy (1878–1948), britischer Ägyptologe
- Brunton, Mary (1778–1818), anglo-irische Pädagogin und Verlegerin
- Brunton, Paul (1898–1981), englischer Philosoph, Mystiker und Autor
- Brunton, Richard Henry (1841–1901), schottischer Ingenieur
- Brunton, Thomas Lauder (1844–1916), britischer Arzt, Pharmakologe und Physiologe
- Brüntrup, Godehard (* 1957), deutscher Philosoph und HochschullehrerGodehard Brüntrup (* 1957)

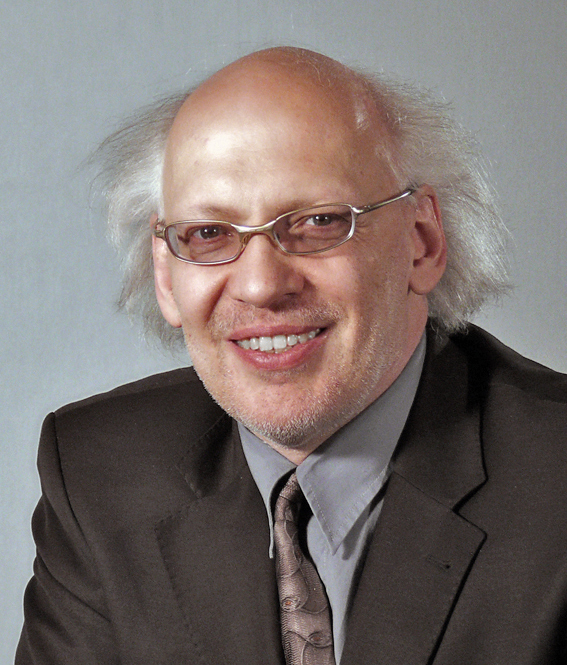
Godehard Brüntrup (* 1957)

- Brüntrup, Tom (* 1997), deutscher Politiker (CDU), MdL

### Brunv
- Brunvand, Jan Harold (* 1933), US-amerikanischer Erzählforscher

### Brunw
- Brunward († 1238), Bischof von Schwerin
- Brunwart II. († 875), Abt von Hersfeld (840–875)
- Brunwart von Augheim, Ritter, Minnesänger und Schultheiß von Neuenburg

### Bruny
- Brüny, Heidemarie (* 1944), deutsche Opernsängerin (Sopran), Musicaldarstellerin, Kabarettistin und Schauspielerin

### Brunz
- Brunz, Dorian (* 1993), deutscher Schauspieler
- Brunzel, Reinhold (1866–1945), deutscher Politiker (SPD), MdR
- Brunzema, Gerhard (1927–1992), deutscher Orgelbauer
- Brunzlow, Horst (* 1936), deutscher Fußballtorwart
- Brunzlow, Jeanette, deutsche Fußballspielerin